# Wirtschaftsgeschichte des Osmanischen Reichs

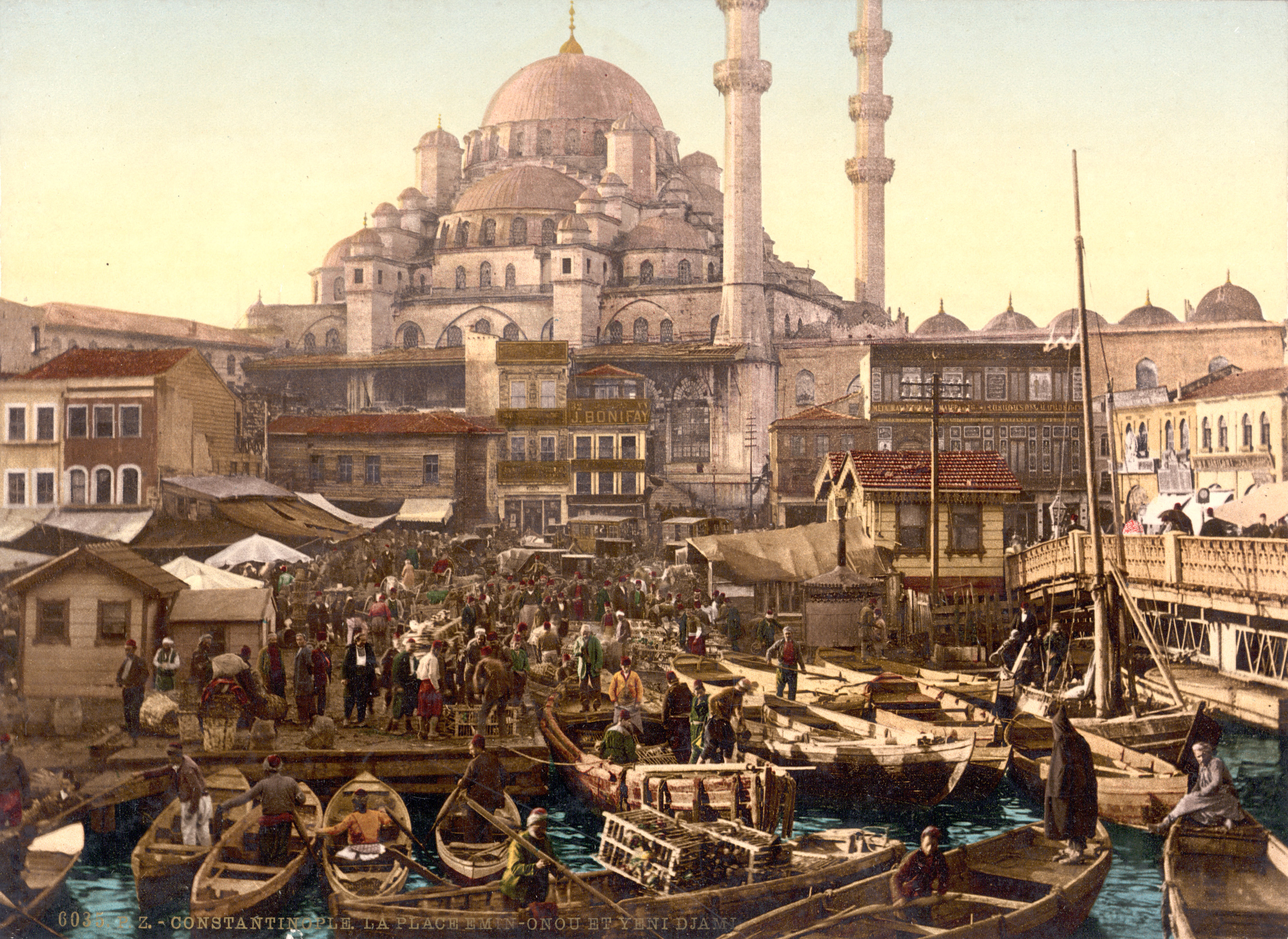
Neue Moschee (Yeni Cami) und der Basar von Eminönü, Istanbul, ca. 1895

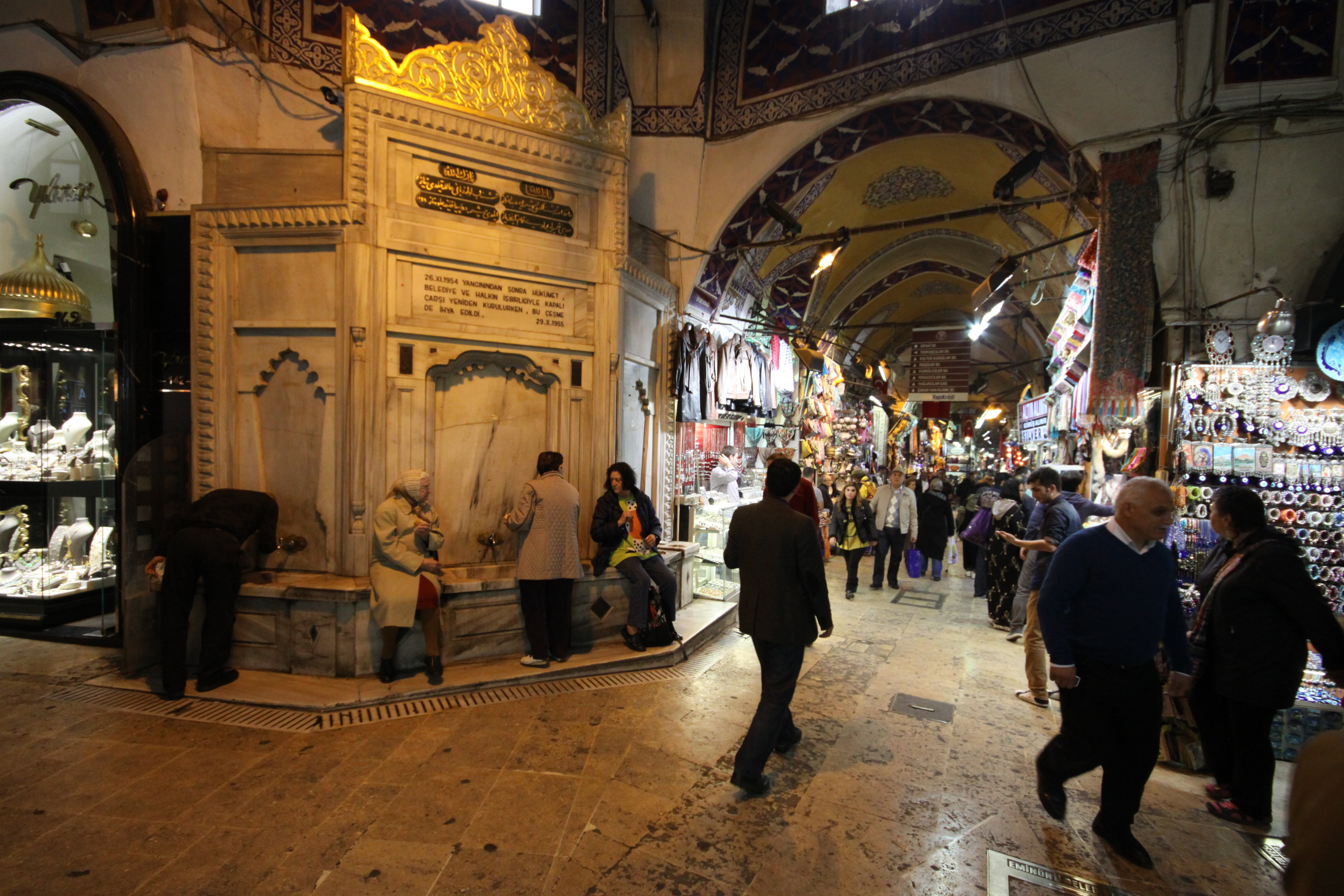
Großer Basar (Kapalı Çarşı) von Istanbul

Die Wirtschaftsgeschichte des Osmanischen Reiches beschreibt die ökonomische Entwicklung und die damit in Wechselwirkung stehenden Strukturen des Osmanischen Reichs, das von seiner Entstehung um 1299 bis zur Ausrufung der Republik Türkei im Jahr 1923 bestand. Das Osmanenreich, das sich vom Balkan und der Schwarzmeerregion über den heutigen Nahen Osten und die nordafrikanische Küste erstreckte, weist auf Grund der enormen Ausdehnung und des Umfangs seines Binnenhandels Eigenschaften einer mittelalterlichen und frühneuzeitlichen „Weltwirtschaft“ auf. Über sechshundert Jahre lang lag das Reich dabei im Schnittpunkt interkontinentaler Fernhandelswege. Während dieser Zeit unterlagen die politischen, verwaltungstechnischen und wirtschaftlichen Beziehungen innerhalb des Reichs ebenso ständigen Veränderungen wie seine Beziehungen zu den angrenzenden Weltregionen, dem Fernen Osten, Südasien und Westeuropa. Neben den politischen waren es vor allem die wirtschaftlichen Beziehungen zwischen Westeuropa und dem Osmanischen Reich, welche die Geschichte der beiden besonders im Mittelmeerraum eng verflochtenen Weltregionen prägten.
Seit dem Ende des 14. Jahrhunderts kontrollierte das Osmanische Reich zunehmend die „horizontale“ (ost-westliche) Handelsroute im Mittelmeer, über die Güter aus Arabien und Indien nach Venedig und Genua gelangten; ab etwa 1400 führte auch die „vertikale“ Handelsroute von Süden nach Norden über Damaskus, Bursa, Akkerman und Lwów durch osmanisches Territorium, was den Fernhandel mit Gewürzen, Seiden- und Baumwollprodukten unter osmanische Kontrolle brachte. Im Levantehandel des 16. bis frühen 18. Jahrhunderts eröffnete sich ein erster Zugang westeuropäischer Handelsorganisationen zum osmanischen Markt. Die mit Beginn der industriellen Revolution weiter zunehmende wirtschaftliche Macht Westeuropas führte schrittweise zu einer gleichsam kolonialen Dominanz der westlichen und zum Niedergang der osmanischen Wirtschaft im Verlauf des 19. Jahrhunderts. Mitte des 20. Jahrhunderts zählte die Republik Türkei politisch und wirtschaftlich zu den Ländern der Dritten Welt.
Die Wirtschaftsgeschichte des Osmanenreichs ist, trotz des Niedergangs im späten 19. und frühen 20. Jahrhundert, durch erhebliche Anpassungsleistungen gekennzeichnet, die erst in den letzten Jahrzehnten Gegenstand der Forschung geworden sind und heute als eine der Ursachen für den in der Weltgeschichte ungewöhnlich langen Bestand eines großen Reiches angesehen werden.

## Geschichtlicher Überblick

### 14. bis 16. Jahrhundert

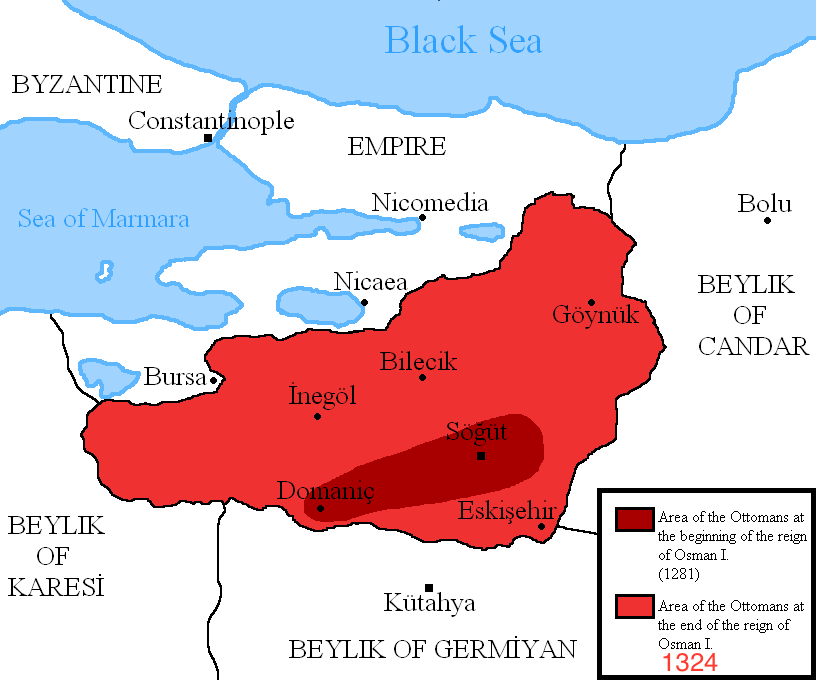
Das Osmanische Reich um 1326

Akçe Sultan Orhans I., Münzstätte Bursa

Das Osmanische Reich entstand zu Beginn des 14. Jahrhunderts als Beylik im Nordwesten Anatoliens aus dem Zerfall der Herrschaft der mongolischen Ilchane. Günstig an alten Handelsrouten zwischen Asien und Europa gelegen, war seine Wirtschaft von Beginn an integriert in den Ost-West-Handel, den Austausch von Rohstoffen, Handelsgütern und Edelmetallen. Seine Nachbarländer, das Byzantinische Reich, die islamischen Länder der Mittelmeerküste sowie das Perserreich, verfügten über hoch entwickelte Wirtschafts- und Währungssysteme. Das sich ausbreitende Osmanische Reich verfügte somit früh über wirtschaftliche Stärke sowie das Potenzial, sie zu nutzen. Dies begünstigte seine militärischen und politischen Erfolge in den folgenden Jahrhunderten. Numismatische Analysen der frühesten osmanischen Münzprägungen zeigen eine nahe Verwandtschaft zu den Münzen der Ilchane und benachbarter anatolischer Beyliks, was – im Gegensatz zu den Aufzeichnungen osmanischer Chronisten – auf enge wirtschaftliche Beziehungen zwischen den Regionen West- und Zentralanatoliens und ein Fortbestehen der west-östlichen Handelsroute hindeutet. Mit der Eroberung von Bursa 1326 gelangte ein bedeutender Handelsplatz der Seidenstraße unter osmanische Herrschaft. Nach dem Zusammenbruch der mongolischen Herrschaft in Persien verschob sich der Schwerpunkt des Handels von Süd- nach Westanatolien. Auch der Handel über die Ägäishäfen bestand nach der osmanischen Eroberung weiter.

Altun – Sultan Mehmed II., 1481

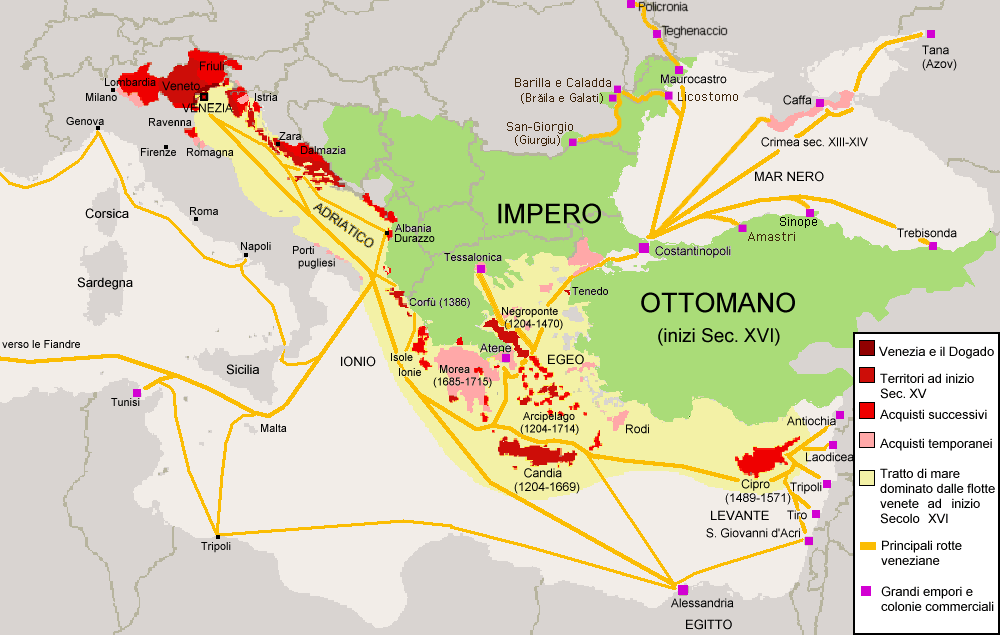
Machtverhältnisse und Handelswege im östlichen Mittelmeerraum um 1500

Mit der Eroberung Rumeliens ab 1435 und der Einnahme von Konstantinopel 1453 entwickelte sich ein neues Selbstverständnis des Osmanischen Reichs als Großmacht und Erbe sowohl des Byzantinischen Reichs als auch der Tradition des Islams. Während seiner langen Regierungszeit (1444–1446 sowie 1451–1481) führte Sultan Mehmed II. Reformen durch, die das Reich zu einem verwaltungstechnisch und wirtschaftlich zentralistisch und interventionistisch organisierten Staat machten. Den Handel zu fördern und die Kontrolle über die Handelsrouten zu gewinnen, war ein wesentliches Ziel der osmanischen Politik im östlichen Mittelmeerraum. Diese brachte das Reich gleichzeitig in Konflikt mit der bis dahin führenden Handels- und Seemacht, der Republik Venedig. Der Erste osmanisch-venezianische Krieg (1463 bis 1479) endete mit Gebietsverlusten und der Tributpflichtigkeit Venedigs.
Die wachsende Bedeutung des Reichs im Mittelmeerhandel erforderte die Einführung eines allgemein anerkannten Zahlungsmittels. 1477/78 prägte das Osmanische Reich hierfür erstmals eine Goldmünze, den Altun. Franz Babinger vermutete, dass das bei der Eroberung von Konstantinopel erbeutete Gold zur Prägung dieser Münzen verwendet wurde, da das Reich bis zur Eroberung der Minen von Novo Brdo über keine nennenswerten eigenen Goldvorkommen verfügte.
Mehmed II. entmachtete die örtlichen Adelsfamilien, indem er ihnen entweder nicht-erbliche Lehnsgüter (tīmār) zuteilte oder sie durch ihm als „Leibeigene“ (ḳul) unmittelbar untergebene Staats- und Militärbeamte ersetzte. Fromme Stiftungen (evḳāf) wurden eingezogen und in Tımarlehen umgewandelt. Freier Grundbesitz (mülk) wurde vor allem dann verstaatlicht, wenn er für die Versorgung des Militärs besonders bedeutsam war. Beispielsweise wurde alles Land, auf dem Reis angebaut wurde, in Staatseigentum (miri) überführt, da Reis sich aufgrund seiner Haltbarkeit besonders als Proviant für Feldzüge eignete.
Bis zur Mitte des 15. Jahrhunderts war der Silbergehalt des Akçe weitgehend konstant geblieben. Die Münze wurde aus 1,15 bis 1,20 Gramm reinen Silbers (tam ayar) geprägt. In den Jahren 1444, 1451, 1460/61, 1470/71, 1475/76 und 1481 wurde der Akçe im Zuge von „Münzerneuerungen“ (tecdid-i sikke), vergleichbar mit der westeuropäischen Praxis des Münzverrufs, wiederholt durch Verminderung der zur Prägung verwendeten Silbermenge abgewertet. Die alten Münzen wurden dabei eingezogen, eigene Beamte (yasakçı ḳul) hatten den Auftrag, alte Münzen zu suchen und zu einem Bruchteil des Marktwertes aufzukaufen. Vor dem Hintergrund der allgemeinen Silberknappheit in Europa im 15. Jahrhundert wurde die Menge an Münzgeld durch diese Maßnahme zwar vermehrt, die kurzfristigen Gewinne für die Staatskasse und die Förderung des Handels durch die Vermehrung der umlaufenden Geldmenge wurden durch die parallel steigenden Preise allerdings schnell wieder zunichtegemacht. Darüber hinaus führten die mit einer sichtbaren Verkleinerung der Münzen einhergehenden Abwertungen schon 1444 zu einer ersten Revolte der in Silbermünzen bar entlohnten Janitscharen, die sich erstmals erfolgreich eine Solderhöhung erstritten und im Verlauf der späteren Geschichte immer wieder politische Unruhen auslösten.
Die militärische Ausdehnung des Osmanischen Reichs fand in den Kriegen mit den mächtigen Nachbarreichen, dem Habsburger- und Perserreich, ihre Grenzen. Durch das Aufkommen neuer Technologien wie der Feuerwaffen und die Einführung stehender, bar besoldeter Heere wurde die Kriegsführung zunehmend kostspieliger; trotz aller Anstrengungen blieb als Ergebnis nur der territoriale Status quo. Landgewinne, die in den Anfängen der osmanischen Expansion neue Einkommensquellen für die Staatskasse erschlossen hatten, blieben nun aus. Mit der Eroberung der arabischen Kernlande des Islams und der zunehmenden Islamisierung verschob sich die Bevölkerungsmehrheit hin zum sunnitischen Islam. Damit ging eine Abnahme der pragmatischen religiösen Toleranz einher, die als integrierender Faktor der frühen osmanischen Gesellschaft gewirkt hatte. Gleichzeitig entwickelte sich schon unter Süleyman II. der Islam zu einem Instrument der Staatsraison und Legitimierung der Herrschaft des Sultans.
Land- und Steuerregister (defter), welche die Besteuerung der Sandschaks nach Art und Summe aufführten, sind schon aus der Zeit Mehmeds II. erhalten. Unter seinem Nachfolger Bayezid II. ergänzten Gesetzbücher (kanunnāme) die defter, die die Art der Besteuerung, Zeitpunkt und Vorgehen bei ihrer Eintreibung sowie die rechtliche Beziehung zwischen Tımarinhaber und Steuerzahlern in Einzelheiten festlegten. Mit jeder Neuerfassung des Sandschaks wurden auch die kanunnāme angepasst. Unter Süleyman I. erstellte der Kazasker und spätere Schaich al-Islam Mehmed Ebussuud Efendi ein reichsweit gültiges kanunnāme, das unter anderem die Beziehungen zwischen den Sipahi und der Landbevölkerung regelte. Ebussuud leitete das osmanische Steuerrecht aus dem Islamischen Recht nach der hanafitischen Rechtsschule ab: Er begründete die Notwendigkeit von Staatseigentum mit dem Erhalt des allen Muslimen gemeinsam zustehenden Eigentums und definierte die beiden wichtigsten osmanischen Steuern, Landessteuer (çift resmi) und den Zehnten (aşar), nach den hanafitischen Begriffen der charadsch muwazzaf (feste jährliche Landsteuer) und der charadsch muqasama (Erntesteuer). Indem er die aşar mit der charadsch muqasama gleichsetzte, deren Höhe vom Herrscher festgesetzt wurde, lieferte Ebussuud die Begründung, die Abgaben über den „Zehnten“ hinaus zu steigern und somit die Einnahmen der Staatskasse zu vermehren. Dieses Gesetzeswerk (kanun) entwickelte sich im weiteren Verlauf zu einem säkularen, von der Scharia unterschiedenen Gesetzbuch des Osmanischen Reichs. In Bezug auf Besitztitel und Besteuerung staatseigenen Landes (miri) behielt es bis zum Ende des Reichs seine Gültigkeit.
Die finanzielle Belastung durch die andauernden Kriege führte zu entscheidenden Veränderungen in der politischen Struktur des Reichs: Die Verpachtung der Steuerrechte ließ mit den Tımār-Inhabern und Steuerpächtern eine weitgehend autonome neue Elite entstehen, deren Angehörige auch als Produzenten und Händler tätig waren. Vielfach unterstützten sie den Sultan beispielsweise in dessen Konflikten mit den Janitscharen und der ʿUlamā’, gleichzeitig setzten sie gegenüber der Zentralverwaltung ihre eigenen politischen Ideen durch. Bis dahin zentral gelenkte Funktionen des Staats gingen mehr und mehr an regionale Akteure über, die so großen Einfluss und Selbstständigkeit gegenüber der Hohen Pforte gewannen.

### 17. und 18. Jahrhundert
Mit Mustafa I. (reg. 1617–1618 und 1622–1623), Osman II. (reg. 1618–1622), Murad IV. (reg. 1623–1640) und İbrahim „dem Verrückten“ (reg. 1640–1648) folgten schwächere Sultane einander nach. Zeitweise verfügten starke Frauen, besonders die Sultansmütter (Valide Sultan) während der sogenannten „Weiberherrschaft“ über Einfluss auf die Regierungsgeschäfte. Nach 1656 stärkten Großwesir Köprülü Mehmed Pascha (um 1580–1661) und sein ihm im Amt nachfolgender Sohn Köprülü Fâzıl Ahmed Pascha (1635–1676) die Stellung der Zentralregierung. Im Rahmen der nach ihnen benannten „Köprülü-Restauration“ führten sie Sparmaßnahmen durch, verringerten die Steuerlast und schritten gegen unrechtmäßige Steuereintreibung ein. Es gelang ihnen, die immer wieder ausbrechenden Revolten der Janitscharen und politischer Fraktionen zeitweise zu beruhigen. Das Militär blieb ein politischer Unruhefaktor, sowohl in der Hauptstadt (1703 entthronten die Janitscharen Sultan Mustafa II.) als auch in den Provinzen, wie beispielsweise die Celali-Aufstände von 1595–1610, 1654–1655 und 1658–1659, die Canbulad-Rebellion bis 1607 oder die Rebellion Ma’noğlu Fahreddin Paschas von 1613 bis 1635 zeigen. Konflikte zwischen den Provinzgouverneuren und der Regierung in Istanbul brachen während des 17. Jahrhunderts immer wieder aus. Außenpolitisch ist diese Zeit durch lange und kostspielige Kriege mit der Habsburgermonarchie in den Türkenkriegen bis 1699 gekennzeichnet, sowie mit dem Perserreich im Krieg mit den Safawiden (1623–1639).
Nach dem Friedensschluss von Passarowitz (1718) konnte der osmanische Staat die Handelswege in Anatolien und Syrien wieder besser kontrollieren, die durch die Konzentration des Militärs im Balkan während des Venezianisch-Österreichischen Türkenkrieg ungeschützt geblieben waren. In der Zeit von 1720 bis 1765 expandierte der Handel sowohl im Osmanischen Reich als auch in Westeuropa. Die Produktion von Seiden- und bedruckten Baumwollstoffen belebte sich, neue Handwerkszentren wurden gegründet. Ein Großteil der Produktion wurde auf dem osmanischen Binnenmarkt abgesetzt; erst ab etwa 1750 fand zunächst der Ägäisraum Anschluss an den internationalen Handel. Nicht immer führte die Einfuhr von Waren aus dem Ausland zu einer Minderung der eigenen Exportproduktion im Inland; jedoch waren Produktion und Handel der Osmanen seit dieser Zeit stärker den Schwankungen des internationalen Handels ausgesetzt.
Die Frage bleibt offen, warum die langen und schweren Kriege des 17. Jahrhunderts nicht zu einer Belebung der Konjunktur im Reich selbst geführt haben, da eine große Nachfrage nach Waffen und Versorgungsgütern bestand. Als mögliche Ursache wird die Preispolitik der Zentralregierung angesehen, die die Produzenten zwang, ihre Ware unter den Herstellungskosten an die Behörden zu verkaufen oder sogar umsonst, im Sinne einer Steuerschuld, zu liefern. Dies führte zum anhaltenden Verlust von Kapital und langfristig zur Schwächung der Wirtschaft. In der zweiten Hälfte des 18. Jahrhunderts waren die Kriegskosten so hoch, dass das Steuereinkommen sie nicht mehr decken konnte. Das komplizierte Versorgungssystem des osmanischen Militärs brach zusammen. Genau zu dieser Zeit brach der (fünfte) Russisch-Türkische Krieg (1768–1774) aus. Das finanziell erschöpfte Reich hatte den russischen Ressourcen nichts mehr entgegenzusetzen.

### 19. Jahrhundert
Gegen Ende des 18. und mit Beginn des 19. Jahrhunderts agierten die Machthaber in den Provinzen (ayan oder derebey) weitgehend autonom gegenüber der Zentralregierung. 1808 hatte ihr politischer Einfluss mit der Unterzeichnung des Sened-i ittifak unter Großwesir Alemdar Mustafa Pascha einen Höhepunkt erreicht. Die ayan und derebey handelten de facto als lokale Herrscherdynastien mit beträchtlicher Militärmacht, die Autorität des Sultans beschränkte sich nur noch auf Istanbul und seine Umgebung. Vor allem die Balkanprovinzen mit ihren nach der Abschaffung des Tımar-Systems entstandenen großen Landgütern und kaufmännischen Unternehmungen profitierten von einer besseren Anbindung an den Weltmarkt und der nur mehr lockeren Kontrolle durch die Zentralregierung. Pamuk vermutet, dass es daher kein Zufall sei, dass gerade in diesen Provinzen mit der Griechischen Revolution von 1821, der serbischen Unabhängigkeitsbewegung, und dem Autonomiestreben Muhammad Ali Paschas der politische Zerfall des Osmanischen Reichs einsetzte. Die Verwaltung reagierte unter Sultan Mahmud II. (reg. 1808–1839) auf den Zerfall der politischen Ordnung mit der Abschaffung des Janitscharenkorps 1826 und des Tımarwesens (1833/1834–1844).
Unter Abdülmecid I. (reg. 1839–1861) wurde das Iltizam-System formal abgeschafft. Die Tanzimat-Reformen ab 1839 sahen neben einer erneuten Zentralisierung der Verwaltung und des Finanzwesens auch eine Liberalisierung der Wirtschaft vor. Während es im Interesse der Großgrundbesitzer und Kaufleute gelegen hätte, möglichst schnell Anschluss an den sich ausbildenden kapitalistischen Weltmarkt zu gewinnen, hatte die Regierung die Oberhand behalten und die Kontrolle über die Provinzen sowie die wirtschaftliche Entwicklung vorübergehend wiedergewonnen.
Die Zeit von 1820 bis zum Ausbruch des Krimkriegs 1853 ist durch die deutliche Ausweitung des Exporthandels unter britischer Vorherrschaft gekennzeichnet. 1838 unterzeichnete das Reich ein Freihandelsabkommen mit Britannien, später auch mit anderen westeuropäischen Staaten. Die Produktion von landwirtschaftlichen Primärgütern stieg vor allem in den Küstenregionen an, während der Import industriell gefertigter Güter die handwerkliche Produktion dort unter Druck setzte. Noch Mitte der 1870er Jahre betrug der Anteil des Fernhandels nur 6–8 % der Gesamt- und 12–15 % der landwirtschaftlichen Produktion. Ab ca. 1850 floss vermehrt Fremdkapital in Form von Regierungsanleihen und direkten Investitionen ins Land. Bis zum Staatsbankrott 1876 nahm der osmanische Staat mehr neue Anleihen zu ungünstigen Bedingungen auf, als er alte Schulden bediente. Der Großteil des geliehenen Geldes floss in den Ankauf ausländischer Rüstungs- und Konsumgüter, was das Außenhandelsbilanzdefizit vergrößerte. Unter europäischem Druck erhielt die von einem Londoner Konsortium, später unter französischer Beteiligung geleitete Osmanische Bank das Monopol auf die Ausgabe von Papiergeld. Dies band die osmanische Währung an den Goldstandard. Seit 1866 konnten Ausländer Agrarland im Reich erwerben.
Das letzte Viertel des 19. Jahrhunderts war durch außerordentliche politische, soziale und wirtschaftliche Krisen geprägt. 1873–4 herrschte eine schwere Hungersnot in Anatolien. 1876 erklärte das Reich den Staatsbankrott und musste einer europäischen Schuldenverwaltung zustimmen. Der Russisch-Osmanische Krieg (1877–1878) und die Balkankrise waren mit enorm hohen Kosten verbunden. Die Kriege entzogen der Produktion große Teile der arbeitenden männlichen Bevölkerung, und verminderten das dringend benötigte Steueraufkommen. Der Verlust der wirtschaftsstarken europäischen Provinzen mit dem Frieden von San Stefano und dem Berliner Kongress schwächte die Wirtschaft zusätzlich. Der wachsende Anteil billiger amerikanischer Agrargüter am Welthandel, die unter den Bedingungen des Freihandelsabkommens importiert wurden, setzte die osmanischen Produzenten unter Druck und verringerte das Staatseinkommen. Unter der europäischen Schuldenverwaltung kam es zu weiteren Kapitalabflüssen, mit denen die Auslandsschulden bedient wurden. Die Wirtschaft stagnierte. Mit dem politischen und wirtschaftlichen Aufstieg des deutschen Kaiserreichs veränderte sich das Gleichgewicht der europäischen Mächte. An die Stelle der Pax Britannica trat das Ringen Britanniens, Frankreichs, und des deutschen Reichs um Einflusssphären nicht nur im Nahen Osten. Mittels des Baus von Eisenbahnen wie der Bagdad- und Hedschasbahn sowie des Sueskanals teilten die westeuropäischen Staaten das Reich in eigene Einflusssphären auf. Direkte Investitionen aus dem Ausland dienten somit eher der Anbindung des Reiches an den Welthandel als dem Ausbau und der Modernisierung der eigenen Wirtschaft.

### Bis zum Ersten Weltkrieg
Das durch die Kriege und Gebietsverluste im 19. Jahrhundert militärisch und politisch geschwächte Reich musste seine Stärke wiederherstellen, um nicht zwischen Russland und den europäischen Nationalstaaten aufgeteilt zu werden. Ab 1903 wurden wieder vermehrt Auslandsanleihen aufgenommen, die den politischen und wirtschaftlichen Einfluss der Geberländer auf das Reich verstärkten. Nach der Revolution der Jungtürken 1908 stieg das Fiskaleinkommen aufgrund effizienterer Steuererhebungen deutlich an, konnte aber die gleichzeitigen Ausgaben nicht decken, und das Defizit vergrößerte sich weiter. Nach 1910 war das Osmanische Reich so weit in die kapitalistische Weltwirtschaft integriert, dass seine verschiedenen Regionen eher als Bestandteil unterschiedlicher Einflusssphären europäischer Zentren angesehen werden können als als wirtschaftlich eigenständiger Raum.

## Bevölkerung

### Bevölkerungszahl
Die Gesamtbevölkerung des Osmanischen Reichs wird für 1520–1535 auf 12 oder 12,5 Millionen Menschen geschätzt. Zur Zeit seiner größten räumlichen Ausdehnung gegen Ende des 16. Jahrhunderts lebten – dabei ist die Unsicherheit allerdings enorm groß – vielleicht 22 bis 35 Millionen Menschen im Osmanischen Reich. Zwischen 1580 und 1620 stieg die Bevölkerungsdichte stark an. Im Gegensatz zu den west- und osteuropäischen Ländern, die nach 1800 ein starkes Bevölkerungswachstum erlebten, blieb die Bevölkerungszahl im Osmanischen Reich mit 25 bis 32 Millionen annähernd konstant. 1906 lebten etwa 20–21 Millionen Menschen im (durch Gebietsverluste im 19. Jahrhundert verkleinerten) Reichsgebiet.

### Gesellschaftsordnung
Ähnlich wie zur Zeit der arabischen Expansion des 7. und 8. Jahrhunderts herrschte im Osmanischen Reich vom 14. bis ins 16. Jahrhundert hinein eine muslimische Minderheit über eine nichtmuslimische Bevölkerungsmehrheit. Während des 14. Jahrhunderts schloss der Sultan meist zuerst eine gleichberechtigte Allianz mit den Nachbarländern, oft untermauert durch Heiratsdiplomatie. Als das Reich an Stärke gewonnen hatte, wurden die verbündeten Staaten zu Satellitenstaaten. Deren Herrscher, ob byzantinische Fürsten, bulgarische oder serbische Könige oder örtliche Stammesoberhäupter, behielten ihre Stellung, schuldeten dem Sultan jedoch Loyalität, Tribut und Unterstützung. Auf diese Weise waren gegen Ende des 14. Jahrhunderts die byzantinischen Kaiser, serbischen und bulgarischen Fürsten sowie die Beys von Karaman tributpflichtig oder Vasallen des osmanischen Herrschers geworden. 1453 schloss Sultan Mehmed II. diesen Prozess mit der Eroberung und Zerstörung des Byzantinischen Reiches ab und brachte die verbliebenen anatolischen Beyliks unter seine direkte Herrschaft. Noch im frühen 16. Jahrhundert verfuhren die Osmanen auf die gleiche Weise mit dem Königreich Ungarn, indem sie es zunächst als Vasallenstaat behandelten und schließlich nach der Schlacht bei Mohács (1526) annektierten. Die Sultane übten ihre Herrschaft von Istanbul als Zentrum nach einem Modell aus, dessen Organisation dem modernen Nabe-Speichen-Modell vergleichbar ist. In pragmatischer Weise integrierte der Staat zumeist die Eliten der eroberten Länder, bezog sie als Beamte in die Verwaltung ein, und tolerierte und schützte unter den Auflagen des Islamischen Rechts nicht-islamische Religionen. Die Fürstentümer Moldau und Walachei sowie Siebenbürgen waren bis 1710 zu Tributzahlungen und Heerfolge gegenüber der Pforte verpflichtet, in Siebenbürgen wurden nie osmanische Garnisonen eingesetzt, auch Moscheen wurden in diesen Fürstentümern nicht gebaut. Zwischen 1475 und 1774 war auch das Khanat der Krim tributpflichtig, seine Herrscher galten als Nachfolger der Sultane im Fall des Erlöschens der osmanischen Herrscherfamilie.
Im Verlauf des 15. und 16. Jahrhunderts entwickelte sich das Selbstverständnis des Reichs als Großmacht und dominante Schutzmacht der islamischen Welt. Ab dieser Zeit war es als Sultanat patrimonial, sowie als Ständeordnung organisiert, islamisch in seinen Werten und Idealen, geformt nach der Vorstellung eines riesig ausgedehnten Haushalts mit dem Sultan an der Spitze. Die Gesellschaftsordnung folgte militärischen Grundsätzen: Der Elitestand der Askerî umfasste die nicht steuerpflichtigen Mitglieder der Osmanischen Armee (seyfiye), Hofbeamte (mülkiye), Steuereintreiber (kalemiye) und die geistliche Elite der ʿUlamā'. Gesellschaftlich unterhalb der Askerî stand die steuerpflichtige Reâyâ. Die oberen Ränge von Militär und Verwaltung galten als direkte Untertanen (ḳul) des Sultans, was sie dessen unmittelbarer Gerichtsbarkeit unterstellte und somit seine Herrschaft stärkte. Ihre Privilegien galten jedoch nicht für Militärdienst leistende Angehörige der niederen Stände. Die gesellschaftliche Geschichte des Osmanischen Reiches ist vom Bemühen der Reâyâ um sozialen Aufstieg gekennzeichnet. Nach dem 17. Jahrhundert verlor die Hohe Pforte in den Provinzen zunehmend an Einfluss. Der Sultan hatte seinen direkten politischen Einfluss weitgehend verloren, verlieh der Herrschaft jedoch weiterhin Legitimität. Lokale Machthaber (ayan oder derebey) handelten praktisch unabhängig von der Zentralregierung. Mit ihren Reformen seit Beginn des 19. Jahrhunderts versuchte die Regierung, die Verwaltung und Wirtschaft einerseits zu liberalisieren, andererseits wieder der zentralen Kontrolle zu unterwerfen.
Das islamische Fremdenrecht (Siyar) regelte den Status der nicht-muslimischen Reichsbevölkerung. Jüdische und christliche Einwohner genossen bis zur Einführung der Tanzimat-Reformen 1839 Schutz als Dhimmi. Im Austausch gegen religiöse und politische Eigenständigkeit hatten sie einen gegenüber Muslimen untergeordneten gesellschaftlichen Status zu akzeptieren. Im Millet-System interagierte jede Gemeinschaft nur mit dem Zentrum, offiziell existierten keine politischen Verbindungen zwischen den einzelnen Gemeinschaften. Die Hohe Pforte handelte im Spiel der Interessen mit Flexibilität und Pragmatismus, einem Makler vergleichbar. Die Grenzen zwischen den einzelnen Gemeinschaften waren teilweise durchlässig, beispielsweise war zu unterschiedlichen Zeiten und in verschiedenen Regionen die Bekehrung zum Islam mit Steuererleichterungen verbunden; die Institution der Knabenlese eröffnete christlichen Jugendlichen den Zugang in die Eliteklasse der Janitscharen.
Nichtmuslimen, die sich zeitweise in islamischen Ländern aufhielten, konnte nach islamischem Recht als „Musta’min“ Schutz gewährt werden. Der Status ausländischer Kaufleute, die sich als nicht-muslimische Untertanen fremder Herrscher für kurze oder längere Zeit im Osmanischen Reich aufhielten, musste mit dem Aufkommen des Fernhandels erst im islamischen Völkerrecht definiert werden. Sie erhielten schließlich einen den Musta’min vergleichbaren Rechtsstatus, der in vom Sultan ausgestellten, immer wieder zu erneuernden Privilegien, den Kapitulationen, bestätigt wurde.

### Bevölkerungsmigration
Die Geschichte des Osmanischen Reichs ist von ausgedehnten Wanderbewegungen innerhalb seiner Bevölkerung geprägt. Einwanderer wurden vor allem dann begrüßt, wenn sie Kontakte, Kenntnisse oder handwerkliche Fähigkeiten mitbrachten, die dem Reich nützlich sein konnten. Durch das Alhambra-Edikt von 1492 wurden viele sephardische Juden aus Spanien ausgewiesen, und nach 1496/97 auch aus Portugal. Sie fanden im Osmanischen Reich Zuflucht, wo sie durch ein Dekret Sultan Bayezids II. willkommen geheißen wurden. Sie brachten erstmals den Buchdruck nach Istanbul; dieser konnte sich aber in der mündlichen und handschriftlichen Tradition des Reiches nicht durchsetzen und gewann erst wieder im frühen 19. Jahrhundert an Bedeutung.
Das Reich nahm darüber hinaus Flüchtlinge aus den russisch eroberten Balkangebieten, Tscherkessen und von der Krim auf. Hirtennomaden, meist Turkmenen, Kurden oder Araber wanderten auf der Suche nach besseren Weideplätzen oder unter dem Druck stärkerer Nomadengruppen nach Westanatolien und Zypern, auf die ägäischen Inseln oder den Balkan. Politische und gesellschaftliche Unruhen wie der Bevölkerungsdruck in bestimmten Regionen, oder die Celali-Aufstände des 16. und 17. Jahrhunderts, lösten massive Bevölkerungsverschiebungen aus. Nicht zuletzt verfolgte das Reich eine Politik aktiver Deportationen, um unliebsame Bevölkerungsanteile loszuwerden, oder ein für den Staat wichtiges Gebiet neu zu bevölkern. Zu Beginn des 18. Jahrhunderts befanden sich muslimische Bosnier aus Ungarn auf der Flucht zurück nach Bosnien. Zur gleichen Zeit suchte die osmanische Verwaltung turkmenische und kurdische Nomaden an die Grenze Syriens zu drängen, wo sie als Gegengewicht zu den Beduinen angesiedelt werden sollten, die im 18. Jahrhundert verstärkt nach Syrien einwanderten. Mit jedem Krieg gegen Westeuropa strömten nach 1699 serbische Flüchtlinge in großer Zahl ins Reich; die Kriege auf dem Balkan gingen mit verheerenden Epidemien und Hungersnöten einher, die die Bevölkerungszahl reduzierten. Die Ansiedlung albanischer Söldner auf der Morea führte Ende des 18. und zu Beginn des 19. Jahrhunderts zur Flucht von Teilen der griechischen Bevölkerung. Die osmanische Verwaltung besiedelte diese Gebiete mit anatolischen Siedlern neu, als Anreiz diente eine zeitweise Befreiung von der Landsteuer (charadsch).
Den Beginn des 19. Jahrhunderts kennzeichnet eine ausgeprägte Landflucht. Zeitgenössische westeuropäische Beobachter wie der französische Generalkonsul de Beaujour berichten, dass in Makedonien auf einen Stadt- nur zwei Landbewohner kamen. Zur gleichen Zeit war die westeuropäische Bevölkerung im Verhältnis 1:5–6 zwischen Stadt und Land aufgeteilt. De Beaujour nennt als Grund für die Landflucht die Unterdrückung und ausbeuterische Besteuerung durch örtliche Machthaber. Hungersnöte und Naturkatastrophen verringerten die Bevölkerung im 18. Jahrhundert in vielen Teilen des Landes.
Im 19. Jahrhundert versuchte der osmanische Staat sich mit den verwaltungstechnischen Mitteln des Nationalstaats zu reformieren. Im Widerstreit der aufklärerischen, islamischen und türkisch-nationalistischen Denkrichtungen zerbrach der Zusammenhalt der unterschiedlichen religiösen und ethnischen Gruppen und schließlich das Reich selbst. Die politische Dominanz der Jungtürken führte zu einer nationalistischen Neudefinition der Staatsangehörigkeit und letztlich zur Auswanderung, Deportation und zum Völkermord an Gruppen, die über Jahrhunderte zur osmanischen Gesellschaft gehört hatten. Im 20. Jahrhundert löste das Deportationsgesetz von 1915 eine Umsiedlungskampagne aus, die letztlich zum Völkermord an den Armeniern führte; auch die seit der Antike in Kleinasien beheimatete griechische Bevölkerung wurde 1914–1923 zur Auswanderung gezwungen.

## Landbesitz

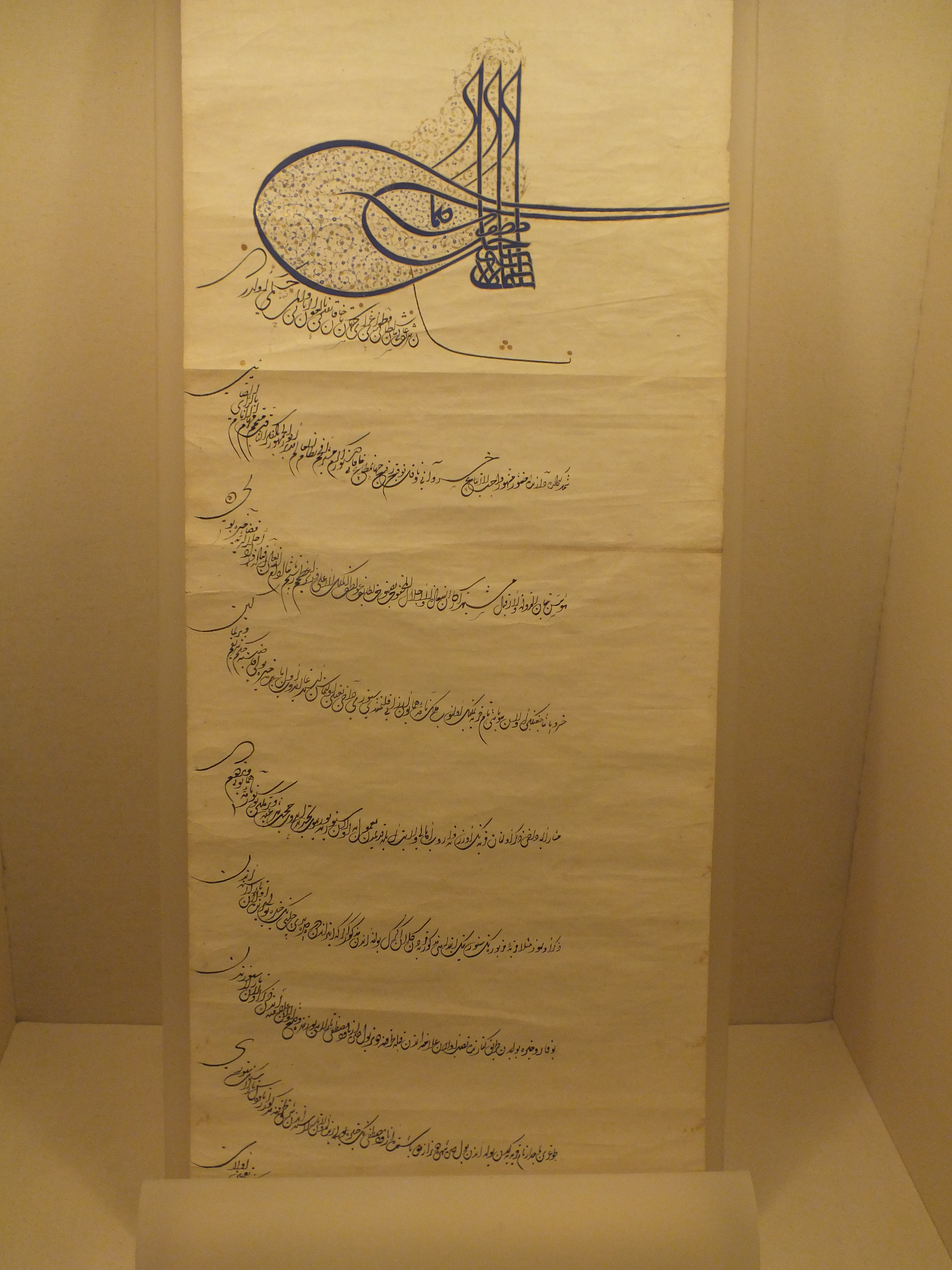
Sınır-nāme (Landurkunde) Süleymans I.

Neu eroberte Regionen wurden zunächst als Provinz (Sandschak, türkisch sancak) verwaltet, die örtlichen Herrscher wurden entweder beseitigt oder als Beamte in die Verwaltung eingegliedert.
Geriet ein Gebiet unter direkte osmanische Kontrolle, bedeutete dies zunächst einen unmittelbaren wirtschaftlichen Vorteil für die Einwohnerschaft: Mit dem schwindenden Einfluss des Byzantinischen Reichs waren viele Gebiete unter die Herrschaft lokaler Fürsten oder Klöster geraten, die ihnen sehr hohe Steuern auferlegt hatten; demgegenüber war die osmanische Steuerlast weniger drückend. Osmanische Beamte führten nach der Annexion zunächst eine detaillierte Aufnahme aller besteuerbaren Ressourcen der Region durch, und zeichneten die Informationen in detaillierten Rechnungsbüchern („Tahrir defterleri“) auf. Bevölkerungsregister („tapu tahrir“) dokumentierten besteuerbare Haushaltsvorstände und militärdienstfähige Männer. In der Osmanistik stellen Tahrir und Defter wichtige, aber unvollständige Quellen zur Analyse der Bevölkerungsentwicklung dar: Da nur direkt steuerpflichtige Personen (überwiegend Männer oder verwitwete Frauen) registriert wurden, bleibt die Zahl der tatsächlich in einem Haushalt (hane) lebenden Menschen unklar. Die Größe der nicht-muslimischen Bevölkerung kann nur indirekt aus dem Aufkommen der Dschizya erschlossen werden. Da die Mehrzahl der Frauen im Osmanischen Reich keine Steuern zahlten, schweigen die tahrir-Register meist auch über sie.
Nach der Inventarisierung einer Region wurde ihr Steuereinkommen an Angehörige des Militärs und der Verwaltung in Form von Steuerlehen (Tımār) vergeben. Die Lehensinhaber (Timarioten) durften die Steuern im ihnen zugeteilten Bereich erheben. Je wichtiger das Lehen für den Staat war, desto höher die zugeteilten Einkünfte. Die Größe eines Steuerlehens war abhängig von seiner Produktionskraft. Je fruchtbarer eine Region, desto kleiner konnte das einzelne Tımār sein. Das System war aber nicht flächendeckend und lückenlos. Es gab in jeder Provinz große Gebiete, in denen direkt bewirtschaftete staatliche Domänen eingerichtet wurden, die von der Vergabe als Tımār ausgenommen waren. In wirtschaftlich wenig oder unproduktiven Gebieten kam es vor, dass überhaupt keine oder nur verstreut Tımārbezirke eingerichtet wurden. Dazu zählten namentlich Gebirgsregionen im westlichen Balkan.
Die Landwirtschaft war die Grundlage und wichtigste Quelle der wirtschaftlichen Wertschöpfung. Eigentümer des Bodens war grundsätzlich der Staat. Erbliches privates Grundeigentum (mülk) machte nie mehr als 5 – 10 % der Gesamtfläche aus. Ein weiterer Teil des Grundbesitzes lag bei den frommen Stiftungen (vakıf). Der staatliche Grundbesitz (arz-i miri) wurde durch die Finanzbehörden verwaltet und in Form von Pfründen an Militärangehörige, die Sipahi, sowie an Zivilbeamte vergeben, die hieraus ihr Einkommen bezogen. Die Pfründen wurden vom Sultan oder seiner Verwaltung vergeben, waren nicht erblich und konnten weder verkauft noch verschenkt werden. Die Landvergabe wurde in Form von Landurkunden (sınır-nāme) dokumentiert. Je nach dem erwarteten Ertrag des Landes unterschied man Staatsdomänen, Stabspfründen (has) der hohen Würdenträger wie Wesire, Beglerbege und Sandschakbegs mit einem Ertrag von mindestens 100.000 Akçe, Großpfründen (ziamet) der Beamten und höheren Offiziere (über 20.000 Akçe) und Kleinpfründen (tımar) mit einem Ertrag von 1.000–2.000 Akçe. Ein Teil des Landbesitzes blieb als Staatsdomäne (has-i hümayun) immer Staatseigentum, dessen Abgaben meist von Steuerpächtern (mültezim) eingetrieben wurden. Diese hatten eine vorher anhand des erwarteten Ertrags festgesetzte Abgabesumme (mukataa) abzuliefern. Mültezim konnten darüber hinaus zusätzliche Abgaben festlegen und sich so bereichern. Daher waren Steuerpachten sehr begehrt, und sie wurden oft an den Meistbietenden vergeben. Die Bauernschaft war nicht leibeigen und unterstand meist auch nicht der Gerichtsbarkeit des Tımar-Inhabers, sie war jedoch verpflichtet, das überlassene Land zu bearbeiten. Neben den Bauern arbeiteten auch Sklaven in der Landwirtschaft.
| Rechtsstatus              | Beschreibung |
| ------------------------- | --- |
| Staatseigentum (Miri)     | Tapulu: Vertraglich (tapu) vereinbarter Landbesitz, erblich, bedingt spezielle Leistungen an den Tımar-Inhaber oder den Staat. Grundlage des Çift-Hane-Systems |
| Staatseigentum (Miri)     | Mukataalu: Einfacher Pachtvertrag gegen jährliche Zahlung; oft nicht kultiviertes Land, das nach der Urbarmachung in tapulu umgewandelt werden kann.           |
| Freier Grundbesitz (Mülk) | Als Geschenk des Sultans aus miri |
| Freier Grundbesitz (Mülk) | aus urbar gemachtem Ödland |
| Freier Grundbesitz (Mülk) | durch Kaufvertrag nach Islamischem Recht erworbenes Land |
| Freier Grundbesitz (Mülk) | Landbesitz aus der Zeit vor der osmanischen Eroberung, durch Privileg des Sultans bestätigt.                                                                   |
| Vakıf                     | Grundbesitz religiöser Stiftungen, staatlich überwacht, steuerbefreit, oft geleitet von Mitgliedern der Stifterfamilie                                         |
| Mevat                     | Ödland, nie kultiviert oder aufgegeben und verwildert. Urbarmachung solchen Landes bringt Besitzrecht (mülk).                                                  |

| Rechtsstatus                        | Beschreibung |
| ----------------------------------- | --- |
| Reichsdomäne (hass- ʾi hümāyūn)     | Einkommen aus der Domäne fließt direkt der Staatskasse zu.                                                                                   |
| Domäne (hass)                       | Domäne eines Würdenträgers (Wesir, Beg); registriertes Einkommen über 100.000 Akçe                                                           |
| Ziamet                              | Landgüter niederer militärischer Befehlshaber (subaşı oder zaim) der Tımar-Streitkräfte in den Provinzen; Einkommen 20–100.000 Akçe          |
| Tımar oder dirlik                   | Den Sipahi zugeteilte Landgüter, im 15. Jahrhundert durchschnittlich 1.000, im 17. Jahrhundert 2.000 Akçe Ertrag.                            |
| Mevkuf                              | Tımar ohne Inhaber in staatlichem Gewahrsam. Bis zur erneuten Zuteilung an einen Sipahi flossen die Steuererträge direkt an die Staatskasse. |
| Arpalık, paşmaklık, özengilık, etc. | Güter, die nicht dem Unterhalt des Militärs dienen, sondern Mitgliedern der Eliten zu deren Unterhalt zugeteilt wurden.                      |

## Agrarwirtschaft
In seinen Ursprüngen stellte das Osmanische Reich eine Agrarwirtschaft mit Arbeitskräftemangel, weiten fruchtbaren Landstrichen, aber geringen Kapitalressourcen dar. Im Durchschnitt wurden etwa 40 % des Steueraufkommens von kleinen Familienbetrieben direkt, oder indirekt durch Exportsteuern aufgebracht. Größere Landgüter entstanden eher in neu besiedelten oder neu kultivierten Regionen, hier vor allem infolge der Ansiedlung von Flüchtlingen und Nomaden durch die osmanische Regierung. Kennzeichnend für die dörflichen Ansiedlungen war ihre Verbundenheit mit den naheliegenden größeren Städten und ihre bürokratische Organisation in Steuereinheiten (Çift-Hane). Auch die Geldwirtschaft war im Osmanischen Reich schon früh entwickelt. Nach Inalcik lässt sich die wirtschaftliche Organisation dieser kleinbäuerlichen Familienbetriebe am ehesten mit den post-marxistischen Theorien Tschajanows beschreiben.
Die Agrarwirtschaft erzeugte nicht nur Rohstoffe aus direktem Anbau für Eigenbedarf und Export, sondern verarbeitete sie auch weiter. Die Waren wurden auf lokalen Märkten oder an Zwischenhändler verkauft. Schon im 17. Jahrhundert förderte die staatliche Verwaltung durch Steuer- und Erbgesetze die Produktion von Feldfrüchten und Nutztieren zur Gewinnung von Milch, Fleisch und Wolle. Die Organisation der Agrarwirtschaft hatte bis ins 20. Jahrhundert hinein Bestand. Die steigende Nachfrage nach Agrarrohstoffen aus den europäischen Ländern und der zunehmende kommerzielle Export im 18. Jahrhundert führte zu einer Steigerung der Agrarproduktion. Im 19. Jahrhundert bemühte sich die Regierung verstärkt darum, die Nomadenbevölkerung sesshaft und dadurch politisch und wirtschaftlich besser kontrollierbar zu machen. Mit dem Bevölkerungswachstum in den Städten entstanden neue Binnenmärkte. Die Produktionssteigerung im Agrarsektor beruhte auf Bewässerungsprojekten, verbesserten Anbaumethoden und der zunehmenden Nutzung moderner Landmaschinen, so dass mehr Produktionsflächen nutzbar gemacht und kultiviert werden konnten. Flüchtlinge und Vertriebene wurden von den Behörden in kleinen Parzellen insbesondere in den zuvor dünn besiedelten Regionen des anatolischen Hochlands und den Steppenzonen der syrischen Provinz angesiedelt. Agrarreformen im späten 19. Jahrhundert führten zur Gründung von landwirtschaftlichen Schulen, Modellhöfen, sowie zur Entstehung einer Bürokratie von landwirtschaftlichen Spezialisten, die den Export von landwirtschaftlichen Gütern steigerten. Zwischen 1876 und 1908 stieg der Wert der allein aus Kleinasien exportierten Güter um 45 %, während das Steueraufkommen um 79 % anstieg.

## Produktionsprozesse

### Arbeitskräfte

#### Sklaven
Sklaverei war ein wichtiger wirtschaftlicher und politischer Faktor im Osmanischen Reich. Kriegsgefangene wurden ebenso wie die Einwohner eroberter Gebiete des Balkans, des heutigen Ungarns oder Rumäniens versklavt. Zur Absicherung neu eroberter Gebiete wurde gelegentlich die eingesessene Bevölkerung auf den Sklavenmärkten verkauft und durch zwangsweise umgesiedelte Bewohner anderer Regionen des Reiches ersetzt. Galeerensklaven wurden von fast allen Seemächten des Mittelmeerraums eingesetzt, auf den Schiffen der italienischen Staaten Genua und Venedig, Spaniens und Frankreichs ebenso wie auf den Galeeren des Osmanischen Reichs. Ursprünglich wurden aus der versklavten Bevölkerung und im Zuge der Knabenlese die Janitscharen rekrutiert. Nach ihrer Konversion zum Islam erhielten sie eine gründliche Ausbildung, die sie für die Arbeit in der osmanischen Verwaltung qualifizierte und ihnen somit den sozialen Aufstieg ermöglichte.
1854/55 wurde auf Druck der europäischen Großmächte der Sklavenhandel im Osmanischen Reich per Edikt verboten. Proteste von Händlern im Hedschas, die unter Berufung auf ein islamisches Rechtsgutachten (Fatwa) einen anti-osmanischen Aufstand entfachten, führten 1857 zu einem weiteren Erlass, der den Hedschas vom Verbot der Sklaverei ausnahm.

#### Nomaden
Die nomadische Bevölkerung war für die osmanische Wirtschaft unentbehrlich. Organisiert und von den Behörden zur Besteuerung registriert wurde sie nach Familieneinheiten, denen jeweils ein yurt zugeteilt war, der sich aus Land für die Sommer- (yaylak) und Winterweiden (kışlak) zusammensetzte. Neben der Viehhaltung betrieben Nomadenfamilien den Anbau von Baumwolle und Reis in den Winterweide-Gebieten. Schon Mitte des 14. Jahrhunderts bauten die turkmenischen Stämme Westanatoliens Baumwolle an, die über die Häfen von Ephesos (Ayasoluk), Balat (Istanbul) oder der Insel Chios nach Italien exportiert wurde. Um 1340 sind Weizen, Reis, Wachs, Hanf, Eichengallen, Alaun, Opium, Krappwurzel, Eichenholz und „türkische Seide“ als Exportgüter dokumentiert. Westliche Handelsarchive verzeichnen Weizen, Trockenfrüchte, Pferde, Rinder, Schafe, Sklaven, Wachs, Leder und Alaun als Import-, Wein, Seife und Stoffe als Exportgüter. Die Teppichherstellung im Gebiet von Uşak, Gördes und des Kulabeckens erhielt sowohl Wolle als auch Arbeitskräfte von der turkmenischen Nomadenbevölkerung der umgebenden Berge. Wolle und Tierhäute zählten vom 14. bis zum 20. Jahrhundert zu den wichtigsten Exportgütern Anatoliens. Von besonderer wirtschaftlicher Bedeutung war die nomadische Kamelzucht. Kamele sind doppelt so belastbar wie Pferde oder Maultiere und können etwa 250 kg tragen. Bis zum Aufkommen der modernen Transportmittel im 19. Jahrhundert waren Kamelkarawanen das wichtigste Transportmittel im Überlandhandel. Auch die Armee war für den Transport von Proviant und schwerer Ausrüstung vom Kamel und von nomadischen Kamelführern abhängig.

#### Städtische Handwerker
Gegenüber der Steuereinkommen liefernden Landwirtschaft war die handwerkliche Produktion in den Städten von geringerer Bedeutung für die Osmanische Verwaltung und ist dementsprechend spärlich dokumentiert. Handwerker konnten das zur Arbeit nötige Rohmaterial entweder direkt von der dörflichen und Nomadenbevölkerung auf Messen (panayır) in der Nähe der Sommerlager erwerben, im Austausch gegen Handelsgüter, oder über den zentralen Einkauf der Handwerksgilden. In den Städten arbeiteten Handwerker meist in kleinen Läden, oder zu mehreren in Werkstätten, die häufig von einer Vakıf-Stiftung gemietet waren. Die Stiftungen waren wegen der starken Inflation während des 17. Jahrhunderts dazu übergegangen, in Gebäude zu investieren. Meist waren mehrere Werkstätten, die das gleiche Produkt herstellten, in „Handwerksstraßen“ (çarşı) zusammengefasst. Mehrere Handwerker konnten sich zu Partnerschaften (şirket) zusammenschließen und zum Beispiel größere Investitionen gemeinsam tätigen. Die Herstellung aufwändiger Produkte wie beispielsweise von Seidenstoffen, bei der unterschiedliche Fachkräfte zusammen arbeiten mussten, konnte von einem einzelnen Händler kontrolliert werden, der die Rohstoffe einkaufte, die einzelnen Produktionsschritte überwachte und schließlich das fertige Produkt zum Markt brachte. Solche Produktionsnetze umfassten auch umliegende Dörfer. Nach Faroqhi scheint die Produktionsweise aber nicht der einer typischen Proto-Industrialisierung entsprochen zu haben, da die dörfliche Bevölkerung die Produktion neben der Landwirtschaft betrieb. Die Dezentralisierung der Produktion in Dörfern ermöglichte es auch Frauen, handwerkliche Tätigkeiten in Heimarbeit auszuüben. Etwa seit dem 18. Jahrhundert war die Ausübung eines Handwerks an einem bestimmten Ort, beispielsweise einem Stiftungsgebäude, abhängig von einer Art Lizenz oder vererblichem Platz, dem gedik. Dieses Vorgehen verstärkte die soziale Kontrolle des Handwerks um den Preis eingeschränkter Mobilität der Arbeitskräfte.

#### Freie Arbeitskräfte
Während in den städtischen Manufakturen des 16. Jahrhunderts noch überwiegend Sklaven gearbeitet hatten, gingen die Produzenten im 17. Jahrhundert dazu über, freie Arbeitskräfte zu beschäftigen, die in den wachsenden Städten zur Verfügung standen und bereit waren, zu niedrigen Löhnen zu arbeiten. Frauen stellten einen Großteil dieser Arbeiter. Häufig wurde in Heimarbeit produziert, was insbesondere Frauen ermöglichte, zum Familieneinkommen beizutragen. In den Manufakturen arbeiteten – regional unterschiedlich – Männer und Frauen zusammen, an der Produktion beteiligten sich Angehörige aller ethnischen Gruppen.

### Handwerksgilden
In den Städten war das Handwerk in Gilden (esnaf) organisiert, die in etwa den europäischen Zünften vergleichbar waren. Allerdings war die Struktur des osmanischen Gildenwesens komplizierter; innerhalb einer Warengruppe waren mehrere Gilden mit behördlicher Genehmigung jeweils nur für einen bestimmten Warentyp verantwortlich. Eine wichtige Aufgabe der Gildenaufseher (kethüda) war der Erwerb und die Verteilung von Rohmaterial. Die Gilden setzten die in behördlichen Registern (narh defterli) festgelegten Preise durch und kontrollierten die Qualität sowie Maß und Gewicht der Güter. Ziel der behördlichen, einer frühen Zentralverwaltungswirtschaft vergleichbaren Maßnahmen war die Versorgung der Einwohner, vor allem der Hauptstadt Istanbul, mit Nahrung und Gütern. Zentrum des städtischen Handwerks war der Basar. Geleitet wurden die Gilden ursprünglich von Anführern (şeyh), die religiöses Prestige besaßen. Im Lauf der Zeit nahmen die kethüda und yiğitbası (Anführer nicht-muslimischer Gilden) meist deren Rolle ein. Kethüda mussten sich in einem offiziellen Prozess um ihr Amt bewerben und wurden durch ein Dokument (buyuruldu) des Großwesirs eingesetzt, welches das Schreibbüro (nakkaşhāne) anwies, die Ernennungsurkunde auszustellen. Die Gilden und der Basarhandel wurden von behördlich bestellten Marktaufsehern (Muhtasib) überwacht.
Die osmanischen Behörden bedienten sich der Gilden auch, um in einer Zeit, die noch keine Polizei kannte, die Stadtbevölkerung zu kontrollieren. Sie stellten die Steuer- und Abgabenzahlung sicher; auch die Armee bediente sich der Gilden: Zu jedem Feldzug wurden Gilden rekrutiert, die die Armee auszustatten hatten. Solange die Osmanische Marine – bis ins 17. Jahrhundert hinein – Ruderkräfte für ihre Galeeren benötigte, wurden die Reihen der Rudersklaven und zum Galeerendienst verurteilten Sträflinge mit Hilfe der Gilden durch freie Ruderer aufgefüllt, und Schiffsbauer zu behördlich festgesetzten Niedriglöhnen verpflichtet. Seit dem 17. Jahrhundert verpflichteten sich Handwerker zunehmend zum Dienst bei den vor Ort stationierten Militäreinheiten. Als Mitglieder der Askerî waren sie von vielen Steuern befreit und ihre Güter vor Konfiszierung geschützt. Handwerksgilden zahlten spätestens Ende des 17. Jahrhunderts Schutzgelder an Militäreinheiten, auch Angehörige des Militärs konnten zusätzlich ein Handwerk ausüben, um sich und ihre Familien angesichts der Inflation und Münzentwertung ernähren zu können. Auf diese Weise vermehrten die Kommandanten örtlicher Militärkorps ihren Einfluss. Im Lauf des 18. Jahrhunderts waren es zunehmend nur die Leiter von Gilden, die solchen Anschluss ans Militär fanden, wodurch sich die sozialen Unterschiede verstärkten. Seit dieser Zeit gingen Handwerksgilden dazu über, selbst Stiftungen zu gründen, die Geld gegen Zinsen verliehen. Der übliche Zinssatz betrug 15 %. Die Abschaffung des politisch einflussreichen Janitscharenkorps im Jahr 1826, sowie die Tanzimat-Reformen seit 1839, führten mittelbar zum Niedergang der Gilden, die ihre Protektion verloren hatten.

### Hofmanufakturen
In den Hofwerkstätten (Ehl-i Hiref) der osmanischen Sultane arbeiteten Künstler und Handwerker verschiedener Kunstrichtungen. Kalligraphie und Buchmalerei wurden im Scriptorium, der nakkaşhane, betrieben. Die dort, auch unter dem Einfluss der safawidischen Hofkunst, entworfenen Buchmalereien und Ornamente beeinflussten auch die Muster anderer Erzeugnisse der osmanischen Kunst. Berühmte Zentren des Kunsthandwerks waren neben Istanbul vor allem Bursa, Iznik, Kütahya und Ușak. Bursa war als „Seidenstadt“ berühmt für Seidenstoffe und Brokate, İznik sowie Kütahya für Feinkeramik und Fliesen und Uşak besonders für Teppiche. Als Angestellte des Hofs wurden die Künstler und Kunsthandwerker in Registern dokumentiert, die auch Auskunft über Lohnzahlungen, besondere Auszeichnungen durch den Sultan, und die Veränderungen des Gehalts der Künstler gaben. Der Hof legte auch die Preise für einzelne Erzeugnisse in Preisregistern („narh defter“) fest. In späterer Zeit deckten die vom Hof festgelegten Preise nicht mehr die hohen Herstellungskosten der aufwändig angefertigten Produkte und konnten nicht mehr mit den Preisen konkurrieren, die im Exporthandel erzielt werden konnten. Beschwerden aus der Zentralverwaltung, dass die Töpfer von İznik den Bestellungen des Hofes nicht mehr nachkommen würden, weil sie zu sehr mit der Produktion von Massenware für den Export beschäftigt seien, sind dokumentiert. In der Gesamtwirtschaft spielten die Hofmanufakturen nur eine vernachlässigbar geringe Rolle.

### Mechanisierte Produktion
Mit Wasserkraft oder Dampf betriebene Fabriken entstanden im Osmanischen Reich erst gegen Ende des 19. Jahrhunderts. Große, kapitalintensive Fabriken gab es kaum. Die ersten Fabriken wurden auf staatliche Initiative hin unter Muhammad Ali Pascha in Ägypten sowie unter Mehmed II. um Istanbul gegründet. Sie waren von Anfang an durch staatliche Monopole geschützt; gleichwohl war ihr Betrieb aufgrund des Mangels an Treibstoff, Ersatzteilen und ausgebildeten Arbeitskräften ineffizient. Sie wurden oft schlecht geleitet, da ihre Aufseher meist der militärischen Elite angehörten und keine entsprechende Qualifikation besaßen. Ab etwa 1870 entstanden privat geführte Fabriken, deren Produktion aber im Verhältnis zu den handwerklichen Betrieben kaum Bedeutung hatte. Die meisten befanden sich in den Balkanprovinzen, den Städten Istanbul und Izmir sowie in der Umgebung von Adana (Südostanatolien). Die Fabriken auf dem Balkan und in den Hauptstädten arbeiteten zumeist für das Militär, die übrigen für den Bedarf der Einwohner. Eine nennenswerte Industrie entstand erst in den 1930er Jahren in der Türkischen Republik.

### Deindustrialisierung
Pamuk beschreibt zwei Kräfte, die im 19. Jahrhundert die Weltwirtschaft revolutionierten: Die weltweite Transportrevolution mit der Einführung von Eisenbahnen und Dampfschiffen integrierte den weltweiten Rohstoffmarkt. Dampfschiffe konnten mehr Waren transportieren, ihr zunehmender Einsatz senkte die Transportkosten und stimulierte den Handel. Der Handel zwischen Zentrum und Peripherie hatte Hochkonjunktur, die Rohstoffpreise glichen sich innerhalb der Weltmärkte einander an. Der zweite Einflussfaktor bestand in dem gestiegenen Bedarf an industriellen Zwischenprodukten, wie osmanischer Rohseide und Wolle, deren Produktion stark anstieg. Die Exporte nach Westeuropa stiegen von 5,2 Millionen Pfund Sterling im Jahr 1840 auf 39,4 Millionen Pfund 1913 an, mit jährlichen Steigerungsraten von etwa 3,3 %. Zwischen 1840 und 1873 waren die höchsten Steigerungsraten zu verzeichnen, mit einer Verdopplung des Handelsvolumens alle 11 bis 13 Jahre. Die Schiffstonnage im Hafen von Beirut stieg von 40.000 Tonnen (1830) auf 600.000 (1890), andere Häfen im östlichen Mittelmeer wiesen ähnliche Steigerungsraten auf.
In dem Maß, in dem die westeuropäische Industrie ihre Produktion steigerte, sanken die Herstellungskosten und Preise für industriell gefertigte Waren, stieg aber auch die Nachfrage nach Rohstoffen aus der Peripherie. Das zunehmend steigende Pro-Kopf-Einkommen steigerte die Nachfrage nach hochwertigen Konsumgütern aus dem Osmanischen Reich, wie Weizen, Rosinen, auch nach Opium. Da die Industrialisierung mit einem unausgeglichenen Produktivitätsvorteil zu Lasten der Agrarprodukte und der Produkte aus den natürlichen Ressourcen eines Landes einherging, fiel der relative Preis für industrielle Produkte überall, besonders aber in den Ländern, die sie importieren mussten. Die Revolution des Gütertransports sorgte dafür, dass die peripheren Länder der steigenden Nachfrage nach Rohstoffen nachkommen konnten. So lange diese Nachfrage bestand, und die Preise deshalb hoch blieben, bestand kein wirtschaftlicher Anreiz im Osmanischen Reich, eine eigene Industrie aufzubauen.
Schließlich ließen die Auswirkungen der beiden genannten Einflussfaktoren nach. Mit der Etablierung einer ausgereiften industriellen Produktion und effizienter Nutzung der Ressourcen stieg die Wachstumsrate, und damit die Nachfrage nach den osmanischen Exportgütern, nicht weiter an. Der über ein Jahrhundert anhaltende, in den Jahren 1850–1890 besonders starke Boom der auf diesen Bedarf spezialisierten osmanischen Exportwirtschaft brach zusammen.

## Produktion
Die Produktion von Rohstoffen und Waren im Osmanischen Reich ist nach Quataert gekennzeichnet durch ihre über mehrere Jahrhunderte reichende Ortsfestigkeit (bestimmte Orte stellten über Jahrhunderte hinweg die gleichen oder ähnliche Waren her) bei gleichzeitiger erheblicher innerer Dynamik, mit der die Produktion auf Marktveränderungen innerhalb und außerhalb des Osmanischen Reiches reagierte. Mit der Einführung neuer Herstellungsweisen oder neuer Produkte konnte die Osmanische Wirtschaft über lange Zeit bestehende Märkte erhalten oder sich neue erschließen. Ähnlich wie in Agrarwirtschaft und Handel brachten der schwindende politische Einfluss und der Wegfall von Handelswegen und -partnern aufgrund der Gebietsverluste im 19. Jahrhundert auch die Produktion zum Erliegen.

### Baumwolle
Historische Zentren der Baumwollproduktion bestanden in der Levante, Mesopotamien, den Uferregionen der Ägäis sowie der Thessalischen Ebene und in einzelnen Regionen Makedoniens. Schon im 11./12. Jahrhundert wurde Baumwolle und daraus gewobene Garne und Stoffe lokal gehandelt und nach Europa exportiert. Baumwollsamen aus der Levante wurden nach Virginia, Delaware und Louisiana exportiert und bildeten dort die Grundlage für die spätere Baumwollindustrie. Bis ins späte 18. Jahrhundert hinein überwog die osmanische Baumwollproduktion die der nordamerikanischen Kolonien um etwa das 30-fache; Rohbaumwolle wurde sowohl in lokalen Manufakturen weiterverarbeitet, als auch exportiert. Im frühen 20. Jahrhundert führte die weltweit steigende Textilproduktion zu Versorgungsengpässen beim Rohmaterial. Schon im 19. Jahrhundert überwog die Baumwollproduktion in Ägypten bei weitem die des Osmanischen Reichs. Wurden in den 1850er Jahren schon etwa 100.000 Ballen produziert, stieg ihre Zahl vor Ausbruch des Ersten Weltkriegs bis auf 1,7 Millionen an.
| Zeitraum               | Region                       | Gesamt  | lokale Verarbeitung | Export |
| ---------------------- | ---------------------------- | ------- | ------------------- | ------ |
| Anfang 19. Jahrhundert | Salonika                     | 37.500  | 15.000              | 22.500 |
| 1830er                 | Region Adana                 | 19.000  | 19.000              | –      |
| 1850er                 | Kleinasien                   | 50.0000 | 12.500              | 37.500 |
| 1850er                 | Makedonien                   | 9.700   | 4.850               | 4.850  |
| 1850er                 | Thessalien                   | 3.500   | 3.500               | –      |
| 1879                   | Kleinasien                   | 27.000  | 4.000               | 23.000 |
| 1890er                 | Osman. Reich insgesamt       | 60.000  |                     |        |
| 1904                   | Adana, Syrien, Westanatolien | 80.000  |                     |        |
| 1906                   | Region Adana                 | 50.000  |                     |        |
| 1940                   | Region Adana                 | 250.000 |                     |        |

### Farbstoffe und Garnfärberei
Traditionelle Naturfarben werden aus Pflanzen und Insekten gewonnen. Bis zur Erfindung der ersten synthetischen Farben wie dem 1856 durch den englischen Chemiker William Henry Perkin erstmals hergestelltem Mauvein war das aus der Färberkrapp-Pflanze gewonnene Krapprot oder „Türkischrot“ ein begehrter Rohstoff für in- und ausländische Manufakturen. Krapprot wurde in verschiedenen Regionen gewonnen. Die Bergregionen von Ereğli südlich von Konya sowie das westanatolische Gebiet um Gördes lieferten ihre Ware an die Manufakturen von Izmir und Aleppo, und von dort weiter nach Europa. Mit dem Aufkommen der synthetischen Farben konnten die Manufakturen ihre Garne selbst färben, was zum Niedergang der Färberindustrie und zu einem deutlichen Rückgang der Produktion natürlicher Farben führte: Während in den frühen 1860er Jahren in Kleinasien jährlich noch ca. 10.000 Ballen Krappwurzeln im Wert von 12 Millionen türkischen Piastern exportiert wurden, fiel der Exportwert in den späten 1860er Jahren auf nur noch 0,4 Millionen Piaster. Hatte Izmir um 1830 5.000, und um 1850 7.000 Tonnen Krappwurzeln exportiert, wurden zwischen 1905 und 1911 nur noch etwa 94 Tonnen pro Jahr exportiert. Die sinkende Nachfrage nach natürlichen Farbstoffen führte gegen Ende des 19. Jahrhunderts zur Aufgabe der vormals ausgedehnten Farbpflanzen-Plantagen. Die Textilmanufakturen gingen dazu über, synthetisch gefärbtes Garn aus Europa zu importieren und weiter zu verarbeiten. Der Import vorgefärbten Garns wurde erst eingeschränkt, als zu Beginn des 20. Jahrhunderts Färbereien in Izmir eröffnet wurden. Demgegenüber konnte sich das Handwerk der Blaufärber in Diyarbakır und Aleppo behaupten, da lediglich das aus Indien importierte Indigo durch den chemisch gleichen synthetischen Farbstoff ersetzt wurde.

### Woll-, Baumwoll- und Seidenstoffe

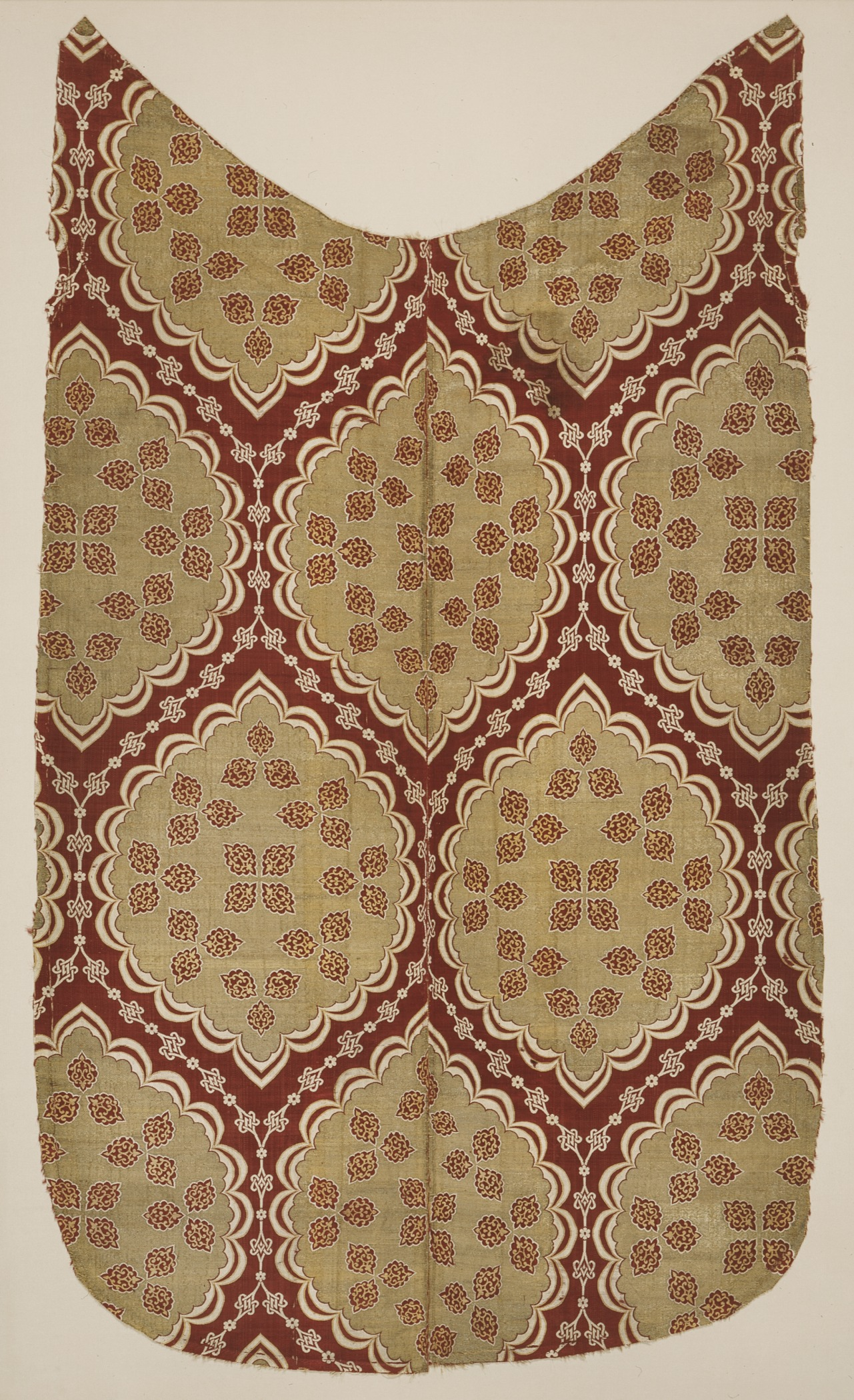
Seidenstoff aus Bursa oder Istanbul, 16. Jh.

#### Seidenstoffe
Rohseide und Seidenstoffe waren über lange Zeit die bedeutendste Ware im Levantehandel. Haupthandelszentrum war Aleppo, das Seide mittels Karawanenhandel aus Persien bezog. Europäische Zwischenhändler kauften die Seide auf und exportierten sie in ihre Länder. Um 1620 kamen 90 % der etwa 230 Tonnen Rohseide, die Europa in diesem Zeitraum konsumierte, aus Aleppo, von diesen wurden allein 140 Tonnen von französischen, der Rest von venezianischen und englischen Ländern aufgekauft. Seide machte etwa 40 % der Warenimporte aus dieser Stadt aus. Um 1660 dominierte England mit 150 bis 200 Tonnen den Handel und hatte Frankreich und Venedig weitgehend verdrängt. Anfang des 18. Jahrhunderts, als Seide aus Italien und Bengalen verfügbar wurde, ging der Seidenhandel in der Levante zurück. Die zunehmende europäische Nachfrage nach Rohseide verteuerte die osmanische Produktion. Osmanische Weber waren zusätzlich durch die Fest- und Niedrigpreispolitik der Verwaltung eingeschränkt und konnten ihre Preise nicht den gestiegenen Kosten anpassen. Durch die Einfuhr feiner, bedruckter indischer Baumwollstoffe ging die Nachfrage nach Seidenstoffen sowohl im Reich als auch in Europa zurück. Jedoch konnten einzelne Handelszentren, wie die Insel Chios, ihre Stellung im Handel mit Seidenstoffen behaupten. Zwischen 1700 und 1730 entstanden in der Region Bursa Maulbeerbaumplantagen und eine eigene Zucht von Seidenraupen; der Export von Seidenstoffen aus Bursa blieb bis 1815 gering.

#### Wollstoffe
Die osmanische Textilproduktion passte sich den veränderten Marktbedingungen an und stellte Stoffe her, die zu einem geringeren Preis an weniger Wohlhabende verkäuflich waren. Die Unzugänglichkeit Anatoliens und der Balkanprovinzen mag den lokalen Binnenhandel vor ausländischer Konkurrenz geschützt haben. Den Webern und Händlern im südbulgarischen Plowdiw (türk.: Filibe) gelang es, ein Handelsnetzwerk aufzubauen, das weitgehend unabhängig von der Importkonkurrenz agieren konnte. Auch der Markt für Wollstoffe litt unter den gestiegenen Rohstoffpreisen infolge der wachsenden europäischen Nachfrage. Die unter Bayezid II. in Thessaloniki angesiedelten sephardischen Weber stellten Wollstoffe mittlerer Qualität sowohl für den Handel als auch für die Ausstattung des Janitscharenkorps her. Die steigenden Rohstoffpreise sowie die Konkurrenz durch importierte englische Stoffe verkleinerten den Absatzmarkt. Seit dem Ende des 16. Jahrhunderts wurden die Lieferungen an die Janitscharen ebenfalls als Steuerabgabe eingefordert. Weber und Händler verließen daraufhin die Stadt und siedelten sich unter anderem in Bursa und Manila an. Der osmanische Staat hatte zwar den Export der Rohstoffe reguliert, nicht aber den Import konkurrierender Waren. Seit dem Ende des 16. Jahrhunderts konnte die englische Levant Company daher englische Tuche ins Reich importieren, die sie zu günstigen Preisen verkaufte, um den Ankauf von Seide in Aleppo oder Izmir gegenzufinanzieren. Den osmanischen Produzenten verblieb der Markt für grobe Wollstoffe (aba), wie sie beispielsweise in Plowdiw gewebt wurden.

#### Baumwollstoffe
Die Herstellung von Baumwollstoffen war im 17. Jahrhundert der Konkurrenz aus Indien ausgesetzt. Von dort gelangten bunt bedruckte Stoffe über Dschidda und Basra und den Karawanenweg nach Aleppo ins Osmanische Reich. Auch Kaufleute aus Kairo beteiligten sich am Handel mit indischen Stoffen, der neben dem Kaffeehandel die schwindende Bedeutung des von der Niederländischen Ostindien-Kompanie monopolisierten Gewürzhandels ausgleichen konnte. In Westanatolien, Syrien, der Stadt Nablus sowie in der Region von Manisa konnte sich die Herstellung von Baumwollstoffen halten. Auch ägyptische Baumwollstoffe waren bis zum Ende des 17. Jahrhunderts gefragt. Die Dokumente der Handelskammer von Marseille verzeichnen weiße Baumwollstoffe aus Izmir, Saida, Zypern und Raschīd („demittes“ und „escamittes“). Ein Baumwollstoff von eher grober Qualität war als „boucassin“ (türkisch bogası) bekannt und kam aus Izmir. Aus Aleppo wurden mit Indigo blau, sowie mit Krapp rot gefärbte Stoffe exportiert. Aleppo konnte seine Stellung im Textilhandel mit Frankreich bis zum Ende des 18. Jahrhunderts ausbauen. Der Exporthandel mit Baumwollstoffen ging erst mit der Wiedereinführung englischer Tuche nach 1815 wieder zurück.
Im Binnenhandel waren nach osmanischen Quellen vor allem die Städte Mossul im heutigen Irak und Nablus in den heutigen palästinensischen Autonomiegebieten von Bedeutung. Weitere Zentren waren die Städte Malatya, Kahramanmaraş, Gaziantep und Diyarbakır. Die Beschäftigung von Arbeitern, vor allem Frauen, zu Niedriglöhnen und die Konzentration auf günstiger zu produzierende, gröbere Stoffe, sowie die Verlagerung der Produktion in kleinere Orte machten die Produkte im Binnenmarkt konkurrenzfähig. Die Produktion kam erst während des allgemeinen wirtschaftlichen Niedergangs gegen Ende des 18. Jahrhunderts unter Selim III. zum Erliegen.

#### Textilproduktion im 19. Jahrhundert
Fallende Rohstoffpreise aufgrund der Verfügbarkeit sehr billiger nordamerikanischer Baumwolle in Großbritannien, veränderte Technologien und Moden sowie der Import maschinengesponnenen Garns und synthetischer Farbstoffe, später auch maschinengewebter Stoffe beeinflussten die osmanische Textilproduktion im 19. Jahrhundert. Die Textilindustrie im Reich reagierte auf verschiedene Weise auf die harte Konkurrenz: Zum einen verwendete sie vermehrt selbst Baumwolle als Rohstoff anstelle Wolle oder Seide, importierte maschinengesponnene Garne ersetzten die traditionell handgesponnenen. Der Import von Baumwollgarnen und -stoffen stieg seit 1815 (nachdem mit dem Ende der Koalitionskriege auch die Handelshindernisse infolge der Kontinentalsperre beseitigt worden waren) kontinuierlich an, erreichte um 1840 geschätzte 4.100 Tonnen, um 1910 schließlich etwa 49.000 Tonnen. Britische Hersteller dominierten den Markt für Baumwollstoffe, seit sie zu Beginn des 19. Jahrhunderts die seit Jahrhunderten ins Reich importierten indischen Baumwollstoffe verdrängt hatten. Auch andere europäische Hersteller beteiligten sich zu kleineren Anteilen am Markt. In Heimarbeit handgesponnene Baumwollgarne und daraus produzierte Stoffe behaupteten einen Marktanteil von etwa 25 %.
Auf dem Gebiet der Wollstoff-Herstellung konnten osmanische Produzenten sich Marktnischen sichern, indem sie spezielle Waren für bestimmte Käufergruppen herstellten: Im 19. Jahrhundert bestand in der Region um Edirne ein bedeutendes Zentrum der Wollstoffproduktion. Gröbere (aba) und feinere Qualitäten (şayak) wurden auf dem lokalen Markt, nach Anatolien, und im Export gehandelt. In den bulgarischen Sandschaks, den Regionen um Plovdiv und Salonika konnte sich die Produktion halten und in den späten 1880er Jahren sogar noch steigern. Ab 1840 wurde importiertes Wollgarn verwendet, nach 1880 Garn aus osmanischen Fabriken. Nach 1880 kamen in der Region auch mechanische Webstühle auf. Die Wollweberei konnte sich vor allem deshalb behaupten, weil sie sich auf preisgünstige, gröbere Stoffe konzentrierte, die sich die ärmere Bevölkerung leisten konnte, und indem sie das Militär belieferte. Aus vergleichbaren Gründen konnte – neben kleineren Zentren – auch die Wollstoff-Manufaktur in Gürün ihre Marktstellung bis ins 20. Jahrhundert behalten, indem sie den Bedarf der nomadischen Kurden und Turkmenen deckte, welche dort die Märkte aufsuchten. Darüber hinaus sanken die Herstellungskosten und damit auch die Preise durch die Beschäftigung von Heimarbeitern im ländlichen Raum sowie von Manufakturarbeitern, in beiden Fällen häufig Frauen, zu sehr niedrigen Löhnen. Das günstige maschinengesponnene Garn wurde importiert, während für spezielle Stoffqualitäten weiterhin handgesponnenes Garn verwendet wurde. nachdem die osmanischen Hersteller den Umgang mit den neuen synthetischen Farben besser erlernt hatten, wurden die Garne vor Ort zu günstigen Kosten gefärbt. Für den Markt erfanden die einheimischen Hersteller neue, häufig wechselnde Kleidermoden, die es ausländischen Herstellern erschwerten, ihre Waren abzusetzen, da sie sich langsamer auf veränderte Nachfrage einstellen konnten.

### Teppiche

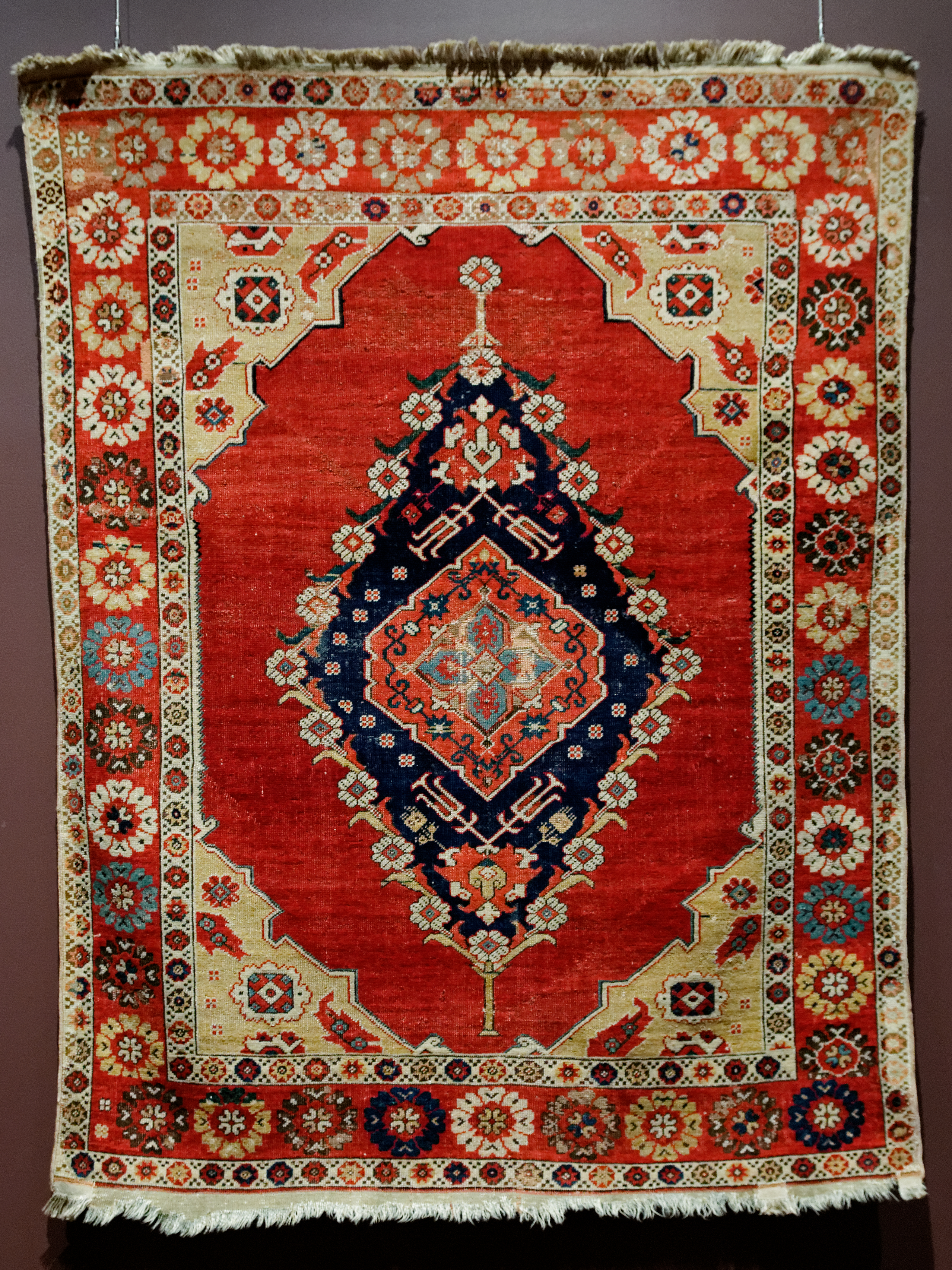
Sogenannter „Siebenbürger Teppich“, 18. Jahrhundert, Metropolitan Museum of Art

Seit der Renaissancezeit zählen Teppiche zu den bekanntesten Exportwaren nach Europa. Orientteppiche werden seit dem 14. Jahrhundert auf westeuropäischen Gemälden abgebildet und sind seit dem späten 19. Jahrhundert Gegenstand der kunsthistorischen Forschung. Ein Zollregister aus Caffa auf der Krim für den Zeitraum von 1487 bis 1491 erwähnt Teppiche aus Uşak, somit ist die lange Tradition der Teppichherstellung in dieser Region belegt. Aufzeichnungen belegen, dass im Auftrag des Sultans in Uşak Teppiche zur Ausstattung von Moscheen angefertigt wurden, speziell für die Selimiye-Moschee in Edirne. Teppiche wurden seit dem 15. Jahrhundert in großen Mengen eigens für den Export produziert. Der organisierte Handel über das Schwarze Meer und die Donau, und weiter über Land nach West- und Nordeuropa begann mit einem Handelsprivileg Sultan Mehmeds II. von 1456, das moldawischen Händlern das Recht zugestand, in Istanbul Handel zu treiben. Das erste bekannte Dokument aus der siebenbürgischen Stadt Brașov, das sich auf den Teppichhandel bezieht, wurde zwischen 1462 und 1464 erstellt. Zollregister sind in verschiedenen Städten Siebenbürgens erhalten und belegen, welch große Zahl von Teppichen allein über diese Region nach Europa gelangte. Das Zollregister von Braşov aus dem Jahr 1503 dokumentiert, dass über 500 Teppiche aus dem Osmanischen Reich in diesem Jahr allein durch diese Stadt befördert wurden. Auch englische und niederländische Kaufleuten exportierten, anfänglich über venezianische Zwischenhändler, anatolische Teppiche als Luxusgüter nach Europa. Ein Istanbuler Preisregister („narh defter“) von 1640 listet bereits zehn verschiedene Typen von Teppichen aus Uşak auf. Spätestens im 18. Jahrhundert bestand eine Exportindustrie in Westanatolien.
Ab etwa 1825 wurden die in Masse produzierten Teppiche auch für weniger wohlhabende europäische Familien bezahlbar, ab 1840 wurde sie auch in die USA exportiert. Sowohl in Europa als auch in Nordamerika stiegen mit der sich weiter ausbreitenden Industrialisierung die Löhne. Der Einkommensunterschied zwischen der westlichen Welt und dem Nahen Osten wirkte sich günstig auf die osmanische Warenproduktion aus. Die Weltausstellungen seit den 1850er Jahren zeigten auch Luxusgüter aus dem Osmanischen Reich und spornten das Interesse westlicher Käufer an. Seit den 1840er und 1850er Jahren förderte die Osmanische Regierung die Teppichproduktion in den Regionen Uşak und Gördes. Mitte der 1850er Jahre betrug der Teppichexport aus Izmir 1.096 Ballen im Wert von 5,7 Millionen Piastern, zwischen 1857 und 1913 stieg die Produktion auf das Achtfache an. Ähnliche Wachstumszahlen sind für die Regionen Uşak und Gördes bekannt, im frühen 20. Jahrhundert weitete sich die Teppichproduktion auf andere Regionen aus. Insgesamt wird geschätzt, dass in Anatolien um 1880 etwa 2.000 Webstühle für den kommerziellen Bedarf produzierten, bis 1906 war ihre Zahl auf etwa 15.000 angestiegen. Quataert nimmt an, dass die Teppichproduktion als Antwort auf den Niedergang der Seidenindustrie während der Jahrzehnte 1860–1880 gesteigert wurde, die in dort frei werdenden Arbeitskräfte teilweise aufnehmen, und den Verlust an Bareinnahmen aus dem Seidenhandel teilweise ausgleichen konnte. Etwa 10 % der 1860–1870 produzierten Teppiche wurden im Land selbst verkauft. Die hohe Nachfrage des westlichen Marktes veränderte sowohl die traditionellen Teppichmuster, als auch die verwendeten Materialien (nicht nur im Osmanischen Reich, sondern beispielsweise auch in der persischen Teppichproduktion). Zur Deckung des Rohstoffbedarfs wurde Wolle und teils auch vorgefertigtes und gefärbtes Garn aus Europa, vor allem aus England, importiert. Die Einführung synthetischer Farben wirkte sich im späten 19. Jahrhundert grundlegend auf die Farb- und Mustergebung der Knüpfteppiche aus.
Teppichproduktion und -export wurden seit ca. 1830 von osmanischen und europäischen und US-amerikanischen Handelshäusern beherrscht, die ihre führende Rolle im 19. Jahrhundert weiter ausbauten. Die Handelshäuser weiteten die Teppichproduktion in anderen Regionen aus und stellten den oftmals in Heimarbeit arbeitenden Knüpfern teilweise das benötigte Material (wie gefärbtes Garn) zur Verfügung und veränderten die traditionelle Mustergestaltung, um am Markt erfolgreicher zu sein. Die Osmanische Regierung förderte die Teppichproduktion mit Musterausstellungen und Qualitätskontrollen sowie der Errichtung von Kunsthandwerksschulen. Beispielhaft ist die belegt für die Städte Konya und Kırşehir. Zu Beginn des 20. Jahrhunderts entstand aus einem Konsortium europäischer und osmanischer Händler die Firma Oriental Carpet Manufacturers, die 1912 schon den Großteil der etwa 12.000 Webstühle in der Provinz Konya kontrollierte und etwa 15–20.000 meist weibliche Knüpferinnen beschäftigte. 1891 etablierte der Osmanische Hof die Teppichmanufaktur von Hereke, die ihre Garne aus einer Fabrik in Karamürsel bezog.

### Metallgewinnung

#### Silber
Silberminen förderten in Ostanatolien schon zu byzantinischer Zeit; allerdings war der Zugang bis zum Ende des 15. Jahrhunderts noch durch andere Beyliks versperrt. Die schnelle Expansion in die Balkanregion brachte die dortigen reichen Silberminen unter osmanische Kontrolle. Die Minen wurden in Staatseigentum überführt und in Steuerpacht betrieben. Gesetze und Verordnungen regelten den Minenbetrieb in allen Einzelheiten, um den wachsenden Bedarf an Silber und Münzgeld zu decken. Die produktivste Mine, Sidrekapsi in Makedonien, beschäftigte im 16. Jahrhundert etwa 6000 Arbeiter und förderte pro Jahr etwa sechs Tonnen Silber. Die jährliche Förderung aus den Balkanminen zu dieser Zeit wird auf 26–27 Tonnen geschätzt und stieg, nach den erhaltenen Steuerregistern, um 1600 auf 50 Tonnen an.

#### Gold
Silber- und kleine Kupfermünzen stellten das wichtigste Zahlungsmittel im alltäglichen Handel dar. Neben seiner Verwendung im Kunsthandwerk wurde Gold in Form von Münzgeld hauptsächlich zum Transfer größerer Geldsummen im Handel oder zur Aufbewahrung von Kapital gebraucht. Hierzu bediente man sich einerseits fremder Währungen wie des venezianischen Dukats (efrenciyye), die mit teils vermindertem Edelmetallgehalt im Reich selbst nachgeprägt wurden. Ab 1477/78 wurden auch eigene Goldmünzen in Umlauf gebracht. Bis zur Eroberung der serbischen und bosnischen Minen in den 1450er und 1460er Jahren gab es keine ausreichenden eigenen Goldvorkommen. Größere Goldmengen gelangten entweder aus Kriegsbeute wie nach der Eroberung Konstantinopels, aus Lösegeldern wie beispielsweise nach der Schlacht von Nikopolis oder nach der Eroberung des ägyptischen Mamlukenreiches 1517 als Abgabe in die Staatskasse. Im 16. Jahrhundert führte Ägypten jährlich 500–600.000 Goldmünzen an die zentrale Finanzbehörde ab.

## Binnenwirtschaft
Die Ausdehnung des Reichsgebiets und das Volumen seiner Binnenwirtschaft führten Fernand Braudel und die Historiker der École des Annales dazu, das Reich als eigenständige „Weltwirtschaft“ anzusehen. Die Annales-Schule geht jedoch davon aus, dass eine Weltwirtschaft nur über ein einziges Zentrum verfügt. Das Vorhandensein mehrerer Wirtschaftszentren wird als Zeichen einer nicht voll entwickelten oder schon im Niedergang befindlichen Weltwirtschaft angesehen. Darüber hinaus richtet sich in Braudels Theorie der Staat nach den Bedürfnissen des Handels. Da das Osmanische Reich mit Istanbul, Aleppo und Kairo über mehrere bedeutende Zentren verfügte, und die Regierung immer wieder ihrem eigenen Interesse entsprechend in die Wirtschaft eingriff, hält Suraiya Faroqhi Immanuel Wallersteins Begriff des „Weltsystems“ für eine angemessenere Beschreibung der osmanischen Wirtschaft bis ins 17. Jahrhundert. Wohl exportierten einzelne Regionen des Reichs zu dieser Zeit Rohstoffe und einzelne Luxusgüter nach Westeuropa und importierten vor allem europäische Stoffe. Bis zur Jahrhundertwende war das Osmanische Reich politisch und militärisch einflussreich genug, um seinen Binnenmarkt weitgehend vor dem europäischen Wettbewerb zu schützen. Osmanische Händler stellten eigene Netzwerke für die handwerkliche Produktion und Güterverteilung auf, welche sich in der Konkurrenz zu Europa behaupten konnten. Im Gegensatz zu den detaillierten Aufzeichnungen europäischer Kaufleute sind jedoch kaum Dokumente osmanischer Händler bekannt, so dass dieser Sektor der osmanischen Wirtschaft noch nicht ausreichend erforscht ist.
Die Gebietsverluste in der Spätzeit des Osmanischen Reichs unterbrachen oder zerstörten die traditionellen Handelswege im osmanischen Binnenhandel.

## Handel mit dem Osten

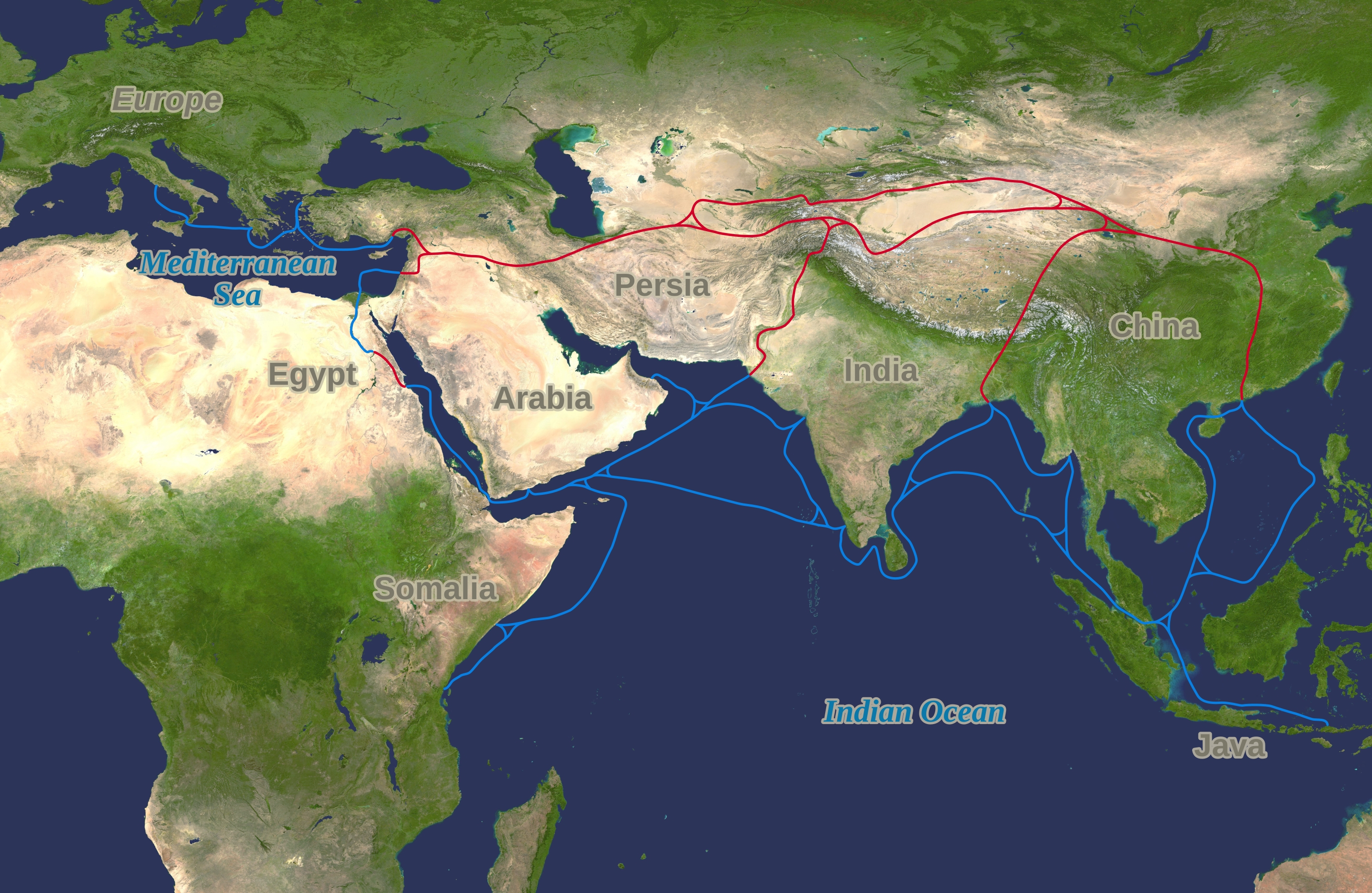
Alte Fernhandelswege: Seidenstraße und Gewürzstraße

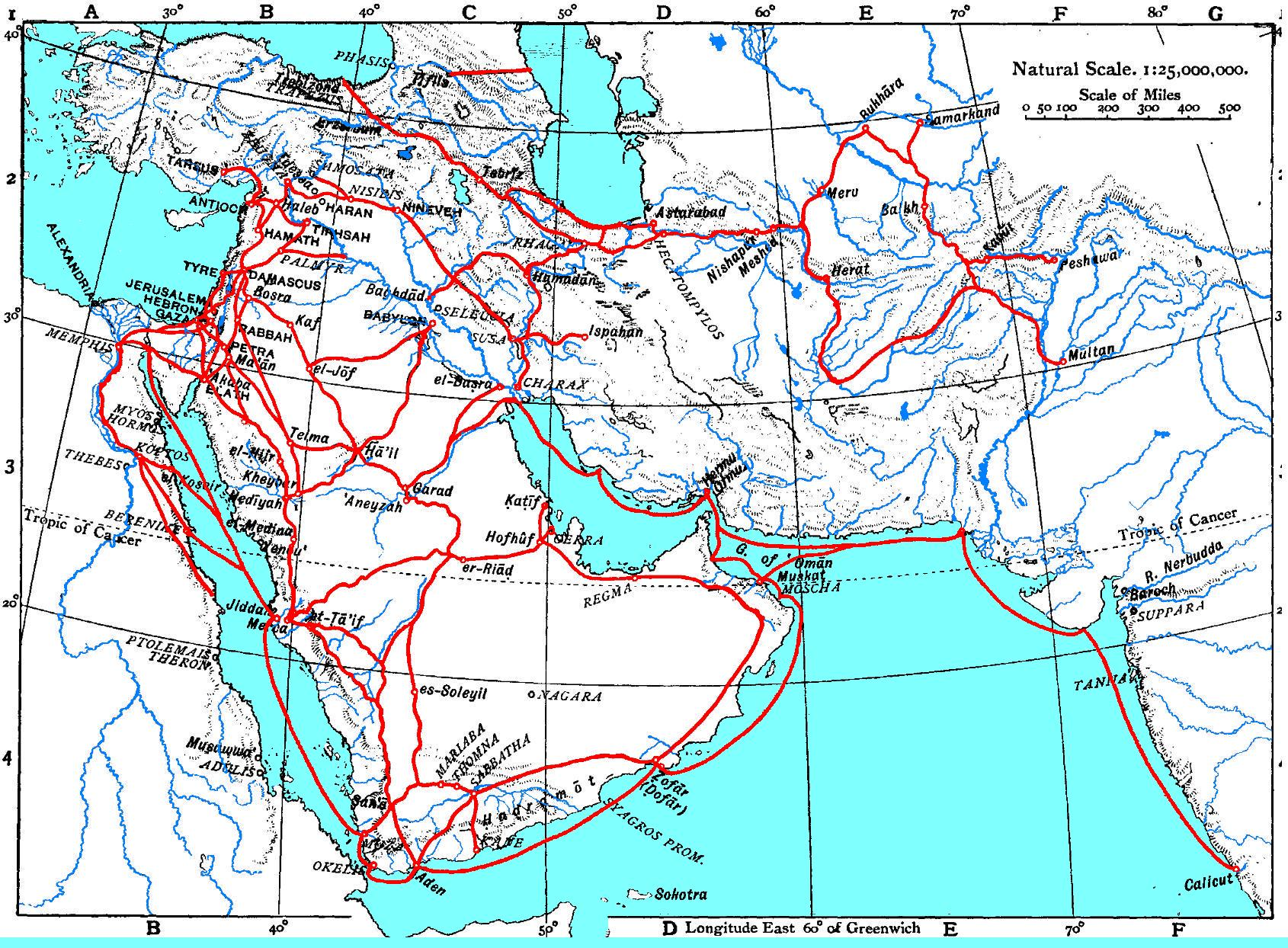
Handelsrouten im Nahen Osten

Portugiesische Seerouten von und nach Indien

### Handelswege
Bis zur Mitte des 14. Jahrhunderts verkehrten Karawanen mit Handelswaren wie Gewürzen oder Seide aus Indien, China und Iran über eine Nordroute zu den Schwarzmeer-Häfen von Asow (Tana), Soldajo und Caffa, oder über die iranischen Städte Soltaniye und Täbris zu den anatolischen Häfen von Trabzon, Samsun, Ayas, Antalya und Ephesos. Schon sehr früh hatten genuesische und venezianische Händler in Täbris und in den genannten Hafenstädten Niederlassungen gegründet. Genuesische Schiffe hatten in Trabzon eher anatolische Produkte wie Alaun, Bienenwachs, Käse und Leder zu laden. Die wichtigsten Handelshäfen für Gewürze im Mittelmeer waren bis zur osmanischen Eroberung des Mamlukenreichs Beirut, das über die Route Dschidda – Mekka – Damaskus, sowie Alexandria, das über Kairo beliefert wurde. Die Warendepots des Hafens von Methoni wurden von Beirut und Alexandria aus mit Gewürzen beliefert, die von dort aus durch venezianische Konvois (muda) schon zu Beginn des 15. Jahrhunderts nach Europa weitertransportiert wurde.
Im Verlauf des 15. Jahrhunderts gewann die Südroute zunehmend an Bedeutung, im Osmanischen Reich erlangte Bursa eine Vorrangstellung als Handelshafen für indische und arabische Produkte und für persische Seide. Güter für den osmanischen Handel wurden regelmäßig auch aus Alexandria nach Antalya verschifft. Ein Zollregister von 1477 listet Stoffe, Rohseide, Mohair, eiserne Werkzeuge, Holz und Bauholz als wichtigste Export-, Gewürze, Zucker und Indigo als Importgüter auf. Um 1560 wurden über Antalya immer noch Gewürze und Indigo importiert, der Schwerpunkt der Importe lag aber nun auf Reis (aufgrund seiner Haltbarkeit ein wichtiger Proviant für die Armee), Leinen und Zucker. Da die waldarmen arabischen Länder für ihren Schiffbau vom Holz aus dem anatolischen Taurusgebirge abhängig waren, wurde schon Mitte des 15. Jahrhunderts ein staatliches Monopol auf den Holzhandel eingerichtet. Mit der Eroberung von Rhodos 1522 stand dem Osmanischen Reich ein sicherer, direkter Seeweg zwischen Istanbul und den ägyptischen Häfen Alexandria und Damiette offen, und Antalya verlor seine Bedeutung als Handelshafen. Die wichtigste Handelsroute für Güter aus Indien blieb der Karawanenweg von Damaskus nach Bursa und von dort aus nach Südost- und Osteuropa.

### Gewürzhandel mit Indien

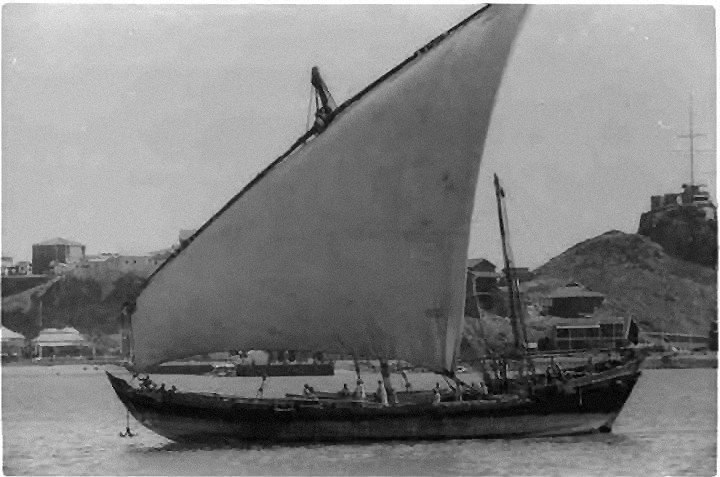
Jemenitische Sambuke im Golf von Aden, 1936

Die Hafenstadt Kalikut und das Sultanat Gujarat waren die traditionellen islamischen Handelszentren für Gewürze in Indien. 1498 entdeckte jedoch der Portugiese Vasco da Gama den Seeweg nach Indien über das Kap der Guten Hoffnung. Portugal hatte somit direkten Zugang zum Markt für Gewürze, für den bisher Ägypten und Venedig ein Monopol hatten. Ein Netzwerk von Stützpunkten entstand in Portugiesisch-Indien, die portugiesischen Indien-Armadas verkehrten regelmäßig zwischen Goa bzw. Cochin und Lissabon. Portugiesische Schiffe kreuzten vor der Malabarküste und brachten indische und muslimische Schiffe auf, die von dort zu den Handelshäfen im Roten Meer fuhren. Schon 1502 hatte Venedig den Mamlukensultan vor den verheerenden Folgen des portugiesischen Handels gewarnt. 1508 besiegte eine vereinigte Flotte aus Ägypten und Gujarat, an der auch osmanische Söldner teilnahmen, vor Chaul die Portugiesen, 1509 behielten diese die Oberhand in der Seeschlacht von Diu.

#### Kontrolle des Seewegs im Roten Meer

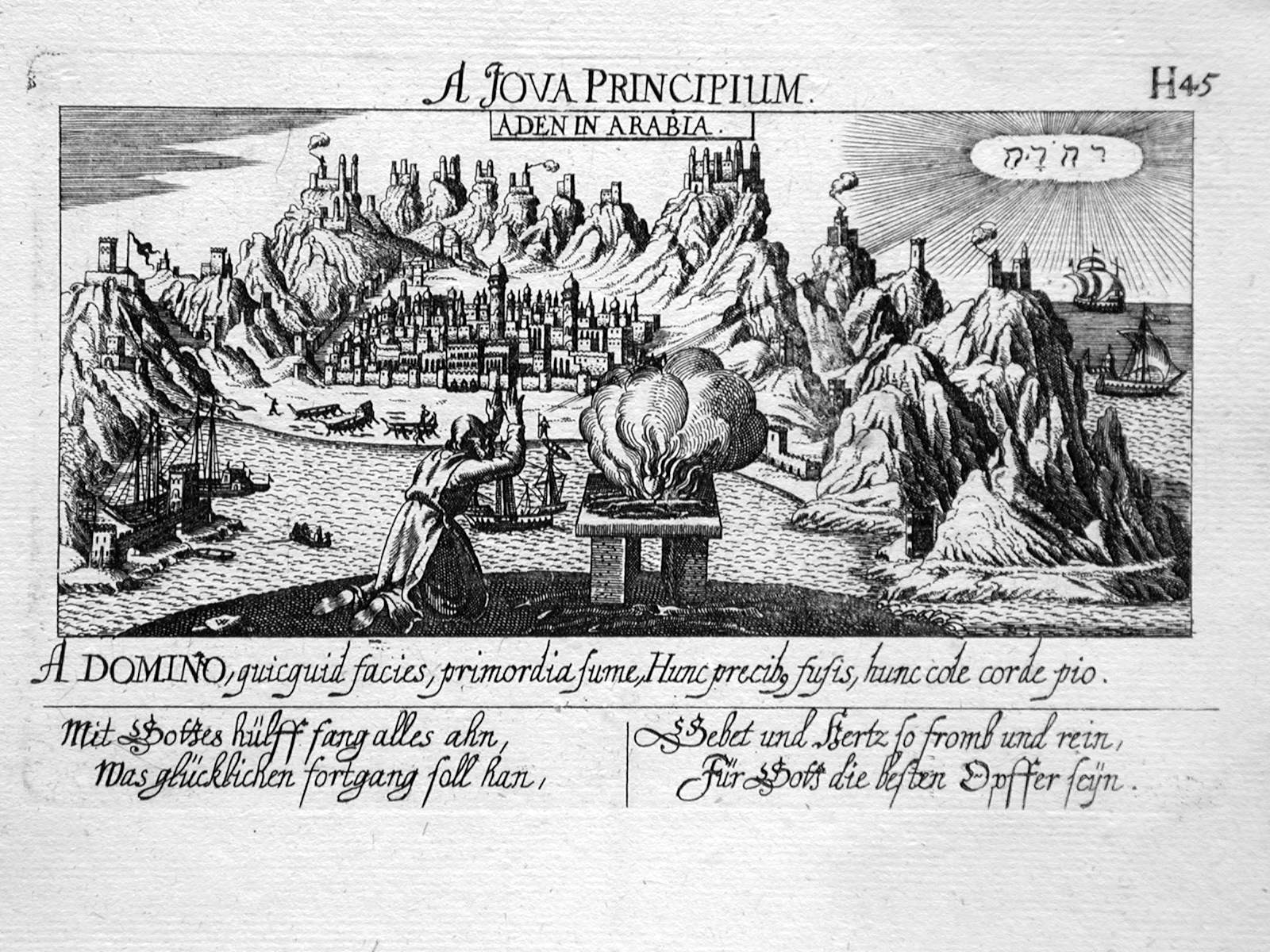
Holzstich der Stadt Aden von Daniel Meisner, 1538

Portugal versuchte, die Seestraße von Bab al-Mandab und den Golf von Aden, und somit den Seeweg ins Rote Meer zu kontrollieren. Auf hoher See war eine Handelsblockade nicht durchführbar. Seit 1503 wurden regelmäßig portugiesische Flotten ins Rote Meer entsandt, um dort Befestigungen an strategisch wichtigen Punkten entlang der Küste zu errichten. Im Jahr 1513 eroberten und befestigten die Portugiesen die Insel Kamaran und gewannen somit einen Stützpunkt, der den Handel des Mamlukenreichs unmittelbar bedrohte. Diese Niederlage zeigte, dass allein das Osmanische Reich über die Mittel und Fähigkeiten verfügte, den Portugiesen Einhalt zu gebieten: 1510 bat der mamlukische Sultan al-Ghuri den osmanischen Sultan Bayezid II. um Unterstützung; 1517 eroberte das Osmanische Reich schließlich Ägypten. Mit der Eroberung des Jemen und der sudanesischen Hafenstadt Sawakin und der Kontrolle Adens, asch-Schihrs und der abessinischen Küste unter dem 1538–1540 gelang es den Osmanen, die portugiesischen Pläne zu durchkreuzen. Gleichzeitig erwies sich Bayezid II. als Schutzherr der heiligen Städte Mekka und Medina, da eine portugiesische Seeblockade die Pilgerfahrt behindert hätte. Das Sultanat gewann somit an Bedeutung für die gesamte islamische Welt.
Aufgrund seiner Rivalität mit dem Habsburgerreich im Mittelmeer und in Zentraleuropa unterstützte das Osmanische Reich den Handel Englands und Frankreichs in der Levante, so dass das venezianische Monopol im Gewürzhandel mit Europa brach. Um etwa 1625, als England und die Niederlande ihre Präsenz im Indischen Ozean gefestigt und im Atlantik die Vorherrschaft über Portugal errungen hatten, kam der Gewürzhandel über das Rote Meer zum Erliegen. Die Zolleinkünfte aus dem arabischen Kaffeehandel und der zunehmende Seidenhandel machte die Verluste zunächst wett.

#### Bündnisse mit den Sultanaten von Gujarat und Aceh
Mit der Errichtung der osmanischen Provinz Basra sowie einem Bündnis mit den Sultanaten von Aceh und Gujarat festigte das Reich seine Stellung im Indienhandel. 1566 erkannte der Sultan von Aceh den osmanischen Sultan Selim II. als Schutzherr der Muslime seines Landes und der Malediven sowie der indischen Muslime an. Unter Großwesir Sokollu Mehmed Pascha führte das Reich 1568–1570 eine Flottenexpedition durch, um insbesondere die Passage durch die Straße von Malakka zu sichern.

#### Kontrolle des Seewegs im Persischen Golf
1509 hatte Portugal Hormus erobert, mit der Straße von Hormuz kontrollierte es den Zugang zu den Handelshäfen von Bahrain, al-Hasa und Basra im Persischen Golf. Ab 1545 begannen Anstrengungen im Osmanischen Reich, diese Regionen zu erobern. Der osmanische Gouverneur des 1534 eroberten Bagdad erhielt den Auftrag, hierzu eine Flotte aufzustellen. 1546 besetzten osmanische Truppen Basra, wo eine starke Flottenbasis errichtet wurde. 1552 scheiterte ein Versuch der Flotte unter Admiral Piri Reis, Hormus zu erobern. 1556 misslang ein portugiesischer Angriff auf Basra, 1558 ein osmanischer Angriff auf Bahrain. Zwischen 1552 und 1573 plünderten die Portugiesen mehrfach die Hafenstadt al-Qatif. Gegen enorme Tributzahlungen gestattete Portugal den muslimischen Händlern auf Hormus freien Verkehr auf dem Indischen Ozean, mit Ausnahme des Roten Meers, welches vom Osmanischen Reich kontrolliert wurde. Bis zur Eroberung durch den persischen Schah Abbas I. 1622 blieb Hormus unter portugiesischer Herrschaft ein bedeutendes Zentrum des Indienhandels.
Infolge der osmanischen Niederlage in der Seeschlacht von Lepanto sowie der enormen wirtschaftlichen Belastung durch den Osmanisch-Safawidischen Krieg (1578–1590) und dem Langen Türkenkrieg von 1593–1606 veränderten sich Weltpolitik und -handel erneut grundlegend. Mit dem Erscheinen der Britischen (1600) und Niederländischen Ostindien-Kompanie (1602) war die portugiesische Vorherrschaft im Indien-Handel gebrochen.

#### Karawanenwege

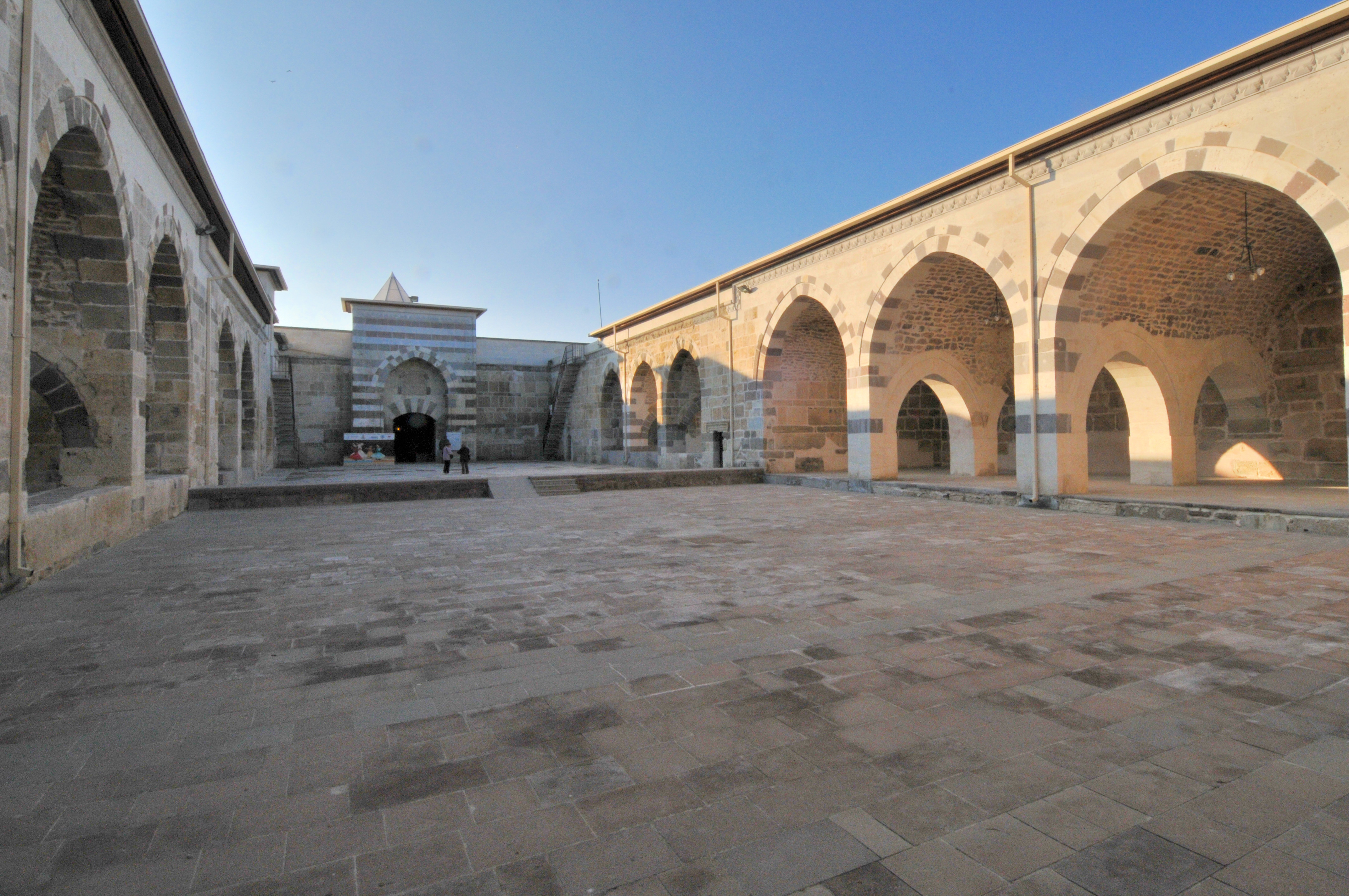
Innenhof einer Karawanserei

Eine Karawanenstraße führte von Basra nach Aleppo und weiter nach Bursa. Befördert wurde hauptsächlich Gewürze, Indigo und feine Baumwollstoffe aus Indien. In der zweiten Hälfte des 16. Jahrhunderts bestand eine Kolonie indischer Händler in Aleppo, das zu Land über Basra, Bagdad, Ana und Hīt, sowie direkt über al-Kusair, Kerbela, Kabisa und Kusur al-Ihwan erreicht wurde. Die Bedeutung Aleppos in dieser Zeit zeigt sich auch darin, dass der Handel mit Venedig zunehmend über Aleppo abgewickelt wurde, und nicht mehr über Damaskus.
Politische Unruhen wie die Celali-Aufstände oder die Rebellionen von Provinzgouverneuren machten die Landwege bis etwa 1640 unsicher. Produktions- und Handelsstädte wie Bursa, Urfa, Ankara oder Tosya wurden wiederholt besetzt und geplündert. Auch Kriege wie die Osmanisch-Safawidischen Kriege führten immer wieder zur Unterbrechung der Karawanenwege.

## Handel mit Europa

### Handelswege
Eine für den Mittelmeerhandel bedeutende west-östliche Handelsroute verband Indien über die arabischen Häfen von Aden und des Jemen und den Nahen Osten mit den Republiken Genua und Venedig. Seit etwa 1400 verkehrten Waren auch in nord-südlicher Richtung über Damaskus, Bursa, den Schwarzmeer-Hafen von Akkerman und das polnische Lwow bis nach Polen, die baltischen Staaten und ins Großfürstentum Moskau. Eine weitere bedeutende Nord-Süd-Route verlief über die Donauhäfen und Siebenbürgener Städte wie Brașov nach Ungarn und der Slowakei.
Die Republik Venedig war ein Zentrum osmanischer Handelsaktivitäten im Mittelmeerraum. 1621 wurde dort der Fontego dei Turchi osmanischen Kaufleuten zur Verfügung gestellt. Die Anwesenheit osmanischer Händler wurde auch in Polen, Litauen, und im Großfürstentum Moskau aus Archivquellen nachgewiesen. Die Republik Ragusa (heute: Dubrovnik) stand im 15. und 16. Jahrhundert in Konkurrenz zu Venedig. Ein Großteil des Warenverkehrs zwischen Florenz und Bursa wurde über den Stadthafen von Dubrovnik abgewickelt. Florentinische Waren wurden über die Häfen von Pesaro, Fano oder Ancona auf dem Seeweg nach Dubrovnik transportiert. Von dort aus konnten die Güter auf dem Landweg über Sarajevo–Novi Pazar–Skopje–Plovdiv–Edirne transportiert werden.

### Schwarzmeer- und Osteuropahandel
Seit der Antike war der Raum um das Schwarze Meer und die Ägäis wirtschaftlich eng verbunden. Die spärlich besiedelten Regionen nördlich des Schwarzen Meeres exportierten Lebensmittel in die dicht besiedelten Gebiete südlich des Meeres und in die Ägäis, im Austausch gegen Wein, Olivenöl, Trockenfrüchte sowie Luxusgüter. Nach dem Zusammenbruch der byzantinischen Oberhoheit nach 1204 hatte Venedig die Kontrolle über den Handel zwischen Konstantinopel und der westlichen Ägäis übernommen, während die Republik Genua sich den Schwarzmeerraum und die östliche Ägäis sicherte. Hierzu errichteten die lateinischen Republiken zunächst kleine Handelsniederlassungen, die mit zunehmendem wirtschaftlichem Einfluss immer stärker befestigt wurden und sich ausdehnten, bis sie schließlich den Handel fast vollständig beherrschten. Nach der Eroberung Konstantinopels musste Mehmed II. die politisch und wirtschaftlich ruinierte Stadt als Hauptstadt neu aufbauen. Das starke Bevölkerungswachstum Konstantinopels war nur möglich, weil es dem Sultan gelang, die Herrschaft über die wirtschaftlich für die Stadt so bedeutsame Schwarzmeerregion mit ihren Häfen in Moldawien und auf der Krim zu erobern. Dies gelang mit Hilfe der Kontrolle der Bosporus-Passage durch die im August 1452 errichtete Festung Rumeli Hisarı. Kurz nach der Eroberung Istanbuls unterwarf sich auch die genuesische Handelskolonie von Pera. Unter osmanischer Herrschaft entwickelte sich Pera (Beyoğlu) mit dem nahen Galata zum wichtigsten Handelszentrum zwischen der Schwarzmeerregion und Europa, sowie zu einem bedeutenden Zentrum des interkulturellen Austauschs.

#### Tataren- und moskowitische Handelsroute

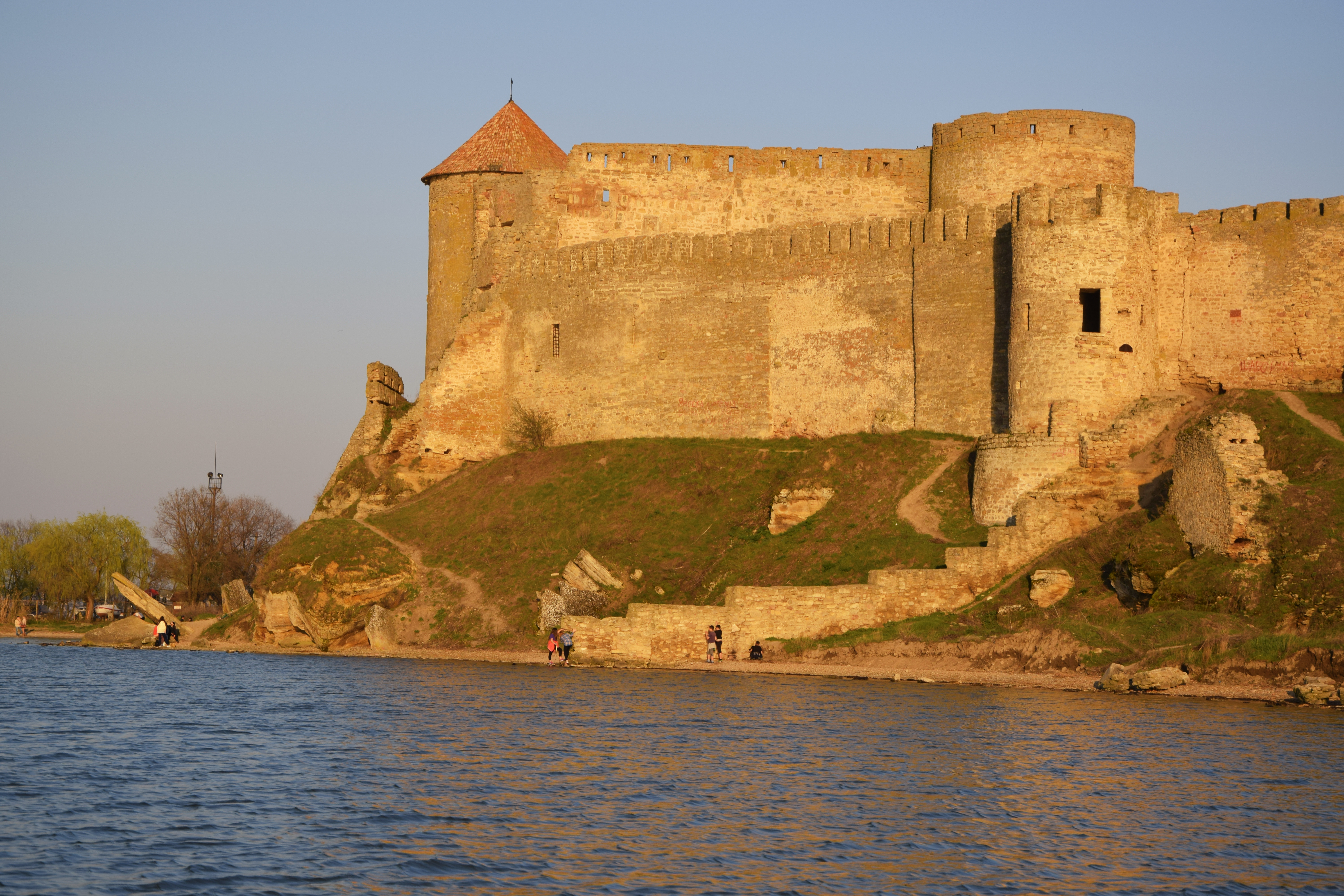
Die Festung von Akkerman

Der Handel mit Seide, Baumwolle und Flachs aus Anatolien und landwirtschaftlichen Produkten über die Schwarzmeerhäfen von Akkerman, Caffa und Kilija eröffnete einen bedeutenden Markt für anatolische Produkte. Während des 15. und 16. Jahrhunderts war die Nachfrage aus den Ländern nördlich des Schwarzen Meeres entscheidend für den Aufstieg der anatolischen Handwerksproduktion, noch bevor englische und russische Waren auf diesen Markt gelangten. Wichtigster Handelshafen war das von Genuesen gegründete Caffa, welches zusammen mit den anderen genuesischen Niederlassungen 1475 vom Osmanischen Reich besetzt wurde. Eine alte Karawanenroute, die „Tatarenroute“ führte aus Choresmien und Aserbaidschan bis ca. 1520 zur unteren Wolga und nach Asow an der Donmündung und weiter über Kiew (von wo eine Handelsstraße nach Moskau abzweigte) und Nowgorod bis nach Dänemark und Schweden. In der zweiten Hälfte des 15. Jahrhunderts sind Importe von Pelzen, Walrosselfenbein und Quecksilber aus osmanischen Zollbestimmungen belegt; in der Gegenrichtung wurde Seide von Bursa über Istanbul und über See nach Caffa, sowie über Land via Edirne, Kilija und Akkerman ins Großfürstentum Moskau (in osmanischen Quellen „Rus“) exportiert. Die zunehmende Unsicherheit dieser Handelsroute führte zur Verlagerung der Strecke nach Lwow, das mit den 1472 gewährten Handelsmonopol des polnischen Königs Kasimir IV. Andreas zum Handelszentrum für orientalische Güter für das gesamte Baltikum aufstieg. Über die „moldawische Route“ zwischen Akkerman und Lwow gelangten osmanische Güter bis nach Schweden und Flandern. Mehmed I. schon hatte polnischen Händlern Handelsprivilegien erteilt, Mehmed II. dehnte diese Privilegien auf Akkerman und Kilija aus. Zur Förderung der gegenseitigen Handelsbeziehungen und zur Absicherung der Handelsroute gegen die Goldene Horde nahm der russische Zar Iwan III. 1492 diplomatische Beziehungen zum Osmanischen Reich auf. Die beiderseitigen Beziehungen intensivierten sich im Zuge der Konflikte des Osmanischen Reichs mit dem Königtum Polen-Litauen und dessen Bündnispartner, der Goldenen Horde.

#### Bursa-Braşov-Route

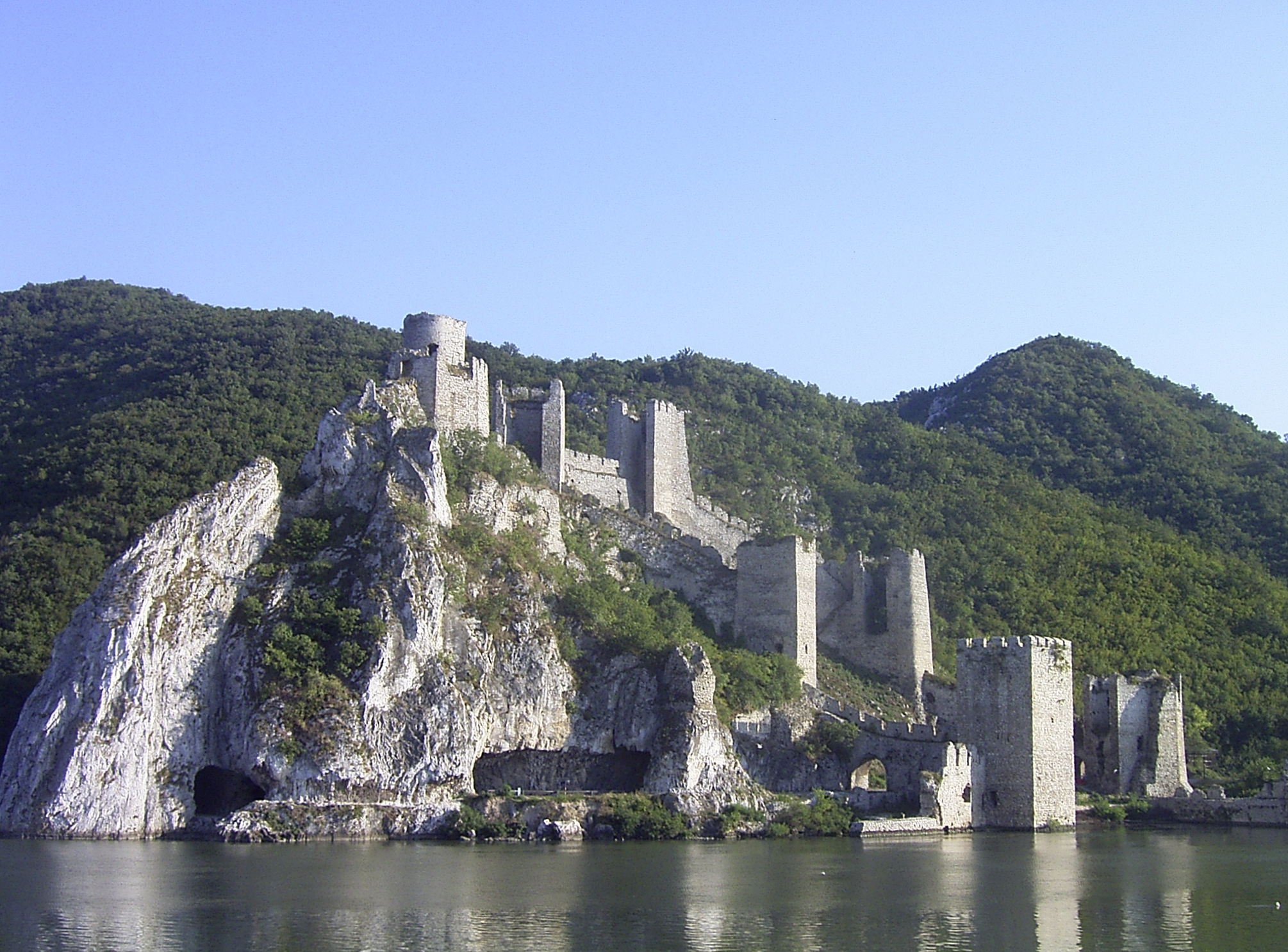
Festung Golubac an der Donau

Seit dem 15. Jahrhundert sind intensive Handelsbeziehungen des Osmanischen Reichs mit dem östlichen Mitteleuropa und Süddeutschland über die Donau und das Vasallen-Fürstentum der Walachei belegt. Siebenbürgische Kaufleute suchten die Donauhäfen von Brăila, später Kilija, sowie Silistra, Giurgiu und Nikopolis auf; die Waren wurden dann über Land nach Brașov (Kronstadt) gebracht, das schon Ende des 14. Jahrhunderts Handelsprivilegien des bulgarischen Zaren erhalten hatte. Die Zollregister von Brașov geben detaillierte Auskunft über die durch die Stadt transportierte Ware: Allein im Jahr 1503 wurden feine Wollstoffe aus den Niederlanden, Deutschland, Italien, Böhmen und Polen im Wert von 613.045 Akçe in der Stadt verzollt, sowie 2.400.000 „wallachische Messer“ im Wert von 1.457.820 Akçe. Weiter sind Gewürze, Baumwolle, Pfeffer, Kupfer und Rosinen als Transit- und Handelsware belegt. Orientteppiche wurden nicht nur durch die Stadt transportiert, sondern waren als Luxusgüter auch in den siebenbürgischen Städten geschätzt. Noch heute bergen die protestantischen Kirchen Siebenbürgens, wie beispielsweise die Schwarze Kirche in Brașov, eine der reichhaltigsten Sammlungen anatolischer Teppiche außerhalb der islamischen Welt. Die Abrechnung der Zölle in osmanischer Währung deutet auf die engen Handelsbeziehungen im frühen 16. Jahrhundert hin. Größere Summen wurden dagegen in ungarischen Florin gerechnet, zum Wechselkurs zu 50 Akçe.

#### Handel mit Osteuropa
Der Handel mit den östlichen Regionen Mitteleuropas ließ ein ausgedehntes Netz von Handelsstraßen in den an das Osmanische Reich angrenzenden Regionen von Ungarn, Slowakien, Schlesien und Polen entstehen. Der Friedensvertrag von Zsitvatorok schloss erstmals ein Freihandelsabkommen zwischen dem Osmanischen und dem Heiligen Römischen Reich ein. 1617 gewährte Ahmed I. eine umfassende Handelskapitulation, die 1666 in Erfüllung des Friedensvertrags von Eisenburg erneuert wurden. Daraufhin gründete sich im Habsburgerreich eine eigene Levante-Kompanie. Auf dem Gebiet der Habsburgermonarchie entstanden Niederlassungen serbischer, armenischer und griechischer Kaufleute in Buda, Pressburg, Wien, Prag, Breslau und Leipzig, die sich im 18. Jahrhundert zu bedeutenden Handelskolonien weiterentwickelten.
Ungarn hingegen blieb für mehr als 150 Jahre Schauplatz der Auseinandersetzung zwischen den beiden Großreichen und wurde teilweise osmanisch erobert. Die wichtigsten Verwaltungszentren Buda, Pest, Szeged, und Istolny-Belgrad, gerieten unter direkten Einfluss der osmanischen Kultur, während die kleineren und peripheren Gebiete entweder durch einen ungarischen Beamten (biro) verwaltet oder in ein Tımār-Lehen umgewandelt wurden. Sipahi und Janitscharen beteiligten sich ebenso wie höhere Würdenträger am Handel, vor allem mit Luxusgütern, in den sie oft große Summen investierten. Der Bevölkerungspolitik geschuldet, waren osmanisch-ungarische Städte auch Zentren des Sklavenhandels. Der Warentransport zu Land war aufgrund von Räuberbanden und Überfällen aus den Habsburgerlanden unsicher, weswegen die ungarischen Handelsrouten den Militärstraßen folgten, beispielsweise über die Strecke Osk – Tolna – Cankurtaran. Größere Warenmengen oder sperrige Güter wurden eher über die Donau transportiert. Um 1567 erbaute der Gouverneur und spätere Großwesir Sokollu Mehmed Pascha die erste Donaubrücke zwischen Buda und Pest. Haupthandelsplatz für den Handel zwischen Ungarn und Österreich war Vác. Neben den traditionellen Handelsgütern war der Export von Vieh von Bedeutung, während das Osmanische Reich vor allem Messer, Kupfer und Zinn über Ungarn importierte.

### Europäische Handelsprivilegien

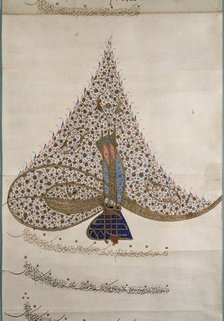
Osmanische Handelskapitulation für die Niederländische Republik, 1612

Der Handel mit Europa vollzog sich auf der Grundlage von Privilegien (Kapitulationen, türkisch abidnāme-ʾi hümāyūn), die der osmanische Sultan einzelnen europäischen Staaten erteilte. Sie sicherten meist freien Handel, Zollvorteile und die Übertragung der Gerichtsbarkeit über die Untertanen des jeweiligen Handelspartners, sollten aber in erster Linie den Status der Untertanen fremder, vor allem nicht-islamischer Herrscher auf osmanischem Boden (Musta’min) regeln. Nach osmanischem Recht waren die erteilten Kapitulationen an die Person des Sultans gebunden und verloren mit dessen Tod oder bei einem Machtwechsel ihre Gültigkeit. Sie mussten demnach periodisch erneut ausgehandelt werden.
Die erste sogenannte Kapitulation wurde 1352 mit der Republik Genua vereinbart, in den 1380er Jahren folgte die Republik Venedig, unter Mehmed II. (reg. 1451–1481) die Republik Florenz, unter Bayezid II. (reg. 1481–1512) Neapel. Frankreich hatte schon 1517 von der Pforte die Bestätigung der mit der ägyptischen Mamlukendynastie geschlossenen Kapitulation erlangt. Die im Rahmen des französisch-osmanischen Bündnisses 1536 vereinbarte Kapitulation galt lange Zeit als die erste, wurde aber nie ratifiziert. Um 1580 datiert die erste Kapitulation mit England, das bis dahin Waren über Venedig importiert hatte. Im 17. Jahrhundert traten die Niederländischen Provinzen als direkte Handelspartner hinzu; bis dahin hatten sie ihre Waren über den genuesischen Handelsposten auf Chios und den polnischen Hafen von Lwów bezogen. Ab dem Ende des 16. Jahrhunderts war der Handel mit dem Osmanischen Reich auch vom Wettbewerb der europäischen Länder untereinander um die besten Handelsbedingungen gekennzeichnet. Im 17. Jahrhundert begannen die europäischen Wirtschaftsmächte, den Charakter des auf den Kapitulationen beruhenden Wirtschaftssystems langsam umzuformen. Die durch die Kapitulationen garantierten europäischen Enklaven wuchsen zu Stadtvierteln mit teilweise europäischen Charakter. Zunehmend gelangten europäische Waren und Technologien ins Land. Die Levante wurde zum größten Absatzgebiet europäischer Güter, vor allem von Stoffen, Mineralien und Papier.
Seit dem 18. Jahrhundert wurden Kapitulationen dem Osmanischen Reich immer häufiger mittels politischem oder militärischem Druck abgezwungen. Im 19. Jahrhundert wurden die Dokumente daher in „imtiyazat“ oder „imtiyazat-ı ecnebiye“ („Privilegien“ oder „Fremdenprivilegien“) umbenannt und 1914 von der jungtürkischen Regierung abgeschafft.

### Levantehandel

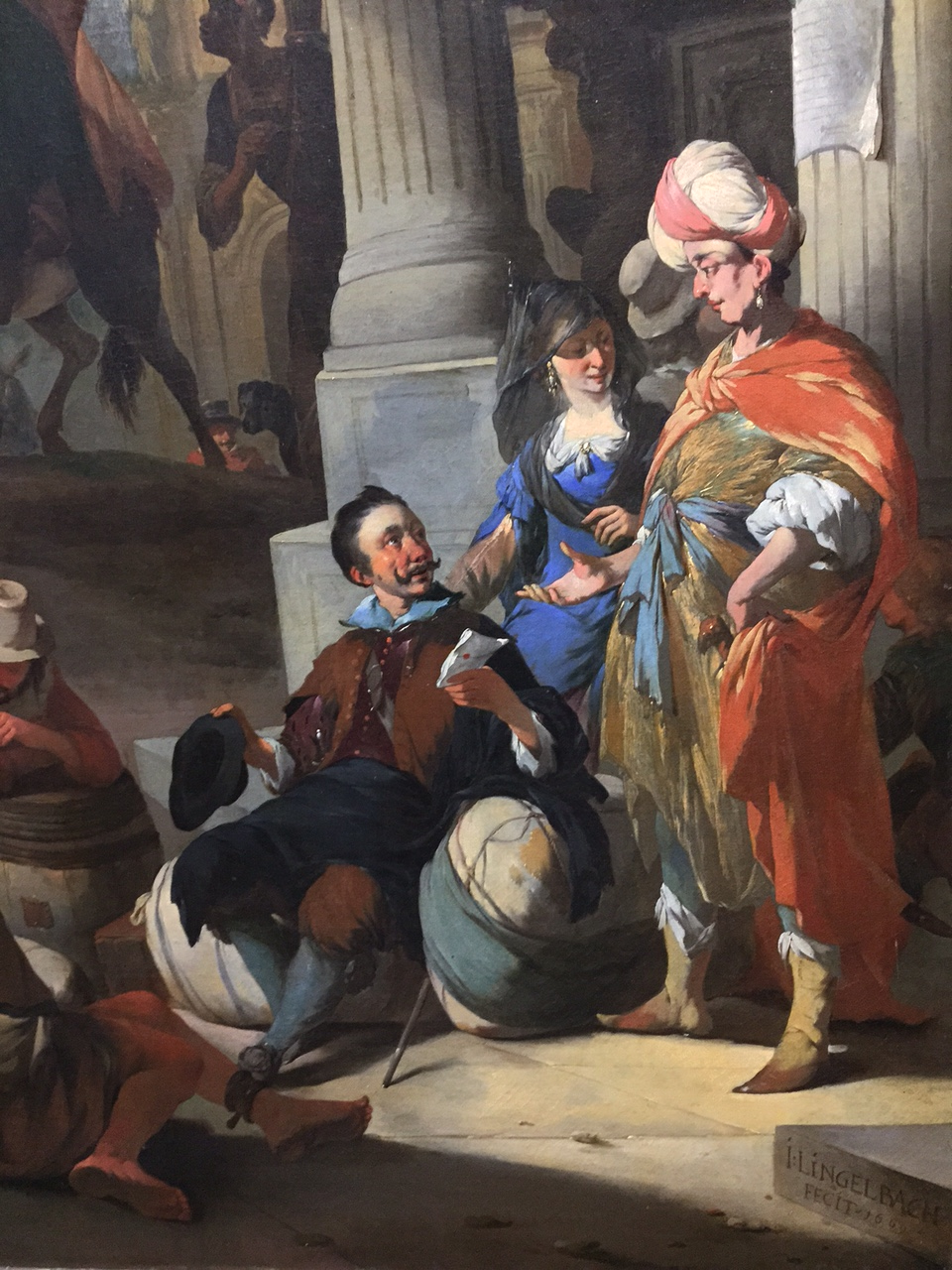
Johann Lingelbach, Mediterrane Hafenszene (Detail), 1669, Städelsches Kunstinstitut

Zentrum des Handels zwischen Westeuropa und dem Osmanischen Reich war seit der Mitte des 16. Jahrhunderts die Levante. Zu dieser Zeit waren Frankreich und die Republik Venedig die wichtigsten Handelspartner des Osmanischen Reiches, hochwertige Stoffe stellten das wichtigste Importgut dar. Das Osmanische Reich exportierte Seide und Pfeffer, die es selbst aus dem Handel mit Fernost bezog, sowie Textilien und Garne, darunter Baumwolle und Baumwollgarne aus Westanatolien, Mohairgarn aus der Region um Ankara, Trockenfrüchte aus Griechenland und von den Ionischen Inseln, Färbestoffe aus Südostanatolien und dem Irak, und arabischen Kaffee, der über Kairo und Damiette exportiert wurde. In der Levante selbst wurden Textilien für den Export produziert. Im 17. Jahrhundert schwand der Einfluss Frankreichs im Levantehandel vorübergehend, um im 18. Jahrhundert wieder zu erstarken. Mangels geeigneter Handelswaren war England zunächst gezwungen, Warenimporte – über Venedig – aus der Levante in Silbermünzen oder -barren zu zahlen. Erst mit dem Erstarken der eigenen Textilproduktion verfügte England über eine Möglichkeit, die Handelsbilanz auszugleichen. 1582 wurde die englische Levant Company gegründet. Um 1660 war England die stärkste Macht im Levantehandel. Danach verlagerte sich der Schwerpunkt des englischen Handels auf die amerikanischen Kolonien und Asien. Die Levant Company trat im Seiden- und Gewürzmarkt in Konkurrenz zur East India Company, englische Stoffe spürten die Konkurrenz gleichwertiger französischer Handelsware.
Im Allgemeinen beschränkte sich die Präsenz europäischer Händler im Osmanischen Reich auf genau abgegrenzte Stadtbezirke in einzelnen Handels- oder Hafenstädten. Der Zugriff auf die Handelsnetze innerhalb des Reiches blieb ihnen meist verwehrt. Ihre Handelsware bezogen sie über osmanische Zwischenhändler. Nur wenige Ausnahmen sind bekannt: Schon um 1650 hatten sich französische, englische und niederländische Händler in Smyrna niedergelassen und beteiligten sich am Handel mit persischer Seide sowie Baumwolle und Rosinen aus Anatolien. Im Gegensatz zu anderen osmanischen Städten verdankt Smyrna/Izmir seinen Aufstieg der Ansiedlung europäischer Händler, der sogar dazu führte, dass die traditionelle Route für den Seidenhandel hierher umgeleitet wurde. Nachdem aufgrund der Entstehung der europäischen Seidenindustrie nach 1720 der Fernhandel mit Seide zum Erliegen gekommen war, behielt die Stadt noch bis etwa 1760 ihre Bedeutung im Baumwollhandel.
|           | Frankreich          | England            | Niederlande        | Venedig           | Österreich      |
| --------- | ------------------- | ------------------ | ------------------ | ----------------- | --------------- |
| 1686      | 1.519.290 (15,7 %)  | 4.184.700 (43,4 %) | 3.697.440 (38,3 %) | 246.900 (2,6 %)   |                 |
| 1749–1750 | 2.550.868 (65,1 %)  | 595.850 (15,2 %)   | 134.164 (3,4 %)    | 637.421 (16,3 %)  |                 |
| 1776–1778 | 13.448.791 (45,1 %) | 7.432.045 (24,9 %) | 4.300.901 (14,4 %) | 2.875.279 (9,6 %) | 872.018 (2,9 %) |

1669 gewährte der französische Finanzminister Colbert der Stadt Marseille ein Handelsprivileg für den Levantehandel nach dem Vorbild der englischen Levant Company. Unter der Leitung der Handelskammer von Marseille wurden Regeln und Vorschriften für einen systematischen Aufbau des Handels erstellt. 1673 erreichte der Botschafter des französischen Königs Ludwig XIV., de Nointel, die Erneuerung der osmanischen Handelsprivilegien und begründete so das Wiedererstarken Frankreichs im Levantehandel. Französische Handelsniederlassungen (Échelles du Levant) entstanden in Aleppo, Kairo, Izmir, Istanbul und Thessaloniki, unterstützt von zahlreichen kleineren échelles; eine wachsende Zahl von Schiffen verkehrte zwischen den Häfen.
|                                    | 1700–1702 | 1750–1754  | 1785–1789  |
| ---------------------------------- | --------- | ---------- | ---------- |
| Exporte nach Marseille             | 9.970.000 | 21.800.000 | 32.440.000 |
| Importe von Marseille              | –         | 14.600.000 | 17.480.000 |
| Französisches Handelsbilanzdefizit | –         | 7.200.000  | 15.765.000 |

Unterstützt von einer ausgedehnten Bürokratie, von der Handelskammer von Marseille bis zum Marineministerium in Paris, weitete sich der Levantehandel auf verschiedene Handelsgüter aus. Neben Textilien wurden auch Rohstoffe wie Baumwolle, Wolle, Mohair, Farbstoffe, Bienenwachs sowie Kaffee, Zucker, Indigo und Karmin gehandelt, die Frankreich von den Französischen Antillen und aus Südamerika bezog. Die Stadt Izmir entwickelte sich zum bedeutendsten Exporthafen, während die Hauptstadt Istanbul hauptsächlich Zucker, Kaffee und Stoffe zum Eigenkonsum importierte, ohne über ein Izmir vergleichbares, Exportwaren produzierendes Hinterland zu verfügen. Diese Ungleichgewichte erforderten ein ausgefeiltes System finanzieller Transaktionen auf der Basis von Wechseln, um die Einnahmen aus den Importhäfen zur Finanzierung des Exporteinkaufs nutzen zu können. Während der Import von Luxusgütern wie kostbaren Stoffen die einheimische Produktion nur wenig beeinträchtigte, konnten sich mehr Menschen den billigeren und qualitativ besseren amerikanischen Zucker und Kaffee leisten, so dass die inländische Produktion in Ägypten und Zypern beeinträchtigt wurde. 1789 importierte das Osmanische Reich nur 2,5 % der Gesamtmenge des französischen Zuckerexportvolumens, dennoch entsprach dies etwa 1,7 Millionen Pfund im Wert von 70 Millionen Livres tournois. Ab 1720 wurde amerikanischer Kaffee importiert, der etwa zwei- bis dreimal billiger war als die traditionell aus dem arabischen Jemen bezogene Ware. Der osmanischen Wirtschaft gelang es jedoch, in einzelnen Bereichen ihre Stellung zu behaupten. Beispielsweise blieb die Seifenindustrie in Marseille, im 18. Jahrhundert ein bedeutender Industriezweig, abhängig von Olivenölimporten aus Tunis und Kreta.
Als diplomatische Gegenleistung für die französische Vermittlung, die 1739 zum Frieden von Belgrad geführt hatte, gewährte die osmanische Regierung Frankreich 1740 eine neue Kapitulation. In diesem Dokument wird der französische König erstmals als „Freund“ des osmanischen Sultans bezeichnet. Erstmals wird ein fremder Herrscher als gleichrangig anerkannt. Darüber hinaus war die Dauer des Privilegs nicht mehr auf die Regierung eines Sultans beschränkt, sondern behielt ihre Gültigkeit bis zur Abschaffung der Kapitulationen 1914. Dies stärkte die Stellung europäischer Händler im Osmanischen Reich; erstmals lassen die Berichte des französischen Botschafters die Vorstellung einer wirtschaftlichen Überlegenheit Europas erkennen.

### Osmanische und europäisch-merkantilistische Wirtschaftspolitik

Gebietsverluste des Osmanischen Reiches 1830–1923

Die merkantilistische Wirtschaftspolitik der westeuropäischen Staaten erforderte die zahlenmäßige Erfassung und Bilanzierung des Außenhandels durch die staatliche Bürokratie, sowie die aktive Einleitung von Handelsbeziehungen mit anderen Staaten. Der osmanische Staat hatte sich nie in einem den europäischen Ländern vergleichbaren Ausmaß für die Erfassung und Entwicklung des internationalen Handels, den Ausbau geeigneter Infrastruktur oder den Schutz seiner Untertanen im Westen eingesetzt. Teilweise ist dieser scheinbare Mangel an Interesse erklärlich durch das Übergewicht des ausgedehnten Binnenhandels und des Handels mit Persien und Indien: Eldem schätzt, dass der Außenhandel mit Europa im 16. bis 18. Jahrhundert nur etwa 5 % des gesamten osmanischen Wirtschaftsaufkommens einnahm. Die osmanische Handelspolitik beschrieb er als „nicht-merkantilistisch“: Sie zielte auf die Sicherstellung eines konstanten Warenstroms vor allem für die Bevölkerung Istanbuls (Provisionalismus) und der staatlichen Einkommensquellen, insbesondere der Steuern und Zölle (Fiskalismus), und weist somit Elemente einer frühen Zentralverwaltungswirtschaft auf. Darüber hinaus ist ein starkes Bestreben zu beobachten, die bestehende politische, soziale und wirtschaftliche „natürliche Ordnung“ zu bewahren (Traditionalismus). Die „nicht-merkantilistisch“ orientierte Wirtschaftspolitik zeige sich auch im Verzicht auf protektionistische Maßnahmen zugunsten des eigenen Handels, da die zu erwartenden Einkünfte aus Steuern und Zöllen die mögliche Bedrohung durch den westeuropäischen Importhandel überwogen hätten.
Im 16. Jahrhundert leitete Mehmed Ebussuud Efendi in seinem Reichsgesetzbuch, dem kanun das osmanische Steuerrecht aus dem Islamischen Recht nach der hanafitischen Rechtsschule ab: Sinn und Zweck wirtschaftlichen Handelns sei eine gerechte Güterverteilung, die die Wohlfahrt aller (islamischen) Einwohner sicherstellen sollte. Daher galten für die osmanische Verwaltung bestimmte Grundsätze: Die Versorgung des Heers musste immer gewährleistet sein, um für die Sicherheit der Bevölkerung zu sorgen. Die Macht des Herrschers hing, nicht anders als in den westeuropäischen Ländern dieser Zeit, wesentlich von einer gefüllten Staatskasse ab. Eine differenzierte Steuerverwaltung hatte deshalb entsprechende Abgaben einzutreiben. Die Entwicklung der städtischen Infrastruktur, Brückenbau, sowie Aufgaben der öffentlichen Wohlfahrt wurden jedoch nicht von der Staatskasse getragen, sondern meist von Stiftungen (vakıf); der größte Teil der Staatseinnahmen floss in die Finanzierung des Militärs und der Askerî-Elite.
Als erster asiatischer Staat war das Osmanische Reich vom Aufstieg und der Ausdehnung der westeuropäischen Wirtschaft ab dem 18. Jahrhundert direkt betroffen. Während die merkantilistischen europäischen Staaten, wie Frankreich und England das Osmanische Reich als wichtigen Handelspartner zu erhalten und der Ausdehnung Russlands Einhalt zu gebieten suchten, nutzten die russische und die Habsburgermonarchie die neuen Waffentechniken, um ihre Gebiete auf Kosten des Osmanischen Reiches zu erweitern. Die „Orientalische Frage“ nach dem Fortbestand des Reiches wurde zum Dauerthema der westeuropäischen Diplomatie. Das Osmanische Reich reagierte darauf mit militärischen und später mit Verwaltungsreformen. Parallel stiegen die Importe von Waffen und Handelsgütern aus Europa: Im 18. Jahrhundert erlaubten sinkende Transport- und Produktionskosten in Europa eine Steigerung der Exporte ins Osmanische Reich. Weitere Innovationen im Massentransport des 19. Jahrhunderts verstärkten dies ebenso wie die Liberalisierung des Handels durch die osmanische Regierung. Als Wendepunkt hin zur Liberalisierung wird die Auflösung des Janitscharenkorps 1826 angesehen, die zuvor als Schutzmacht der Handelsgilden aufgetreten waren, sowie die Tanzimat-Reformen ab 1839.

### Handel im 18. und frühen 19. Jahrhundert
Der Handel mit Europa weitete sich ab dem 18. Jahrhundert aus. Vor allem die Balkanprovinzen des Osmanischen Reichs, Westanatolien und Syrien exportierten überwiegend landwirtschaftliche Produkte nach Westeuropa. Bis etwa 1820 hatte der Binnenhandel im Osmanischen Reich, sowie der Handel mit Russland und Ägypten, das Übergewicht im Wirtschaftsaufkommen, der Exporthandel mit dem Westen nahm erst in der Zeit nach den europäischen Koalitionskriegen deutlich zu.

### Auswirkungen der industriellen Revolution
Beginnend in England, später in anderen Ländern, verwandelte die industrielle Revolution die westeuropäischen Staaten in Massenproduzenten preisgünstiger sowie neuer Waren. In der zweiten Hälfte des 19. Jahrhunderts suchte Westeuropa einerseits nach Absatzmärkten für seine Produkte, andererseits mussten vermehrt Quellen für Nahrungsmittel und Rohstoffe erschlossen werden. Für das Osmanische Reich führte dies zunächst zu einer deutlichen Zunahme des Handelsvolumens, aber auch zu Verschiebungen im Güteraustausch hin zu einem überwiegenden Export von Rohstoffen, die in Europa weiter verarbeitet wurden, und einem Import von Handelswaren. Das in Europa erwirtschaftete Kapital floss in andere Länder zurück, jedoch meist nicht in Form von Investitionen in die direkte Produktion (wie Landwirtschaft oder Industrie), sondern in Form von Darlehen an die Regierung. Investitionen europäischer Staaten in die Infrastruktur, wie beispielsweise der Bau des Sueskanals (eröffnet 1869) oder der Bagdadbahn (1903–1940), dienten einerseits der Erleichterung des Warentransports, andererseits auch der Abgrenzung politischer Interessensphären Europas. Im Gegensatz zu Westeuropa und anderen Ländern wie den USA förderten die Massentransportmittel nicht die wirtschaftliche Entwicklung im eigenen Land, sondern banden die osmanische Wirtschaft nur enger an die westliche.

## Finanzwesen

### Währung
| Jahr | Wechselkurs |
| ---- | ----------- |
| 1479 | 45,5        |
| 1481 | 47          |
| 1500 | 54          |
| 1550 | 60          |
| 1584 | 60          |
| 1588 | 120         |
| 1600 | 125         |
| 1650 | 175         |
| 1698 | 300 – 400   |
| 1725 | 375         |
| 1731 | 385         |

100-Kuruş-Münze, Ägypten 1840, Sultan Abdülmecid I.

Das Osmanische Reich war schon bei seiner Gründung in die ausgedehnten und hoch entwickelten Handelsbeziehungen seiner Vorgänger und Nachbarn einbezogen, die über Währungssysteme verfügten, die den Güteraustausch und das wirtschaftliche Wachstum sowie die Besteuerung erleichterten. Während in Westeuropa Goldmünzen wie der florentinische Florin und der venezianische Dukat sich als allgemeines Zahlungsmittel im Fernhandel durchsetzten, wurden der byzantinische Hyperpyron und der Golddinar der islamischen Welt im Laufe des 14. Jahrhunderts durch eine Silberwährung abgelöst. Schon die Seldschuken von Rum hatten im 12. Jahrhundert Silbermünzen geprägt, unter den Ilchanen waren mehr als vierzig Münzprägestätten in Anatolien in Betrieb. Silber war auch das bevorzugte Zahlungsmittel des Mamlukensultanats von Kairo und der persischen Ilchane. Die Ursachen für den Wechsel zu einem auf Silber beruhenden Zahlungssystem sind nicht vollständig geklärt. Barrensilber aus Westeuropa, wo zu dieser Zeit bedeutende Silbererzvorkommen gefunden worden waren, wurde schon früh gegen Luxuswaren aus Asien und örtliche Rohstoffe getauscht.
Das Osmanische Reich besaß keine einheitliche Währung; zu unterschiedlichen Zeiten und in verschiedenen Regionen waren unterschiedliche Münzen im Umlauf. Pamuk (1994) unterscheidet fünf Perioden in der Geschichte des Osmanischen Währungssystems:
- 1326–1477: Die erste bekannte osmanische Silbermünze (Akçe) wurde 1326 unter Orhan I. geprägt. Während der Wert des Akçe von seinem Edelmetallgehalt abhing, wurden kleinere Kupfermünzen (mangır oder pul) zum Nennwert von 1 : 8 beziehungsweise 1 : 24 gehandelt. Steuern konnten nur in Silber entrichtet werden. In diesem Zeitraum basierte die Währung auf Silber und war relativ stabil. Die erste bekannte osmanische Goldmünze wurde 1477 geprägt.[8]
- 1477–1585: Ab 1477 besaß das Reich eine Bimetallwährung auf der Grundlage von Silber und Gold. Goldmünzen wurden eingeführt, um der allgemeinen Silberknappheit zu begegnen und dem mit dem Handel wachsenden Bedarf an Bargeld zu stillen. Als Goldmünzen kursierten zunächst Prägungen anderer Länder, beispielsweise der venezianische Dukat (efrenciyye) und andere italienische Münzen, der mamlukische aschrafi (eşrefiyye) oder die ungarische Goldmünze (ongari oder enguruşiyye). Ab 1477/8 prägte das Reich eigene Goldmünzen, die hasene oder sultani, die bis ins 17. Jahrhundert 1 : 1 zum venezianischen Dukaten getauscht werden konnte. Erst mit der Eroberung des Mamlukenreichs standen dem Osmanischen Reich eigene Goldminen zur Verfügung und der Aschrafi wurde durch eigene Prägungen, die şerifi, ersetzt. Die Steuern aus Ägypten wurden in Goldmünzen erhoben. Wechselkurse zu den Münzen anderer Länder wurden von den Osmanischen Behörden festgesetzt, Währungen anderer Länder zirkulierten weiterhin frei im Reich. Die Währungssysteme neu eroberter Gebiete wurden zumeist beibehalten und die Münzen nur mit den Namen der jeweiligen Sultane überstempelt, um Handelshindernisse zu vermeiden. Aus den ägyptischen Kleinmünzen medin (auch nisf oder nisf fidda) entwickelte sich die para-Münze, die in Ägypten bis ins 17. Jahrhundert Hauptzahlungsmittel blieb. Der Silbergehalt des para wurde in Relation zum Akçe festgelegt. In Syrien zirkulierten medin neben Akçe, in den Persien benachbarten Gebieten der Dirhem (shahi), der bis 1730 geprägt wurde. In den Ländern des Maghreb und in der Region um Tripoli überwog europäisches Münzgeld. Die Zeit bis 1585 zeichnet sich durch politische und wirtschaftliche Stärke aus; aus dieser ergab sich eine relative Stabilität der Währung. Erste Schwierigkeiten entstanden nach 1520 durch die mit den Silberflotten aus Amerika nach Europa gelangenden großen Mengen Silber. Die beispielsweise in den Minen von Potosí geprägten Münzen sind seit den 1550er Jahren als guruş im Balkan nachweisbar.[8]
- 1585–1690: Bis 1690 destabilisierte sich das osmanische Währungssystem aufgrund des Fernhandels, für den das Reich nur Durchgangsstation war, des Zuflusses amerikanischer Edelmetalle nach Europa, sowie dem Zufluss europäischer Münzen und Münzfälschungen ins Osmanische Reich. Kostspielige Kriege mit Europa und dem persischen Safawidenreich sowie innere Unruhen wie der Celali-Aufstand beanspruchten die Wirtschaft bei gleichzeitig hohem Bedarf an Bargeld zur Deckung der Kosten. Die Umstellung der Finanzierung des Militärs vom Tımarsystem hin zur Besoldung mit Bargeld im Steuerpachtsystem führte zu einem erhöhten Bedarf an Bargeld in der ländlichen und städtischen Wirtschaft zugleich. In dieser Zeit schwankte der Silbergehalt des Akçe besonders stark. Während der ersten Hälfte des 17. Jahrhunderts musste die Regierung den Münzwert neu festlegen. Aus unbekannten Gründen schlossen in dieser Zeit die meisten Silberminen des Reiches; es ist denkbar, dass die Silbervorkommen erschöpft waren, oder die großen Mengen Silbers aus Amerika die eigene Förderung unwirtschaftlich gemacht hatte. Im 17. und 18. Jahrhundert hatten ausländische Münzen wie der niederländische Thaler (esedi guruş oder nach den zwei aufgeprägten Löwen aslanlı guruş genannt) oder das spanische 8-Real-Stück (riyal guruş) in Teilen des Reiches den Akçe als Zahlungsmittel verdrängt. Die Regierung duldete dies und veröffentlichte regelmäßig amtliche Wechselkurse. Im Zuge zunehmender Münzknappheit wurden diese Münzen auch gefälscht und gelangten mit vermindertem Edelmetallgehalt ins Osmanische Reich. Der Fernhandel mit Europa wurde zunehmend in Form von Geldwechseln (süftece) abgewickelt.[8]

Zer-i Mahbub, Mustafa III., 1758

- 1690–1844: Mit dem kuruş (Piaster) wurde ein neuer Silberstandard geschaffen (120 akçe = 1 kuruş); bis ca. 1760 blieb die Währung erneut relativ stabil, danach folgten ernste finanzielle Krisen, und die schnelle Abwertung der Münze. Der Wert der Goldmünzen blieb noch zu dieser Zeit weitgehend konstant, allerdings wurden nun neben dem sultani weitere Goldmünzen (tuğrali, cedid İstanbul, zincirli, fındık, zer-i mahbub) mit teils geringerem Goldgehalt geprägt. Fındık und zer-i mabbub hielten sich bis ins 19. Jahrhundert bei etwas geringerem Wert als der Dukat und nahezu gleichwertig dem ongari. In der ersten Hälfte des 18. Jahrhunderts wurden neue Silberminen in Anatolien erschlossen. Dennoch blieben fremde Münzen in der Peripherie des Reichs noch bis zum Ende des 18. Jahrhunderts das überwiegende Zahlungsmittel. Zwischen 1700 und dem Ende der 1760er Jahre sank der Silbergehalt im Kuruş erneut um etwa 40 %, obwohl jetzt mehr Silber zur Verfügung stand: Aufgrund des stetig wachsenden Handels blieb Münzgeld weiterhin knapp.[8]
- 1844–1914: Im 19. Jahrhundert verbreitete sich das Verständnis der Geldwertstabilität als Voraussetzung für Reformen und den Ausbau des Handels. Ein neues bimetallisches System mit dem silbernen kuruş und der goldenen lira wurde 1844 eingeführt. Einer lira entsprachen 100 kuruş; ein 20-kuruş-Stück wurde mecidiyye genannt. Dieses Währungssystem blieb, ergänzt durch die Einführung von Nickelmünzen 1910, der Standard im Osmanischen Reich. Ab 1840 gab es zusätzlich verzinsliches Papiergeld (kaime), das bis 1852 im Wert stabil blieb. Zur Finanzierung des Krimkriegs in großer Menge gedruckt, führten sie zu einer erneuten Inflation. In den 1860er Jahren wurde die kaime-Währung mittels kurzlaufender Anleihen der 1856 gegründeten Osmanischen Bank eingezogen. Die Osmanische Bank hatte bis zum Ersten Weltkrieg das Monopol auf die Ausgabe von Papiergeld, das aber nur in der Region um Istanbul verbreitet war.[8]

### Organisation der Finanzbehörde
Schon in der zweiten Hälfte des 15. Jahrhunderts unterstellte Mehmed II. die Finanzbeamten direkt dem Großwesir. Das Defterhane lag im Topkapı-Palast direkt neben dem Raum, in dem der Staatsrat tagte. Zu den wichtigsten Aufgaben des Defterhane gehörte die vierteljährliche Auszahlung der Löhne für das Militär. Vorsteher der Finanzverwaltung war der Defterdar (osmanisch دفتردار). Zunächst gab es nur einen Defterdar, etwa seit der Zeit Bayezids II. wurde ein zweiter eingesetzt, der für Anatolien zuständig war, während der erste, der haş defterdar, ‚besonderer Buchhalter‘, die Verantwortung für den europäischen Reichsteil, Rumelien, behielt. Nach der Eroberung der arabischen Gebiete kam ein dritter hinzu, der seinen Sitz im syrischen Aleppo hatte. Die Beamten der Finanzverwaltung verwendeten für ihre Aufzeichnungen eine Spezialschrift (siyakat). die nur von den Beamten der Behörde gelesen werden konnte, und die vor allem wegen der verwendeten speziellen Zahlenzeichen fälschungssicher war. Im Zuge der Tanzimat-Reformen ab 1839 wurde die Finanzverwaltung des osmanischen Staates reorganisiert. Die zentrale Finanzbehörde hieß von nun an Maliye (noch heute Maliye Bakanı).

### Staatshaushalt
Das Osmanische Reich kannte zwei staatliche Budgetsysteme. Der zentrale Staatsschatz (enderun) stand dem Sultan zur Verfügung. Aus diesem finanzierten sich der Sultanshof, die Truppen der Hohen Pforte und die Beamten der zentralen Verwaltung. Auch der Anteil des Sultans an Kriegsbeuten, konfiszierte Landgüter, und Geschenke wurden dem inneren Budget zugerechnet, das folglich nicht nur Bargeld enthielt, sondern auch wertvolle Gegenstände und Textilien. In die zweite Kasse (birun) unter der Kontrolle des Großwesirs und des defterdar flossen die Abgaben der Provinzen, Zölle und die direkt an die Staatskasse entrichteten Steuern. Falls das birun-Budget ein Defizit aufwies, konnte es aus dem zentralen Staatsschatz aufgefüllt werden. Dies war besonders zu Kriegszeiten der Fall, da die Finanzierung des Militärs und der Flotte den überwiegenden Teil der Staatseinnahmen beanspruchte. Wenn der innere Staatsschatz zur Finanzierung nicht ausreichte, wurde eine Sondersteuer für den Krieg erhoben, die avarız. Ursprünglich nur in Notzeiten erhoben, war der Staatshaushalt im Lauf der Zeit immer mehr auf die Einkünfte aus dieser Steuer angewiesen. Im Lauf des 16. Jahrhunderts wurde die Steuer darum dauerhaft erhoben. Zur Finanzierung der Ausgaben wurde regelmäßig der Silbergehalt des Akçe vermindert; der Begriff der Inflation war zu dieser Zeit noch unbekannt.
Die erste offizielle Bilanz der osmanischen Finanzen ist für 1527–1528 erhalten und dokumentiert 5 Millionen Dukaten für den Zentralschatz und 3,6 Millionen Einkommen aus den Tımar. Nicht enthalten sind die Einkünfte aus den frommen Stiftungen und dem Land in Privatbesitz. Verglichen mit der Staatskasse westeuropäischer Staaten erscheint das Budget des Osmanischen Reichs zu dieser Zeit relativ klein: 1492 belief sich das jährliche Einkommen Neapels auf 1,6 Millionen, das der Republik Venedig auf 1 Million Golddukaten. Das höchste Steuereinkommen kam 1528 aus Rumelien, gefolgt von Ägypten und Syrien und Kleinasien. Dabei wies das anatolische Kernland ein Defizit von etwa 10 % auf, die arabischen Provinzen erzielten Überschüsse von ca. 60 %.

### Militärausgaben
Die Finanzpolitik des Osmanischen Reiches ist gekennzeichnet durch ihre Abhängigkeit von Bargeld. Ursprünglich finanzierte sich das osmanische Heer aus Steuerlehen (Tımar). Durch Ungleichgewichte im Handel mit Europa, wo zu dieser Zeit mit der Silberflotte große Mengen des Edelmetalls aus Südamerika importiert wurden, verdoppelte sich binnen kurzem der Nennwert der Tımar. Während der 1590er Jahre wurden die Steuereinheiten landesweit reformiert. Die zentrale Finanzbehörde des Reiches (Defterhane, persisch دفترخانه Defterhâne) reagierte mit der Umstellung des Tımar-Systems auf ein Steuerpachtsystem (Iltizam) und den Steuereinzug in Form von Bargeld. Das Heer wurde nun nicht mehr aus den Einkommen der Tımār direkt, sondern aus Steuereinnahmen in Bargeld finanziert, seine Ausrüstung mit Feuerwaffen stellte eine zusätzliche Belastung für die Staatskasse dar. Darüber hinaus stieg schon während des 16. Jahrhunderts die Zahl der aus Steuergeldern in Form von Silbermünzen (Akçe) bezahlten Askerî von 41.000 auf 77.000 an. Um das Jahr 1630 beanspruchten die Ausgaben für das Militär 77 Prozent des Steueraufkommens, 1670 62,5 Prozent. Da das Militär vierteljährlich bezahlt wurde, mussten alle drei Monate enorme Mengen Silbermünzen ausgezahlt werden. Die meisten Steuern wurden jedoch in jährlichem Abstand erhoben. Aufgrund der Abweichungen des im Osmanischen Reich gebräuchlichen Lunarkalenders vom astronomischen Kalender bedeutete dies, dass alle 33 Jahre nach dem Mondkalender Löhne ausgezahlt wurden, denen kein Steuereinkommen gegenüberstand. Die Defizite summierten sich in Jahren mit niedrigem Steueraufkommen. Die finanzielle Belastung durch den Militärhaushalt wuchs im Verlauf der Geschichte immer weiter an. Zur Finanzierung des Krimkriegs musste 1854 in London die erste Auslandsanleihe (für £3 Mio. zu 6 %), eine weitere 1855 (über £5 Mio. zu 4 %) aufgenommen werden. Im Jahr 1875 folgte der Staatsbankrott. Durch das Muharram-Dekret vom 20. Dezember 1881 wurde der Conseil d’Administration de la Dette Publique Ottomane (türkisch düyūn-ı ʿumūmīye-ʾi ʿOs̠mānīye meclis-i idāresi ‚Verwaltungsrat der osmanischen Staatsschulden‘) gegründet.
In den Jahren 1905–7 verschärften Missernten die Wirtschaftskrise im Osmanischen Reich. Die Gehälter der Beamten konnten nicht mehr ausgezahlt werden. Diese Situation nutzten die griechischen und bulgarischen Rebellen in Mazedonien. Im Juni/Juli 1908 drohte ein bewaffneter Konflikt zwischen den konstitutionalistisch gesinnten Jungtürken und dem osmanischen Militär. Sultan Abdülhamid II. gab dem Druck schließlich nach und setzte die 1878 suspendierte Verfassung von 1876 am 23. Juli 1908 wieder in Kraft. Eine neue Regierung wurde unter Kıbrıslı Kâmil Pascha gebildet. In der Geschichte des Osmanischen Reichs begann nun die letzte Ära, die „Zweite Verfassungsperiode“ (İkinci Meşrutiyet). Die politische Macht der Jungtürken-Regierung stützte sich vor allem auf das Militär. Als Gegenleistung für die militärische Machtgarantie wurden die Ausgaben für das Militär in einem solchen Maß erhöht, dass für den Aufbau ziviler Institutionen und für Reformen kaum noch Mittel zur Verfügung standen. Finanziert wurde die Aufrüstung überwiegend über Kredite deutscher Banken, die Waffen wurden von den deutschen Firmen Friedrich Krupp AG und Mauser geliefert.
| Anteil der Militärausgaben am Staatshaushalt im Osmanischen Reich, Ägypten zum Vergleich |                   |               |         |
| Jahr                                                                                     | Osmanisches Reich | Absolut       | Ägypten |
| 1889                                                                                     | 42,1 %            | 7,8 Mill. T£  | 4,2 %   |
| 1900                                                                                     | 39,0 %            | 7,2 Mill. T£  | 5,8 %   |
| 1908                                                                                     | 34,6 %            | 9,6 Mill. T£  | 5,0 %   |
| 1911                                                                                     | 35,7 %            | 12,6 Mill. T£ | 5,8 %   |

### Provinzhaushalte
In den im 16. Jahrhundert annektierten arabischen Regionen, Zypern und Ungarn waren die Generalgouverneure (Beylerbey) unter der Aufsicht eines eigenen Defterdar und der örtlichen Richter (kadi) selbst verantwortlich für die Provinzhaushalte. In diesen Provinzen wurden alle Ausgaben aus den örtlichen Kassen bestritten, Überschüsse wurden an den Staatsschatz in Istanbul abgeführt, Defizite aus diesem beglichen. Die zentrale Finanzbehörde behielt mittels detaillierter Rechenschaftsberichte die Oberaufsicht über die Provinzfinanzen. Diese Ordnung erlaubte den Behörden vor Ort größere Flexibilität und Schnelligkeit in ihren finanziellen Entscheidungen, da sie nicht auf Beschlüsse der Zentralverwaltung warten mussten. Daher hatten die Beglerbegs von Ägypten, Jemen und des Eyâlet Budin (Teile des Königreichs Ungarn und des serbischen Despotats) schon im 16. Jahrhundert den Rang eines Wesirs inne, und waren in Krisenzeiten den benachbarten Beglerbegs übergeordnet. Die Woiwoden der Moldau und der Walachei sowie der Republik Ragusa waren nur verpflichtet, einen jährlichen Tribut an die Staatskasse zu entrichten. Obwohl die Autonomie der lokalen Machthaber dadurch eingeschränkt war, dass sie jederzeit von der Zentralregierung abgesetzt werden konnten, war die Organisation von den Kernlanden in die Peripherie zunehmend dezentralisiert.

### Besteuerung der Bevölkerung
Ursprünglich finanzierte sich das Osmanische Heer, indem die einzelnen Lehen (Tımar) berittene Lanzenreiter (Sipahi) zu stellen und zu finanzieren hatten. Die Tımar-Inhaber lebten meist auf oder nahe bei ihren Gütern, konsumierten einen Teil der dort erzeugten Güter selbst und beanspruchten Frondienste (kulluk). Mit dem militärischen Niedergang dieser Reiterei ab dem 16. Jahrhundert und der wachsenden Bedeutung der Janitscharen und anderer direkt besoldeter Truppen wurden die Tımars zunehmend eingezogen und der Domäne des Sultans zugeschlagen oder an Günstlinge und Höflinge als Sinekure vergeben. Die Abgaben wurden nunmehr nicht mehr am Ort ihrer Erhebung verbraucht, sondern an räumlich oft weit entfernte Berechtigte abgeführt. Die Steuereintreibung wurde dabei oft in Steuerpacht („iltizam“, später „malikâne“) an einen Steuerpächter („mültezim“) vergeben, der eine festgesetzte jährliche Abgabe an die Staatskasse zu entrichten hatte. Im Lauf der Geschichte wurden Naturalsteuern und Frondienste meist in Bargeldsteuern umgewandelt. Diese Art der Steuererhebung führte tendenziell dazu, dass sich der Staat oder sonstige Berechtigte nicht mehr für die wirtschaftliche Grundlage des Steueraufkommens interessierten, während die Steuerpächter im Bestreben, ihre Investitionen zu amortisieren, die Bevölkerung zum Teil hemmungslos auspressten.
Der Aşar (auch öşür, wörtlich: „der Zehnte“), war ursprünglich eine Naturalsteuer, die vor allem in den nahöstlichen Regionen des Reiches auf landwirtschaftliche Produkte sowie Baumwolle, Fisch, Honig und Seide erhoben wurde und jährlich an den Inhaber des Tımar zu entrichten war. Je nach Region waren ein Zehntel, ein Achtel, oder sogar ein Drittel aller Erzeugnisse abzuliefern. Daneben wurden weitere, eigentlich nur für Kriegszeiten vorgesehene Steuern ab dem 17. Jahrhundert ständig eingezogen. Die Steuern waren vor allem für die Landbevölkerung regional unterschiedlich, meist aber sehr hoch. In späterer Zeit wurde die Aşar durch Bargeldsteuern wie Avarız und Nüzül abgelöst, nach den Tanzimat-Reformen jedoch wieder eingeführt und erst durch die Türkische Republik abgeschafft. Eine weitere direkt an den Tımar-Inhaber zu entrichtende Steuer war die Weidesteuer (Otlak resmi).
Die steuerpflichtige Bevölkerung war in Steuereinheiten (Çift-Hane) organisiert, die in detaillierten Bevölkerungs- („Tahrir“ oder „tapu tahrir“) und Steuerregistern (Defter) dokumentiert wurden.
Ursprünglich außerordentliche Abgaben im Bedarfsfall waren avarız und nüzül. Erstere waren Sach- oder zunehmend Geldleistungen für das Militär bzw. die Flotte, letztere ursprünglich Verpflegungsleistungen für die Truppe. Die avarız wurden von hierfür im Steuerregister eingerichteten Haushalten (avarızhane) erhoben. Ursprünglich waren dies tatsächliche Familienhaushalte (gercekhane), ab dem 17. Jahrhundert konnten auch mehrere Haushalte zur Vereinfachung der Erhebung in einem avarızhane zusammengefasst werden. Seit der Neuorganisation auf ein stehendes, mit Feuerwaffen ausgestattetes Heer im 15. Jahrhundert waren diese Abgaben zunehmend mit Bargeld zu leisten war. In Kriegszeiten wurden die Haushalte zunächst alternativ pro Jahr zur avarız oder nüzül herangezogen, in späterer Zeit zu beiden Abgaben zugleich, und schließlich wandelten sich unter dem Einfluss der ständigen Kriege sowohl avarız wie nüzül zu ausschließlich in Bargeld zu entrichtenden, regelmäßigen jährlichen Steuern. Nüzül und avarız stellten bedeutende Einkommensquellen für den Osmanischen Staat dar. In den Jahren 1621 bis 1622 beispielsweise kamen 58 Prozent des Steuereinkommens der makedonischen Stadt Manastır aus diesen beiden Steuern.
Die Adet-i ağnam (wörtlich „Schafzählung“) wurde auf die Haltung von Schafen und Ziegen erhoben und war jährlich in bar an den Steuerpächter oder direkt an die Staatskasse zu entrichten. Die direkte Besteuerung der Tierhaltung ermöglichte es auch, die schwer zu kontrollierende Nomadenbevölkerung der Yörük zu besteuern. Vereinzelt bieten die Steuerregister einen Einblick in die jährlichen Einkünfte und indirekt den Viehbestand in einer bestimmten Region. So wurden beispielsweise im Jahr 1490 auf der Insel Lemnos 24.509 Schafe gehalten, durchschnittlich etwa 9 Schafe pro Einwohner. Gelegentlich wurde die jährliche adet-i ağnam vom Steuerpächter mit anderen Steuern wie der Dschizya und der İspençe zusammengefasst an die Staatskasse abgeführt.
Eine weitere fiskalisch bedeutende Abgabe war die Stempelsteuer, (Damga resmi). Ursprünglich als gebührenpflichtige behördliche Beglaubigung des Edelmetallwerts einer Münze oder eines Gegenstandes der europäischen Repunze vergleichbar, durften in späterer Zeit auch andere Waren wie Textilien nur dann in den Handel gegeben werden, wenn sie ein behördliches Zertifikat (damga akmişe) aufwiesen. Auch diese Steuer konnte verpachtet werden. Mit den Tanzimat-Reformen wurde die Damga resmi auf behördliche Beglaubigungen verschiedenster Dokumente erhoben. Im späten 19. Jahrhundert betrug das staatliche Einkommen aus dieser Abgabe etwa 10 bis 20 Millionen Akçe pro Jahr, stieg bis 1912 auf über 50 Millionen Akçe an und übertraf damit die Einkünfte aus den Gerichtsgebühren oder der Alkoholsteuer (muskirat resmi). Höhere Steuereinnahmen wurden nur aus der Salzsteuer (tuz resmi) erzielt.
Eine zusätzliche Steuerbelastung für die Bevölkerung stellte die Umstellung des Steuerpacht-Systems von ursprünglich jährlich neu vergebenen Rechten (iltizam) auf eine prinzipiell lebenslänglich geltende, gegen Höchstgebot verkäufliche Verpachtung (malikâne) dar. Da die Steuerpächter nur eine vorher festgelegte Summe an die Staatskasse abgeben mussten, stand ihnen die Möglichkeit offen, sich durch zusätzlich erhobene Abgaben persönlich zu bereichern. Auch die de facto autonom von der Zentralregierung herrschenden, zum Machterhalt auf selbst finanzierte Söldnertruppen angewiesenen Lokalherrscher (ayan oder derebey) erhoben zusätzliche Steuern. Schon zu Beginn des 18. Jahrhunderts war die Gesamtheit der im Reich bestehenden Steuern unübersichtlich geworden und hatte ein Ausmaß angenommen, das zu massenweiser Flucht der Landbevölkerung entweder in die Städte, oder aus dem Osmanischen Reich in Nachbargebiete führte.

### Sondersteuern für Nicht-Muslime
Die in der islamischen Welt traditionelle Dschizya blieb bis zum Hatt-ı Hümâyûn-Edikt (1856) eine bedeutende, in bar direkt an die Staatskasse entrichtete Einnahmequelle. Bis 1691 wurde pro Haushalt besteuert, nicht pro Kopf, manchmal auch pauschal für ein Dorf. Solange die Bevölkerung wuchs, war die pauschale Besteuerung vorteilhaft für die Einwohner. Sank die Bevölkerungszahl, konnte die Steuerlast so stark steigen, dass Dörfer deswegen aufgegeben wurden. Aufgrund des enormen Bargeldbedarfs während des Großen Türkenkriegs wurde die Dschizya ab 1691 – dem ursprünglichen islamischen Brauch entsprechend – wieder pro Kopf erhoben. Mit der Neuorganisation des Millet-Systems wurde die Dschizya durch eine Wehrersatzsteuer für nichtmuslimische Männer (bedel-i askeriyye) ersetzt. Eine der Landsteuer für die muslimische Bevölkerung vergleichbare Abgabe für nicht-muslimische Untertanen war die İspençe. Die Steuer musste von erwachsenen männlichen Haushaltsvorständen entrichtet werden; auf der muslimisch beherrschten Morea betrug die Steuer 1480 20, 1512–1583 dann 25 Akçe; Witwen konnten einen Steuernachlass erhalten, für Juden betrug die İspençe 125 Akçe. Juden hatten darüber hinaus eine spezielle Steuer bar zu entrichten, den Rav akçesi.

### Ausnahmen
Einzelne Bevölkerungsgruppen waren von bestimmten Steuern ausgenommen, meist, weil sie zu besonderen Dienstleistungen verpflichtet waren. Die Yörük-Nomaden wurden als Teil der Osmanischen Armee angesehen, wo sie meist für Transportarbeiten herangezogen wurden. Im Gegenzug waren sie von der Avarız befreit, mussten aber ihre eigenen Tiere zur Verfügung stellen. Im Lauf des 17. Jahrhunderts waren große Teile der Nomadenbevölkerung allerdings sesshaft geworden und standen nicht mehr für diese Dienste zur Verfügung. Nach 1691, auf dem Höhepunkt des Osmanisch-Habsburgischen Kriegs, wurde ein neues Register geschaffen, in dem die Nomaden unter dem Namen „Nachkommen der Eroberer“ (Evlad-ı Fatihan) organisiert und bis zu den Tanzimat-Reformen mit ihren Dienstpflichten verzeichnet waren. Auch Minenarbeiter brauchten häufig keine Avarız zu entrichten.
Die islamische Rechtsinstitution der frommen Stiftung (Waqf, türkisch Vakıf) bot die Möglichkeit, Vermögenswerte frommen Stiftungen zu übereignen. Vergleichbar dem „Eigentum der Toten Hand“ war das Vermögen der Besteuerung entzogen. Eine Möglichkeit, individuelle Steuerbefreiung für eine Stadt oder ein Dorf zu erlangen, war das Muafiyet. Das entsprechende Dokument wurde als muaf-nāme bezeichnet. Das Muafiyet-System war seit dem 15. Jahrhundert Teil der Politik der Hohen Pforte, um das wirtschaftliche Wachstum einzelner Städte zu fördern. Es gibt Berichte, wonach korrupte Beamte vor Ort sich nicht an das Edikt gehalten haben.

### Zölle
Das Osmanische Reich war keine Zollunion; Binnenzölle stellten eine wichtige Einnahmequelle für die Staatskasse dar. Zollabgaben (Gümrük resmi oder auch selametlik resmi) wurden auf den Marktwert der Güter entrichtet; ihre Einnahme konnte verpachtet werden. Im 17. Jahrhundert wurde für niederländische Händler der zu entrichtende Zoll auf 3 % des Marktwerts festgelegt, deutlich niedriger als der durchschnittliche Zoll- und Abgabensatz von 12–18 % für inländische Gilden und Kaufleute.

### Private Finanzierungsmodelle und Vertragswesen
Im osmanischen Wirtschaftssystem waren Kredit-, Akkreditiv- und Geldwechselgeschäfte bekannt, auch eine frühe Form des Bankwesens (dolab) existierte. Die italienischen Kaufmannsgemeinden in Galata hatten diese Finanztechniken wohl an ihre osmanischen Handelspartner weitervermittelt.
Private Finanzierungskonzepte und Gesellschaftsformen des islamischen Bankwesens wie die Muscharaka, Mudaraba und verschiedene Formen der Idschara wurden schon im 7. Jahrhundert im Kontext des islamischen Zinsverbots in den verschiedenen Madhhab diskutiert. Um Rechtsgültigkeit zu erlangen, mussten drei Klauseln definiert sein: Der Absicht des Vertrags, die Höhe der investierten Summe, eine Vereinbarung zur Aufteilung des Gewinns, sowie, im Fall einer Mudaraba, eine genauere Abgrenzung der Freiheit des Agenten bei der Verwendung der investierten Summe. Während des 10./11. Jahrhunderts war das Vertragswesen in den islamischen Ländern deutlich weiter entwickelt als in Europa. Es gilt als sehr wahrscheinlich, dass die europäische Vertragsform der Commenda sich aus dem islamischen Finanzierungsmodell der Mudaraba (etwa: „stille Teilhaberschaft“) entwickelt, und ihren Weg über Italien nach Westeuropa gefunden hat. Im privaten Sektor sammelte sich trotz des islamischen Zinsverbotes Wucherkapital an. Die Zinssätze betrugen 30 – 60 %, in Ausnahmefällen bis zu 360 %. Neben Privatpersonen verliehen auch Vakıf-Stiftungen Bargeld. Verzinsliche Kredite wurden nicht nur von Christen und Juden, sondern auch von Muslims vergeben. Schon im 16. Jahrhundert hatte sich im Reich umfangreiches Kapital angesammelt. Im Unterschied zu Europa wurde dieses Kapital aber weniger häufig für private Investitionen eingesetzt.
Westlichen Institutionen wie dem Bankwesen oder Geldtransfer mittels Wechselbriefen kam in der osmanischen Wirtschaft jedoch nie eine dem europäischen Kaufmannswesens des 16. Jahrhunderts vergleichbare, grundlegende Bedeutung zu. Dort finanzierten private europäische Handelsunternehmen wie beispielsweise die Fugger die öffentliche Hand. Im Gegensatz zum sich in Europa ausbildenden Frühkapitalismus blieb der staatliche Landbesitz und die Kontrolle und Besteuerung der Landwirtschaft die wichtigste Quelle der osmanischen Staatsfinanzen. Staatliche Kontrolle und patrimoniale Beziehungen blieben das wichtigste Instrument zur Umverteilung des erwirtschafteten Reichtums.
Bis zum Aufkommen von Dampfschifffahrt und Eisenbahn war der Import großer Mengen verderblicher Güter in für den Handel relevanten Mengen nicht möglich. Die wirtschaftliche Abhängigkeit von Europa verstärkte sich ab der zweiten Hälfte des 18. Jahrhunderts, als der zunehmende Bedarf an Krediten und das Fehlen osmanischer Banken sich auszuwirken begannen. Vor allem französische Händler beteiligten sich an Finanzspekulationen und zogen große Mengen Bargeld aus dem Osmanischen Reich ab. Während sich die osmanische Zentralregierung erst zur Finanzierung des Krimkriegs Auslandsanleihen in Europa bediente, waren lokale Händler schon ein Jahrhundert früher am Geschäft mit internationalen Anleihen beteiligt.

### Banken
Banken wurden erstmals ab 1840 im Osmanischen Reich gegründet. Sie erfüllten einerseits die finanziellen Bedürfnisse der Händler, wurden andererseits schon bald zur Finanzierung von Staatsanleihen herangezogen. Die erste im Reich aktive Bank war die Commercial Bank of Smyrna (türkisch İzmir Ticaret Bankası), die 1844 von einer Gruppe englischer Kaufleute in London gegründet, aber schon 1847 wieder geschlossen wurde. Die erste im Reich selbst gegründete Bank war die Banque de Constantinople (türkisch Dersaadet Bankası) von 1847, deren Aufgabe in der Vergabe kurz laufender Kredite an die Osmanische Verwaltung und in der Stabilisierung des Wechselkurses des türkischen Papiergelds bestand. Da eine zu große Menge an Papiergeld ausgegeben wurde, konnte die Bank die Papierwährung nicht lange stabil halten und schloss 1852.
Nach dem Krimkrieg war der finanzielle und monetäre Bedarf im Reich besonders groß. 1856 gründete eine britische Gruppe in London die Ottomanische Bank mit einer Zentrale in Istanbul und der Erlaubnis, Niederlassungen in anderen Reichsregionen – außer Ägypten – zu gründen. 1863 trat zu den britischen Eigentümern noch ein französisches Konsortium zu gleichen Anteilen hinzu. Die Geschäfte des jetzt „Osmanische Reichsbank“ genannten Bankhauses, das zugleich eine französisch-britische Privatbank und Staatsbank in Istanbul war, wurden von Paris und London aus gesteuert. Sie führte die meisten finanziellen Transaktionen des Staates durch und hatte kurzfristige Kredite bereitzustellen sowie den Staat bei der Aufgabe zu unterstützen, entwertetes Papiergeld und abgewertete Münzen aus dem Verkehr zu ziehen. Gegen 1 % Provision bediente die Osmanische Reichsbank die Auslandsschulden des Reiches. Sie hatte ein Monopol auf die Ausgabe von Papiergeld auf der Basis des Goldstandards.

## Osmanisches Reich und kapitalistische Weltwirtschaft
Nach der Weltsystem-Theorie Wallersteins stellt das Osmanische Reich ein klassisches Beispiel für ein Weltreich dar, definiert als eine arbeitsteilige Wirtschaft innerhalb einer übergreifenden politischen Struktur. Seine wirtschaftliche Produktion ist umverteilend/abhängig organisiert. Grundlage der Umverteilung sind politische Entscheidungen; Ziel ist nicht die Maximierung der Kapitalakkumulation. Dieses Weltreich kam im Lauf seiner Geschichte in Kontakt mit der europäischen „Weltwirtschaft“. Eine Weltwirtschaft umfasst verschiedene staatliche Strukturen im Rahmen eines Wirtschaftssystems. Ihr liegt ein kapitalistisches Konzept zugrunde, dessen bestimmendes Prinzip die Akkumulation von Kapital mittels des Markts ist. Im 15. und 16. Jahrhundert expandierte die europäische Weltwirtschaft stark, durchlief im 17. und bis zur Mitte des 18. Jahrhunderts eine Phase der Stagnation, um anschließend wieder zu expandieren. In der Geschichte neigten Weltreiche eher dazu, Weltwirtschaften zu absorbieren; im Falle der europäischen Wirtschaft verlief der Prozess jedoch umgekehrt: Zwischen 1750 und 1873 war das Osmanische Weltreich in die Peripherie des europäischen Wirtschaftssystems geraten. Wann genau dieser Prozess begonnen hat, ist jedoch weiterhin umstritten, die Zeitangaben reichen von ca. 1590 bis zum Ende des 19. Jahrhunderts.
Bis zum 16. Jahrhundert beschränkte sich der Fernhandel des Osmanischen Reichs im Wesentlichen auf den Austausch von leicht transportablen Luxusgütern wie Gewürze, Farbstoffe, Heilmittel, Juwelen, Parfüme, und Textilien. Im Handel mit Venedig im 16. Jahrhundert konnte das Osmanische Reich seine wirtschaftliche Selbständigkeit behaupten, wahrscheinlich auf Grund der räumlichen Entfernung der europäischen Märkte, der außenpolitischen Stärke des Reichs und der Stärke und des Volumens des Binnenhandels, insbesondere des Marktpotentials der Hauptstadt Istanbul. Mit dem Ende der Expansion des Reiches im 17. Jahrhundert und dem „Schließen der Grenzen“ konnten die wachsenden Kosten der politischen und gesellschaftlichen Struktur nicht mehr durch die weitere territoriale Ausdehnung gedeckt werden. Die benötigten Mittel mussten ab dieser Zeit durch gesteigerte Abschöpfung des Kapitalüberschusses der direkten Produzenten eingetrieben werden. Dieser auf die Deckung des Bargeldbedarfs fokussierte Prozess erfasste alle Bereiche der osmanischen Produktion; der Außenhandel des Reiches verschob sich zunehmend hin zum Export von Primärgütern und dem Import von Fertigprodukten, gefördert durch die „provisionistische“ osmanische Wirtschaftspolitik. Die Eingliederung der osmanischen an die europäische Weltwirtschaft – und somit der Beginn ihrer Randständigkeit („peripheralization“) – vollzog sich dabei in den einzelnen Regionen zu unterschiedlichen Zeiten, beginnend im Balkan im 18. Jahrhundert, gefolgt von Ägypten, der Levante und schließlich Anatolien im frühen 19. Jahrhundert.
In der neueren Forschung, vor allem in den Arbeiten Donald Quataerts, wird die in den 1970er Jahren veröffentlichte wirtschaftsgeschichtliche Sichtweise kritisiert: Ein Zeitraum von mehreren Jahrhunderten sei nicht vereinbar mit einem linearen Prozess des wirtschaftlichen Niedergangs. Die Wirtschaftsgeschichte des Osmanischen Reiches müsse auch im Hinblick auf ihre kontinuierliche Anpassungsleistung gegenüber Veränderungen betrachtet werden. Bis ins 19. Jahrhundert hinein habe sich die osmanische Wirtschaft aufgrund der Flexibilität und Vitalität der Produktion, sowie der Größe des osmanischen Binnenmarktes, behaupten können. Erst das Schrumpfen des Binnenmarktes durch die Verluste der ehemaligen wirtschaftlichen Kerngebiete im europäischen Reichsteil, sowie die hohe Staatsverschuldung in den letzten Jahrzehnten des 19. Jahrhunderts durch die enormen Kriegskosten, können für den Niedergang der osmanischen Wirtschaft verantwortlich gemacht werden.